# Fahrzeuge der Straßenbahn Frankfurt am Main

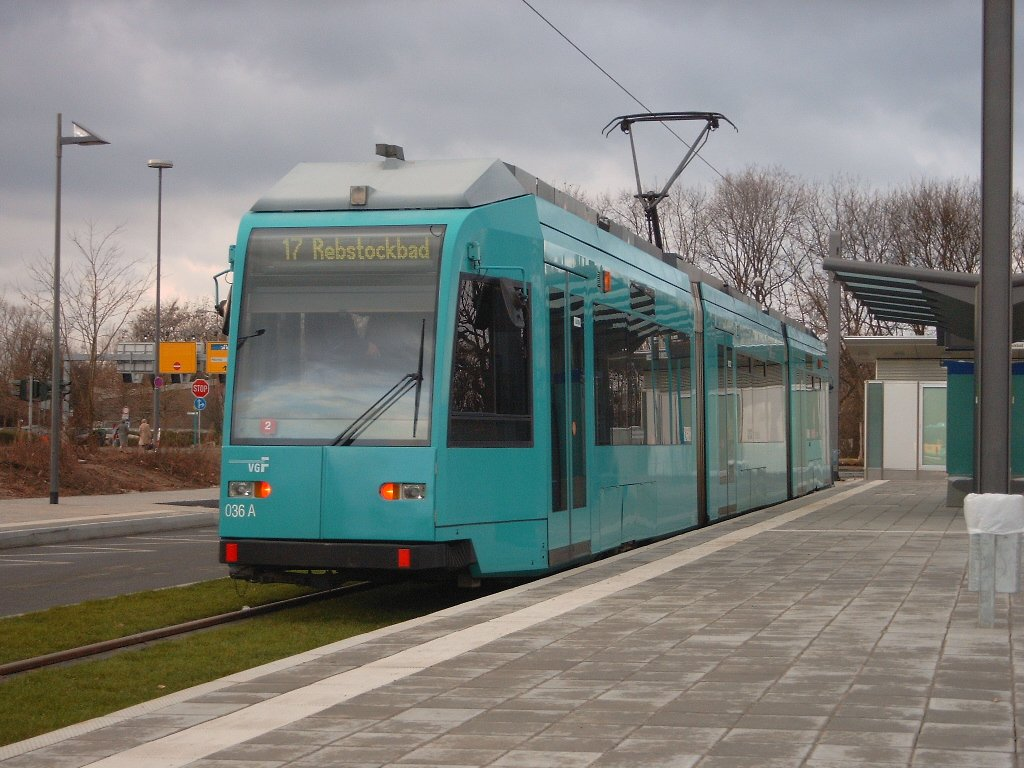
VGF-Straßenbahnwagen R 036 an der Haltestelle Rebstockbad

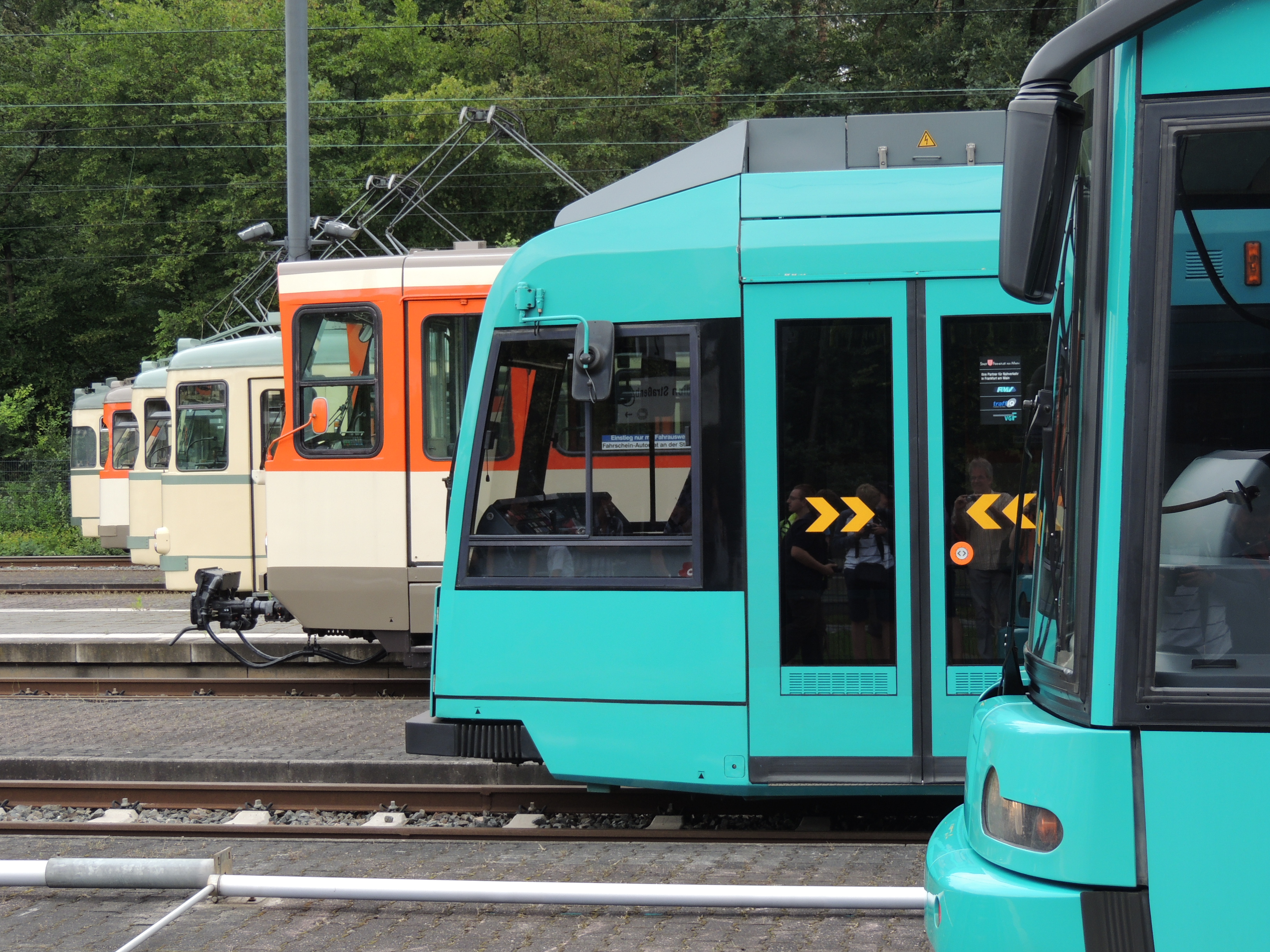
Treffen aller 2016 fahrfähigen Straßenbahn-Typen in Frankfurt (hier ohne K-Wagen) in der Straßenbahn-Station „Stadion“

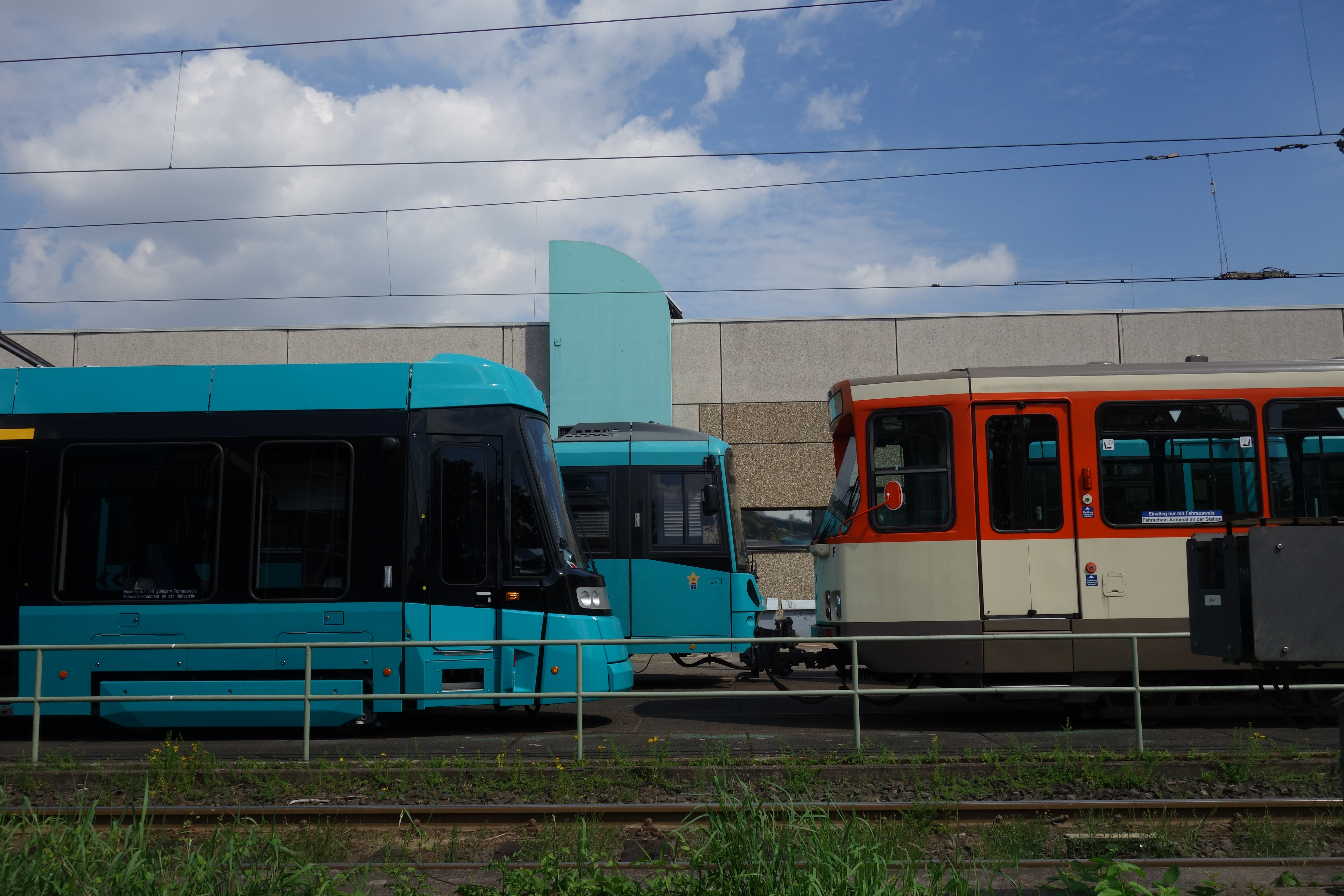
Neu und alt: T- (links) und Pt-Wagen (rechts) sowie U5-Triebwagen (Mitte) vor der Stadtbahnzentralwerkstatt in Rödelheim

Die Fahrzeuge der städtischen Straßenbahn Frankfurt am Main verkehren seit 1899 auf einem wechselnden Liniennetz. Bis heute existierten 20 Triebwagen- und 13 Beiwagen-Baureihen, die sich größtenteils noch in mehrere Unterbaureihen aufgliedern.

## Allgemeines
Frankfurt am Main besitzt seit 1872 ein Straßenbahnnetz, das zwischen 1899 und 1904 vollständig elektrifiziert wurde.
Dieser Artikel beschreibt die Fahrzeuge, die auf diesem Schienennetz verkehren. Eine Aufstellung weiterer Informationen zur Frankfurter Straßenbahn und ihrer Geschichte befindet sich hier.

### Baureihenbezeichnungen
Seit Beginn des elektrischen Betriebes werden die Triebfahrzeuge in chronologischer Reihenfolge mit Großbuchstaben bezeichnet (A bis T), die zugehörigen Beiwagen dagegen mit Kleinbuchstaben (a bis m). Eine Ausnahme bildeten die auf den Strecken der Frankfurter Lokalbahn eingesetzten Fahrzeuge, die die Bezeichnung V und v (für Vorortbahnen) erhielten. Die Buchstaben J und Q wurden wegen der Verwechslungsgefahr mit I und O ausgelassen.
Die betrieblich verbundene Straßenbahn Offenbach verwendete ab den 1930er Jahren für ihre Fahrzeuge die an das Frankfurter Schema angepasste Baureihenbezeichnungen R (Bj. 1906–1909), S (1926) und U (1949/54) für Triebwagen und r (1907), s (1911) und u (1947/53) für Beiwagen.
Bei Fahrzeugen mit mehr als zwei Achsen war es zeitweise üblich, neben der Baureihenbezeichnung auch die Achsanzahl anzugeben (L4, M6, N8, U6), dies wurde inzwischen jedoch aufgegeben, da dies zu einem Konflikt mit dem Bezeichnungssystem der Frankfurter U-Bahn führte. U-Bahn-Fahrzeuge werden im Gegensatz zu den Straßenbahnwagen mit einem U und einer fortlaufenden Ziffer bezeichnet (U1 bis U5, siehe Artikel U-Bahn Frankfurt).
Umbauten und Unterbaureihen werden durch Kleinbuchstaben dargestellt (Mt, U2h, Ptb), andere Motorentypen wurden durch den vor- oder nachgestellten Baureihenbuchstaben der Baureihe gekennzeichnet, deren Motorentyp verwendet wurde: AC, CF (kursiv: ursprünglicher Wagentyp). Motorenumbauten sind seit dem Ausscheiden der zweiachsigen Triebwagen bisher nicht mehr vorgekommen.

### Überblick
Bis in die 1950er Jahre wurden, abgesehen von einem 1923 bis 1954 betriebenen Niederflur-Beiwagen, ausschließlich zweiachsige Trieb- und Beiwagen der Baureihen A bis K beschafft. Die ab 1955 eingeführten vierachsigen Duewag-Großraumwagen erhielten in Frankfurt die Baureihenbezeichnung L. In den 1960er Jahren kamen die Duewag-Gelenkwagen der Baureihen M und N als Einrichtungsfahrzeuge und der Baureihe O als Zweirichtungsfahrzeuge hinzu.
Die 1972 bis 1978 beschafften P-Triebwagen kamen sowohl bei der Straßenbahn als auch bei der U-Bahn Frankfurt zum Einsatz. Der ab 1993 gelieferte R-Wagen war das weltweit erste über die gesamte Fahrzeuglänge in Niederflurbauweise gefertigte Straßenbahnfahrzeug, und zugleich die letzte speziell für Frankfurt entwickelte Baureihe. Aufgrund der schlechten Erfahrungen wurde die Entwicklung nicht weiterverfolgt. Die 2003 bis 2013 beschafften Fahrzeuge der Baureihe S gingen aus einer Ausschreibung hervor, bei der sich der Typ Bombardier Flexity Classic durchsetzte. Der jüngste Fahrzeugtyp ist die 2017 ausgeschriebene Baureihe T. Die ersten Fahrzeuge des Typs Citadis Frankfurt wurden im März 2022 ausgeliefert.

### Nummerierung
Triebwagen trugen ursprünglich Nummern zwischen 1 und 399, Beiwagen Nummern zwischen 400 und 999, nach dem Ersten Weltkrieg zwischen 600 und 999. Gegen Ende der 1930er Jahre wurde das System erneut erweitert: Neu beschaffte Beiwagen erhielten Nummern ab 1000, so dass ab den 1960er Jahren für Triebwagen alle Nummern zwischen 1 und 999 verwendet werden konnten. Dienstfahrzeuge mit und ohne Antrieb tragen seit den 1920er Jahren Nummern im Bereich 2000 bis 2999.
Zweit- und Drittbelegungen von Nummerngruppen kamen in der Geschichte der Frankfurter Straßenbahn häufig vor: So trugen ab 1899 ein A-Triebwagen, ab 1928 ein G-Triebwagen, ab 1974 bis 1992 der zum Fahrschulwagen umgebaute K-Triebwagen 125 und schließlich seit 1993 ein R-Triebwagen die Nummer 1 bzw. 001.
In den letzten Jahren wurden betriebsfähige Museumsfahrzeuge in die ursprünglich für die Baureihe K vorgesehene Gruppe 1xx eingeordnet, um die ursprünglichen Nummerngruppen für Neuanschaffungen verwenden zu können. L-Wagen 224 wurde so zu 124, M-Wagen 602 zu 102, N-Wagen 812 zu 112, die O-Wagen 902 und 908 zu 111 und 110 und die Pt-Wagen 690 und 748 zu 190 und 148 (siehe Artikel über das Verkehrsmuseum in Schwanheim).

### Allgemeine Umbauten
- Die Baureihen A bis E waren anfangs nur mit einer einzigen Laterne ausgerüstet, die bei Änderungen der Fahrtrichtung vom Personal umgesteckt werden mussten. Die Baureihen V, C, D und E erhielten nach dem Zweiten Weltkrieg fest eingebaute Scheinwerfer an beiden Wagenenden. Alle späteren Baureihen verfügten über diese bereits bei der Ablieferung.
- Die Baureihen A bis D wurden durch Siemens mit Lyra-Stromabnehmern geliefert, die in den 1920er und 1930er Jahren durch sogenannte Holzlatten-Schleifbügel ausgetauscht wurden. Diese glichen im Funktionsprinzip den Lyra-Stromabnehmern, waren aber robuster konstruiert. Die Baureihen F und G wurden ab Werk mit solchen Schleifbügeln ausgestattet.
- Die Holzlatten-Schleifbügel ihrerseits mussten im Zweiten Weltkrieg durch Scherenstromabnehmer ersetzt werden. Der Grund waren die zahlreichen von den Schleifbügeln produzierten Funken, die bei Verdunklung weit sichtbar waren. Dies betraf die Baureihen A bis G und V; die Baureihen H und J wurden bereits mit Scherenstromabnehmern geliefert.
- Verschärfte Sicherheitsvorschriften machten ab dem 1. Januar 1960 Magnetschienenbremsen bei allen Straßenbahnfahrzeugen im Passagierverkehr notwendig. Die Baureihen A, B, C und E wurden im Gegensatz zu den Baureihen V, D, F, G und J nicht nachgerüstet und schieden aus dem Passagierverkehr aus. Die Baureihen H, K, sowie alle späteren Baureihen wurden bereits mit Magnetschienenbremsen geliefert.
- Ab Mitte der 1960er Jahre wurde aus Kostengründen mit der Abschaffung der Schaffner im Straßenbahnbetrieb begonnen. Bei den zweiachsigen Fahrzeugen beschränkte sich dies auf die Triebwagen, die fortan nur noch von Fahrgästen mit Zeitkarten oder von Umsteigern benutzt werden konnten, die Beiwagen blieben weiter mit Schaffnern besetzt. Bei den Großraumwagen entfielen die Schaffner vollständig (ausgenommen Wagen 201), der Fahrkartenverkauf wurde fortan vom Fahrer übernommen. Mit der flächendeckenden Einführung von Fahrkartenautomaten nach der Gründung des Frankfurter Verkehrsverbunds (FVV) 1974 wurden die Kassen schließlich wieder ausgebaut.

## Fahrzeugdaten
| Baureihe               | Indienst- stellung | Ausmus- terung                     | Anzahl | Länge [mm] | Breite [mm] | Leergewicht [t] | Motorleistung [PS]              | Sitzplätze         | Stehplätze | Achsfolge         |
| ---------------------- | ------------------ | ---------------------------------- | ------ | ---------- | ----------- | --------------- | ------------------------------- | ------------------ | ---------- | ----------------- |
| Zweiachser-Triebwagen  |                    |                                    |        |            |             |                 |                                 |                    |            |                   |
| A                      | 1899               | 1958                               | 181    | 8100       | 2060        | 9,0             | A: 2 × 17 AC: 2 × 61 AE: 2 × 51 | 18                 | 18         | Bo                |
| B                      | 1901               | 1958                               | 166    | 8100       | 2060        | 9,0             | 2 × 35                          | 18                 | 18         | Bo                |
| V                      | 1910               | 1964                               | 7+18   | 9840       | 2100        | 16,3            | V: 2 × 85 VH: 2 × 102           | 24                 | 34         | Bo                |
| C                      | 1913               | 1959                               | 30     | 8300       | 2060        | 12,4            | 2 × 60                          | 18                 | 18         | Bo                |
| D                      | 1914               | 1968                               | 18     | 9100       | 2060        | 13,9            | 2 × 60                          | 18                 | 18         | Bo                |
| E                      | 1924               | 1956                               | 35     | 8100       | 2060        | 9,0             | 2 × 51                          | 18                 | 18         | Bo                |
| F                      | 1925               | 1972                               | 50     | 10460      | 2060        | 13,9            | F: 2 × 51,5 CF: 2 × 60          | 22                 | 50         | Bo                |
| G                      | 1928               | 1968                               | 30     | 10460      | 2060        | 13,8            | 2 × 62,5                        | 22                 | 50         | Bo                |
| H                      | 1939               | 1972                               | 25     | 10460      | 2060        | 14,1            | H: 2 × 102 HK: 2 × 81,6         | 22                 | 50         | Bo                |
| J                      | 1944               | 1977                               | 45     | 10400      | 2100        | 11,5            | J: 2 × 81,6 JC: 2 × 60          | 12                 | 42         | Bo                |
| K                      | 1949               | 1978                               | 65     | 10500      | 2163        | 13,0            | 2 × 81,6                        | 22                 | 34         | Bo                |
| Zweiachser-Beiwagen    |                    |                                    |        |            |             |                 |                                 |                    |            |                   |
| cu                     | 1904               | 1960                               | 31     | 8050       | 2060        | 6,1             |                                 | 18                 | 27         | 2                 |
| du                     | 1904               | 1960                               | 59     | 8050       | 2060        | 6,1             |                                 | 18                 | 27         | 2                 |
| v                      | 1910               | 1968                               | 13+22  | 9840       | 2100        | 10,6            |                                 | 24                 | 39         | 2                 |
| c                      | 1911               | 1963                               | 250    | 8300       | 2060        | 7,2             |                                 | 18                 | 25         | 2                 |
| d                      | 1914               | 1966                               | 60     | 9100       | 2060        | 7,7             |                                 | 18                 | 38         | 2                 |
| f                      | 1925               | 1972                               | 50     | 10460      | 2060        | 9,6             |                                 | 22                 | 56         | 2                 |
| g                      | 1928               | 1968                               | 109    | 10460      | 2060        | 9,8             |                                 | 22                 | 56         | 2                 |
| h                      | 1938               | 1976                               | 10     | 10460      | 2060        | 8,8             |                                 | 22                 | 56         | 2                 |
| i                      | 1945               | 1977                               | 20     | 10400      | 2100        | 7,4             |                                 | 12/16              | 47/43      | 2                 |
| e (1400)               | 1947               | 1972                               | 1      | 8790       | 2010        | 8,0             |                                 | 18                 | 30         | 2                 |
| gk                     | 1949               | 1977                               | 12     | 10500      | 2100        | 9,0             |                                 | 22                 | 40         | 2                 |
| e                      | 1950               | 1977                               | 50     | 8790       | 2010        | 8,0             |                                 | 16                 | 32         | 2                 |
| k                      | 1953               | 1978                               | 60     | 10500      | 2100        | 7,6             |                                 | 22                 | 38         | 2                 |
| Drehgestell-Triebwagen |                    |                                    |        |            |             |                 |                                 |                    |            |                   |
| L                      | 1954               | 1996                               | 42     | 14100      | 2200        | 15,5            | 2 × 136                         | 33                 | 52         | B'B'              |
| M                      | 1959               | 1998                               | 45     | 19095      | 2350        | 20,4            | 2 × 150                         | 43                 | 76         | B'2'B'            |
| N                      | 1963               | 2004                               | 30     | 25645      | 2350        | 22,0            | 2 × 150                         | 64                 | 103        | B'2'2'B'          |
| O                      | 1969               | 2005                               | 8      | 26100      | 2350        | 26,0            | 2 × 150                         | 62                 | 102        | B'2'2'B'          |
| P                      | 1972               | 1996                               | 100    | 27430      | 2350        | 29,0            | 2 × 163                         | 62                 | 108        | B'2'2'B'          |
| Drehgestell-Beiwagen   |                    |                                    |        |            |             |                 |                                 |                    |            |                   |
| v (1300)               | 1923               | 1954                               | 1      | 13100      | 2100        | 12,5            |                                 | 48                 | 36         | 2'2'              |
| l                      | 1955               | 1998                               | 42     | 14024      | 2200        | 9,5             |                                 | 25/31/36           | 57/51/45   | 2'2'              |
| m                      | 1959               | 1998                               | 26     | 13560      | 2350        | 10,0            |                                 | 37                 | 56         | 2'2'              |
| Stadtbahnfahrzeuge     |                    |                                    |        |            |             |                 |                                 |                    |            |                   |
| U1                     | 1966               | 1976                               | 2      | 21800      | 2650        | 29,5            | 2 × 204                         | 64                 | 97         | B'2'B'            |
| U2                     | 1968               | 2016                               | 103    | 23000      | 2650        | 30,5            | 2 × 204                         | 64                 | 97         | B'2'B'            |
| U3                     | 1979               | 2018                               | 27     | 24490      | 2650        | 36,0            | 2 × 237                         | 64                 | 109        | B'2'B'            |
| U4                     | 1994               | in Betrieb                         | 39     | 24490      | 2650        | 37,4            | 4 × 177                         | 63                 | 111        | Bo'2'Bo'          |
| U5-25                  | 2008               | in Betrieb                         | 94     | 25020      | 2650        | 37,7            | 4 × 177                         | 48                 | 136        | Bo'2'Bo'          |
| U5-50                  | 2012               | in Betrieb                         | 130    | 24764      | 2650        | 36,2            | 4 × 177                         | 47                 | 142        | Bo'2'Bo'+Bo'2'Bo' |
| Niederflurfahrzeuge    |                    |                                    |        |            |             |                 |                                 |                    |            |                   |
| R                      | 1993               | in Betrieb Serie 1 001-020 ab 2022 | 40     | 27600      | 2350        | 36,88           | 8 × 67                          | 59                 | 111        | Bo+2+Bo           |
| S                      | 2003               | in Betrieb                         | 74     | 30000      | 2400        | 40,0            | 4 × 140,8                       | 64                 | 115        | Bo'2'2'Bo'        |
| T                      | 2022               | in Betrieb                         | 24     | 31500      | 2400        | 41              | 4 × 150                         | 56 + 10 Klappsitze | 135        | Bo'2'2'Bo'        |
| T                      |                    |                                    | 34     | 38000      | 2400        |                 | 6 × 150                         |                    |            | Bo'2'2'Bo'Bo'     |

Anmerkungen:
1. 1 2  Angegeben ist das Jahr, in dem das erste Fahrzeug der Baureihe in Betrieb genommen wurde, und das Jahr, in dem das letzte Fahrzeug der Baureihe aus dem regulären Linienbetrieb ausgeschieden ist.
2. ↑  Angegeben ist die Anzahl der Fahrzeuge, die ursprünglich der Baureihe angehörten. Durch Umbauten hat sie sich nachträglich oft verändert.
3. ↑  Angegeben ist die feste Länge über Blech (ohne Kupplungen).
4. ↑  Die Dichte der Stehplätze ist in verschiedenen Quellen unterschiedlich angegeben und änderte sich im Laufe der Zeit. Zur besseren Vergleichbarkeit sind die Angaben aus den Datenblättern auf heute übliche 0,25 m²/Person umgerechnet.
5. 1 2  Als Ebbelwei-Expreß weiter im Linienverkehr eingesetzt
6. ↑  Angabe ungeprüft
7. 1 2  Pt-Wagen bis 2007 ausgemustert, Umbauversion Ptb-Wagen als Stadtbahn-Fahrzeuge noch im Einsatz bis 9. Oktober 2016 (Linie U5), bei Wagenmangel gelegentlich einzelne Pt-Wagen im Straßenbahneinsatz

Die R-Wagen der ersten Serie, (001 – 020) werden nach der Ausmusterung der noch im Liniendienst stehenden Pt-Wagen 727, 128, 736, 138, 148 und 749 durch die neuen T-Wagen ersetzt.
8. ↑  Achsfolge einer Doppeleinheit, im Zugverband nur in Doppeltraktion einsetzbar

Farblegende:

## A und B, E

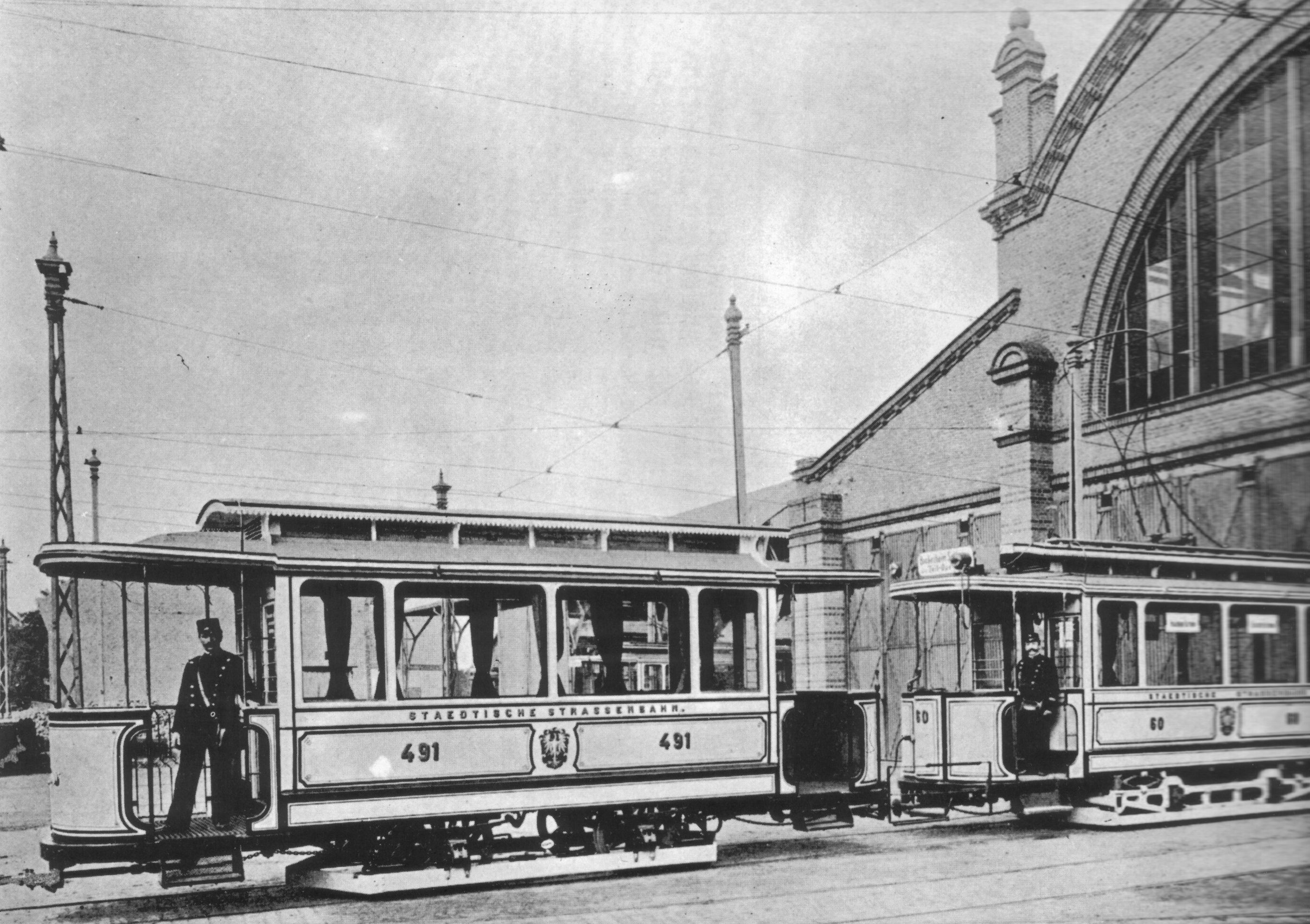
Straßenbahnwagen des Typs A am Bockenheimer Depot

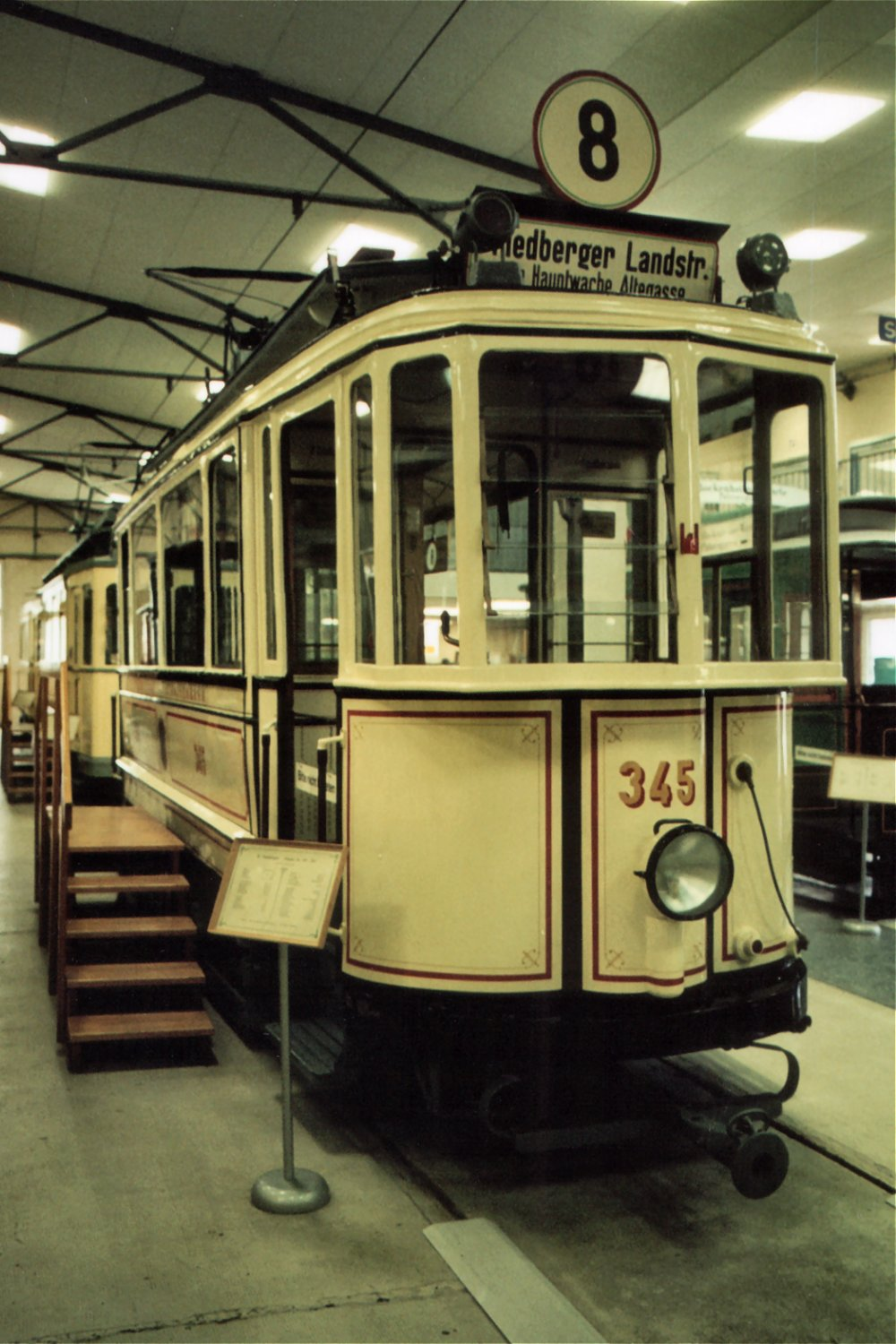
B-Triebwagen 345 im Verkehrsmuseum Frankfurt am Main

Insgesamt 181 Triebwagen des Typs A wurden zwischen 1899 und 1900 durch Siemens im elektrischen Teil sowie Falkenried, Gastell, Herbrand, MAN und Werdau im mechanischen Teil geliefert und bildeten die Grundlage des aufkommenden elektrischen Betriebes. Die Wagen entsprachen dem sogenannten „Siemens-Typ“ und verfügten über Lyra-Stromabnehmer sowie offene Einstiegsplattformen. Die Wagen verfügten über zwei Motoren von je 17 PS und konnten, bei einem Leergewicht von 9 Tonnen, insgesamt 36 Personen befördern, die Hälfte davon auf Sitzplätzen.
In den Jahren 1901 bis 1909 folgte eine zweite Serie weitgehend baugleicher Wagen, die jedoch mit stärkeren 35-PS-Motoren ausgerüstet waren und dementsprechend als Baureihe B bezeichnet wurden.
Die A-Wagen trugen die chronologisch vergebenen Nummern von 1 bis 181, die B-Wagen die Nummern von 182 bis 347. Mit insgesamt 347 Exemplaren stellen sie bis heute die größte einheitliche Triebwagenserie in der Geschichte der Frankfurter Straßenbahn dar.
Umbauten:
- Schon ab 1912 wurde damit begonnen, die offenen Plattformen zu verglasen, um das Personal besser vor der Witterung zu schützen. Diese Maßnahmen zogen sich bis 1923 hin. Lediglich drei Wagen blieben ohne Plattformverglasungen.
- Ebenfalls ab 1912 wurden 51 A-Triebwagen mit stärkeren Motoren von 61 PS Leistung ausgerüstet. Diese kamen auch in der Baureihe C zum Einsatz, dementsprechend wurden die umgebauten Wagen als Baureihe AC bezeichnet.
- 1913 wurden 12 A-Triebwagen durch Motorentausch zur Baureihe B umgerüstet.
- Zur gleichen Zeit erhielt B-Wagen 224 neue Plattformen in eckiger Bauweise, wie sie bei der Baureihe C vorhanden waren. Er wurde so zum Prototyp für die Umbaureihe E.
- 1924 wurden 35 A-Triebwagen grundlegend umgebaut: Sie erhielten eckige Plattformen nach dem Muster der Baureihe C und stärkere Motoren mit 51 PS. Sie bildeten die eigenständige Baureihe E mit den Nummern 88 bis 122. Parallel zum Umbau der Baureihe E erhielten 21 Wagen der Baureihen A und B ebenfalls 51-PS-Motoren, behielten aber die ursprünglichen Plattformen. Sie wurden daher zur Baureihe AE. Zwei A-Triebwagen wurden zu Postwagen umgebaut.
- Zwischen 1924 und 1937 wurden weitere A-Triebwagen durch den Austausch der Motoren zu B-Triebwagen.
- 1935 wurden mindestens acht Triebwagen der Baureihe AE zu B-Triebwagen rückgebaut.

Ausmusterung
Die Ausmusterung der A- und B-Triebwagen begann bereits in den 1930er Jahren, da zahlreiche größere und komfortablere Straßenbahnwagen der Baureihen F und G beschafft wurden, dennoch konnte bis zum Zweiten Weltkrieg nicht auf die veralteten Fahrzeuge verzichtet werden. Die Wagen, die den Krieg überlebten, mussten aufgrund des eklatanten Wagenmangels bis in die 1950er Jahre hinein im Passagierverkehr eingesetzt werden. Nachdem sich die Situation durch Reparaturen und Neuanschaffungen entspannt hatte, konnten die verbliebenen A-, B- und E-Wagen ausgemustert werden. Als Dienst- und Reklamewagen blieben einige Fahrzeuge bis in die 1960er Jahre im aktiven Dienst.
Im Verkehrsmuseum in Frankfurt-Schwanheim blieb der B-Wagen 345 im Zustand der 1920er Jahre erhalten. Außerdem ist dort der baugleiche Wagen 15 der Offenbacher Straßenbahn erhalten.
Beiwagen
Parallel zu den Triebwagen wurden zwischen 1904 und 1907 90 Beiwagen durch die Firmen Herbrand und Van der Zypen und Charlier gebaut. Von den Triebwagen unterschieden sie sich hauptsächlich durch das Fahrgestell, das statt eines separaten Rahmens zwei am Kasten befestigte Achshalter aufwies.
Zwischen 1919 und 1922 wurden alle Beiwagen umgebaut, wobei sie geschlossene Plattformen und Fahrgestelle analog zu den Triebwagen erhielten. Fortan wurden sie als Baureihen cu und du bezeichnet und überwiegend zusammen mit den Baureihen A bis E eingesetzt. Da ein Einbau von Magnetschienenbremsen nicht erfolgte, durften sie nach dem 1. Januar 1960 nicht mehr im Personenverkehr eingesetzt werden. Einige Wagen dienten noch bis 1971 im Bahndienst, schließlich wurden aber alle Beiwagen verschrottet.
Bis zum Ersten Weltkrieg wurden auch zahlreiche ehemalige Pferdebahnwagen hinter A- und B-Triebwagen eingesetzt.

## V

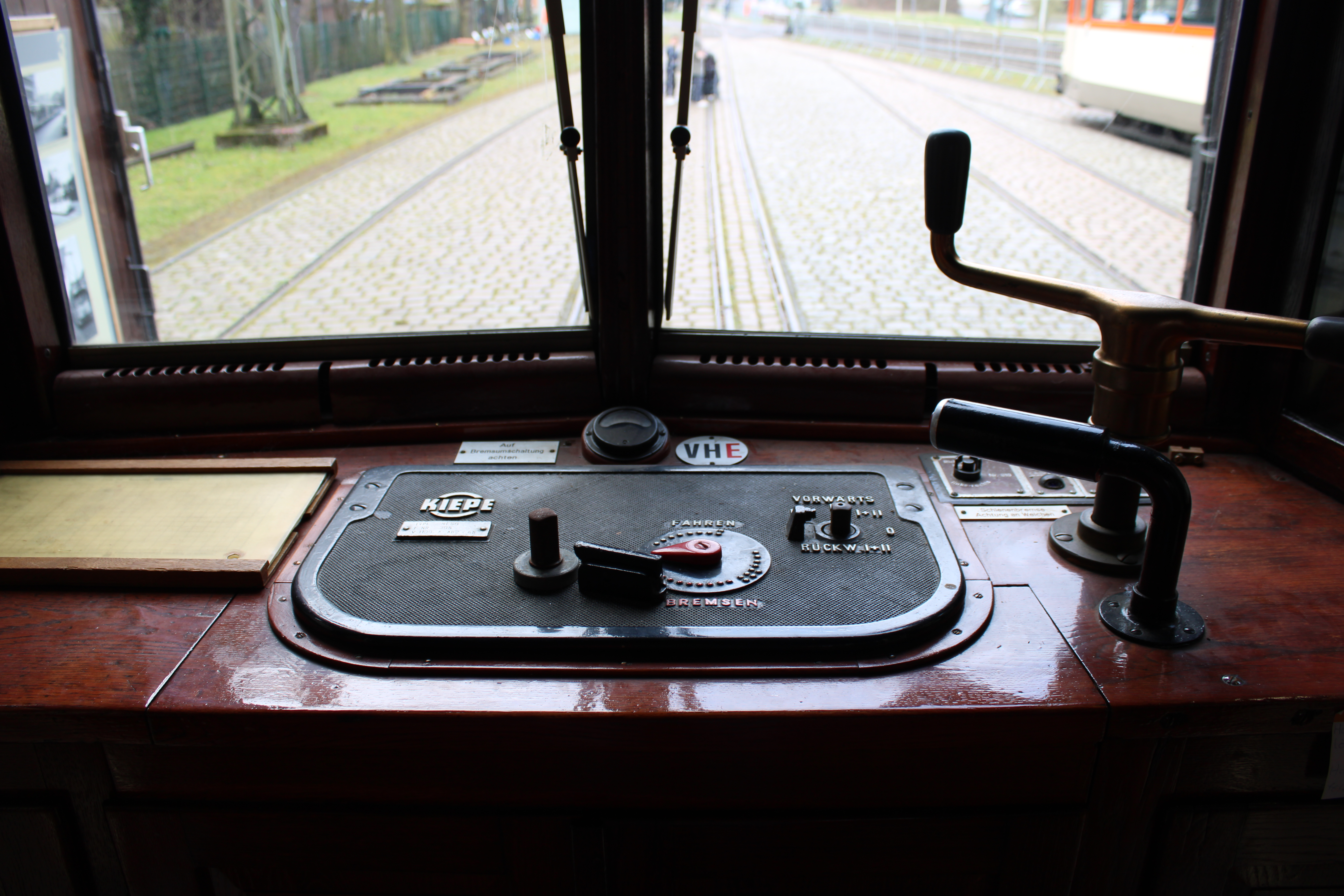
Führerstand des V-Triebwagens 400

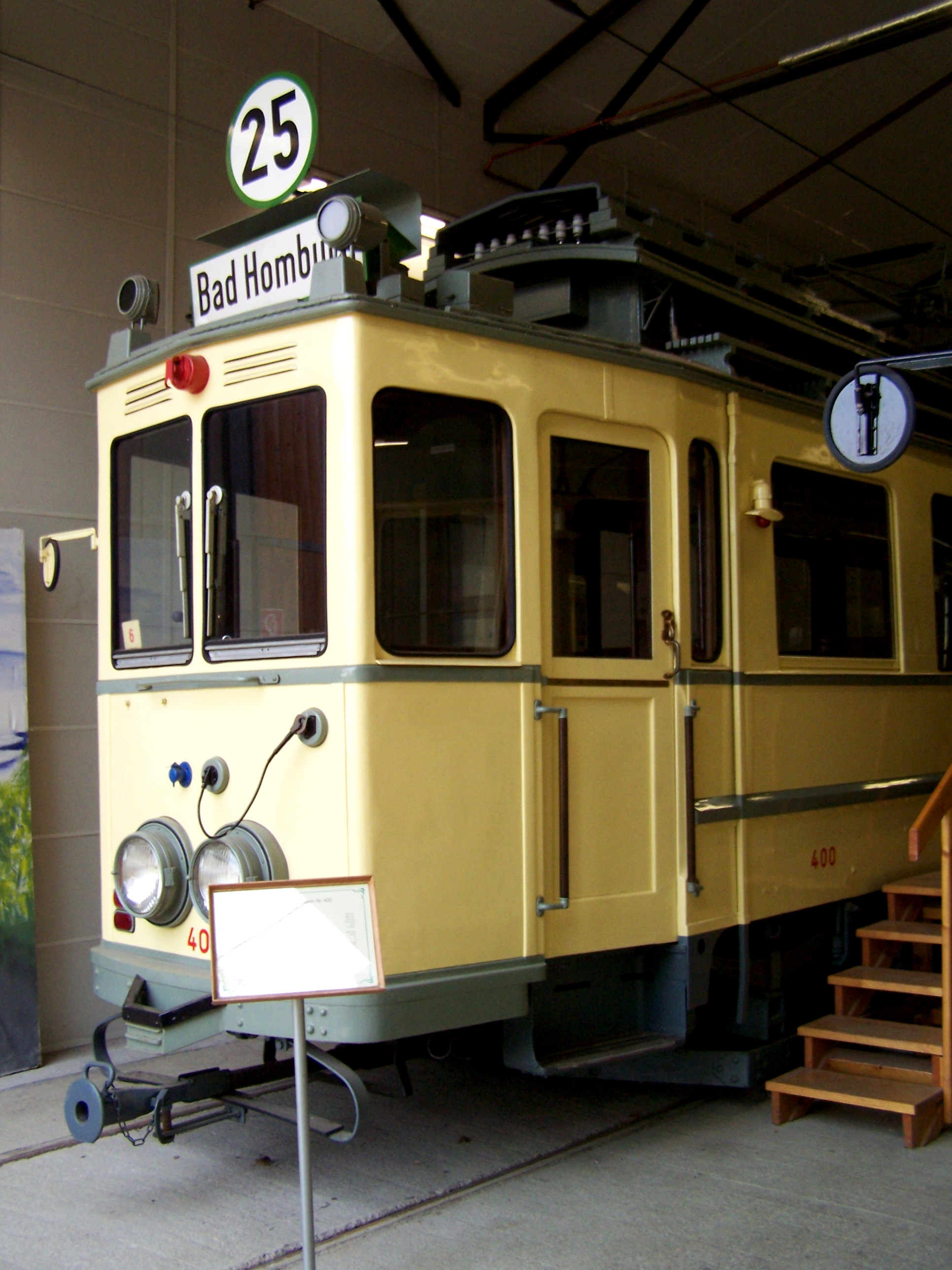
V-Triebwagen 400 im Verkehrsmuseum Frankfurt am Main

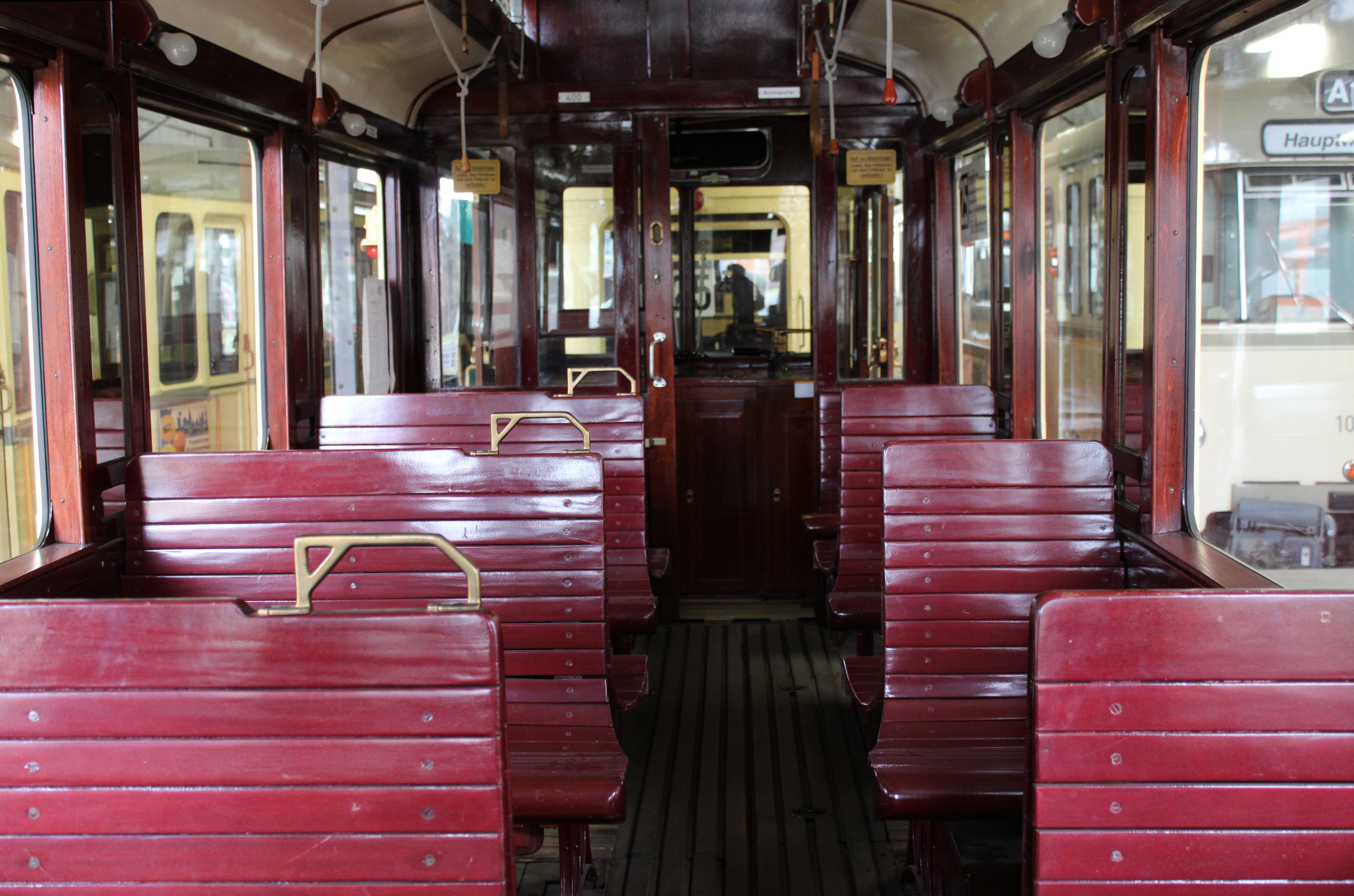
Innenraum des V-Triebwagens 400

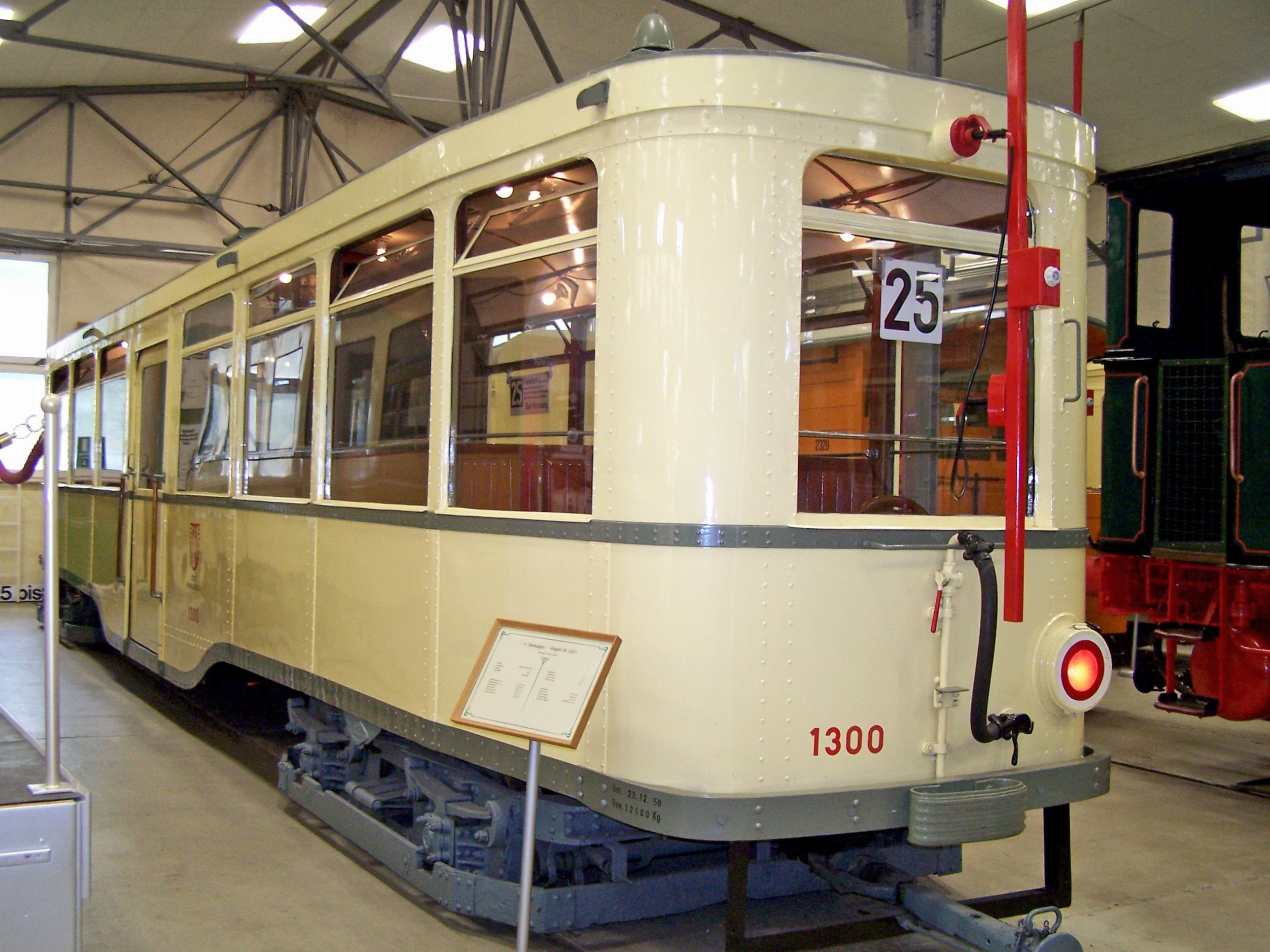
Niederflurbeiwagen 1300

Die Wagen des Typs V wurden 1910 in sieben Exemplaren durch die Waggonfabrik Uerdingen und Siemens gebaut. Sie waren weitgehend baugleich zu den 18 von Herbrand und AEG hergestellten Wagen der Frankfurter Lokalbahn und wurden gemeinsam mit diesen auf den Vorortlinien nach Bad Homburg vor der Höhe und Oberursel eingesetzt. Sie verfügten über 24 Sitz- und 34 Stehplätze bei einem Leergewicht von 16,3 t und einer Antriebsleistung von 2 × 85 PS. Als Besonderheit gegenüber den übrigen Frankfurter Straßenbahnwagen wiesen die Vorortzüge eine Druckluftbremse auf, was ansonsten unübliche Zugzusammenstellungen bis hin zu vierteiligen Garnituren ermöglichte.
Die Wagen trugen ursprünglich die Nummern 348–355. 1925 wurde die Nummerierung in 475–482 geändert, 1949 erfolgte die letzte Umnummerierung, bei der die städtischen Wagen die Nummern 393–400 und die FLAG-Wagen die Nummern 301–318 erhielten.
Wagen 479 wurde im Zweiten Weltkrieg 1944 bei Luftangriffen stark beschädigt und als Kriegsverlust ausgemustert.
Umbauten:
- Beiwagen 803 wurde 1929 zum Triebwagen 483 umgebaut.
- 14 Triebwagen erhielten 1958 102-PS-Motoren der Baureihe H und wurden zur Baureihe VH; Wagen 396 erhielt Motoren der Baureihe K mit 81,6 PS und wurde dementsprechend als Baureihe VK bezeichnet.
- 10 VH-Wagen erhielten 1962/1963 Elektroventile für die Druckluftbremse und wurden fortan als Baureihe VHE bezeichnet.

Ausmusterung
Die veralteten Wagen wurden bis 1964 auf den Vorortlinien durch Großraumzüge der Typen Lv und Mv sowie Zweiachser des Typs Hv ersetzt und ausgemustert. Acht Fahrzeuge waren bis in die 1970er Jahre hinein als Arbeitswagen auf ihren angestammten Strecken im Einsatz, zuletzt sogar im U-Bahn-Netz. Wagen 400 (der ehemalige Beiwagen 803, bis 1949 Nr. 483) blieb im Verkehrsmuseum Frankfurt am Main erhalten.
Beiwagen
Von den gleichen Herstellern, die auch die Triebwagen geliefert hatten, wurden auch 12 Beiwagen an die Frankfurter Straßenbahn und 21 Beiwagen an die Frankfurter Lokalbahn geliefert. Sie entsprachen im mechanischen Teil den Triebwagen und verfügten ebenfalls über eine durchgehende Druckluftbremse. Die FLAG verfügte zudem über einen vierachsigen Beiwagen mit Niederflureinstieg von 1923, der bis 1960 auf den Vorortlinien eingesetzt wurde. Dieser Beiwagen mit der Nummer 1300 ist heute zusammen mit dem v-Beiwagen 1396 erhalten geblieben. Beide Fahrzeuge können im Verkehrsmuseum Frankfurt am Main besichtigt werden, alle übrigen Fahrzeuge wurden verschrottet.

## C

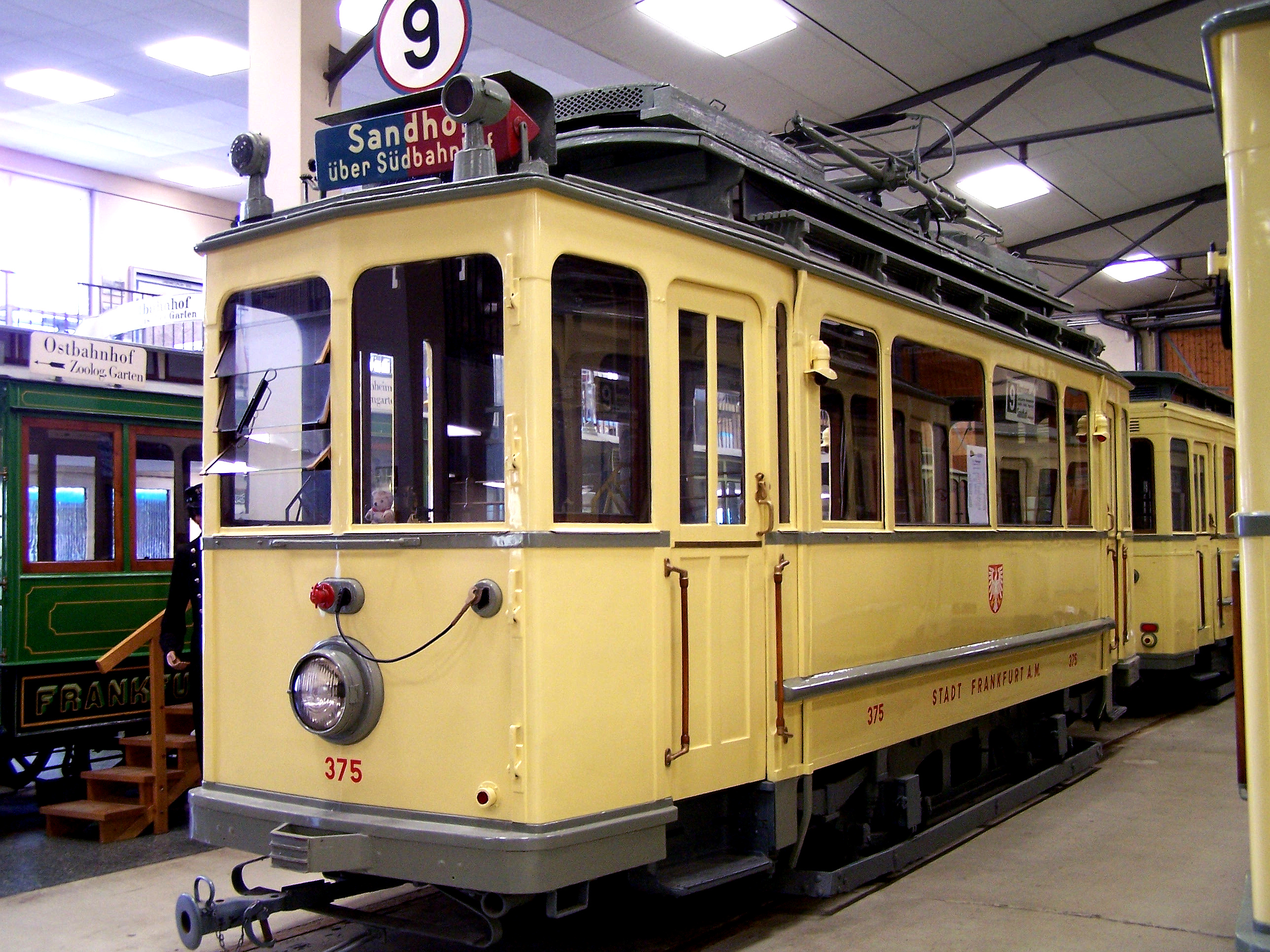
C-Triebwagen 375

Die Baureihe C wurde 1913 von Gastell und Herbrand sowie Siemens in 30 Exemplaren geliefert. Konstruktiv ähnelten sie den Vorgängerbaureihen A und B, verfügten jedoch von Anfang an über geschlossene Plattformen. Sie wiesen ein Leergewicht von 12,4 t und eine Motorleistung von 2 × 60 PS auf und verfügten über je 18 Sitz- und Stehplätze. Die Serie wies ursprünglich die Nummern 356–385 auf, 1924 wurden sie auf 348–377 geändert.
Umbauten:
- Wagen 363 war von 1930 bis 1935 fest mit dem Beiwagen 911 verbunden. Über eine Verbindungsbrücke konnte ein Schaffner im Trieb- und im Beiwagen gleichzeitig eingesetzt werden, allerdings wurde dieses Konzept nicht weiterverfolgt.
- Der B-Triebwagen 224 erhielt 1937 die elektrische Ausrüstung der C-Triebwagen. Da dessen Plattformen bereits vor dem Ersten Weltkrieg analog zur Baureihe C umgebaut worden waren, wurde er so zum vollwertigen C-Triebwagen mit der Nummer 347.

Ausmusterung
Der Einbau von Magnetschienenbremsen unterblieb nach dem Krieg, daher durften die C-Triebwagen nach dem 1. Januar 1960 nicht mehr im Personenverkehr eingesetzt werden. Mit Ausnahme des Museumswagens 375 wurden alle Fahrzeuge verschrottet.
Beiwagen
Zwischen 1911 und 1913 wurden von Talbot und der Waggonfabrik Uerdingen insgesamt 250 Beiwagen des Typs c hergestellt, die damit die größte Beiwagenserie der Frankfurter Straßenbahn bildeten. Sie wiesen die Nummern 691–790 sowie 804–953 auf. Aufgrund der fehlenden Magnetschienenbremse wurden sie wie die C-Triebwagen zum 1. Januar 1960 ausgemustert. Beiwagen 778 blieb als Museumsstück erhalten.

## D

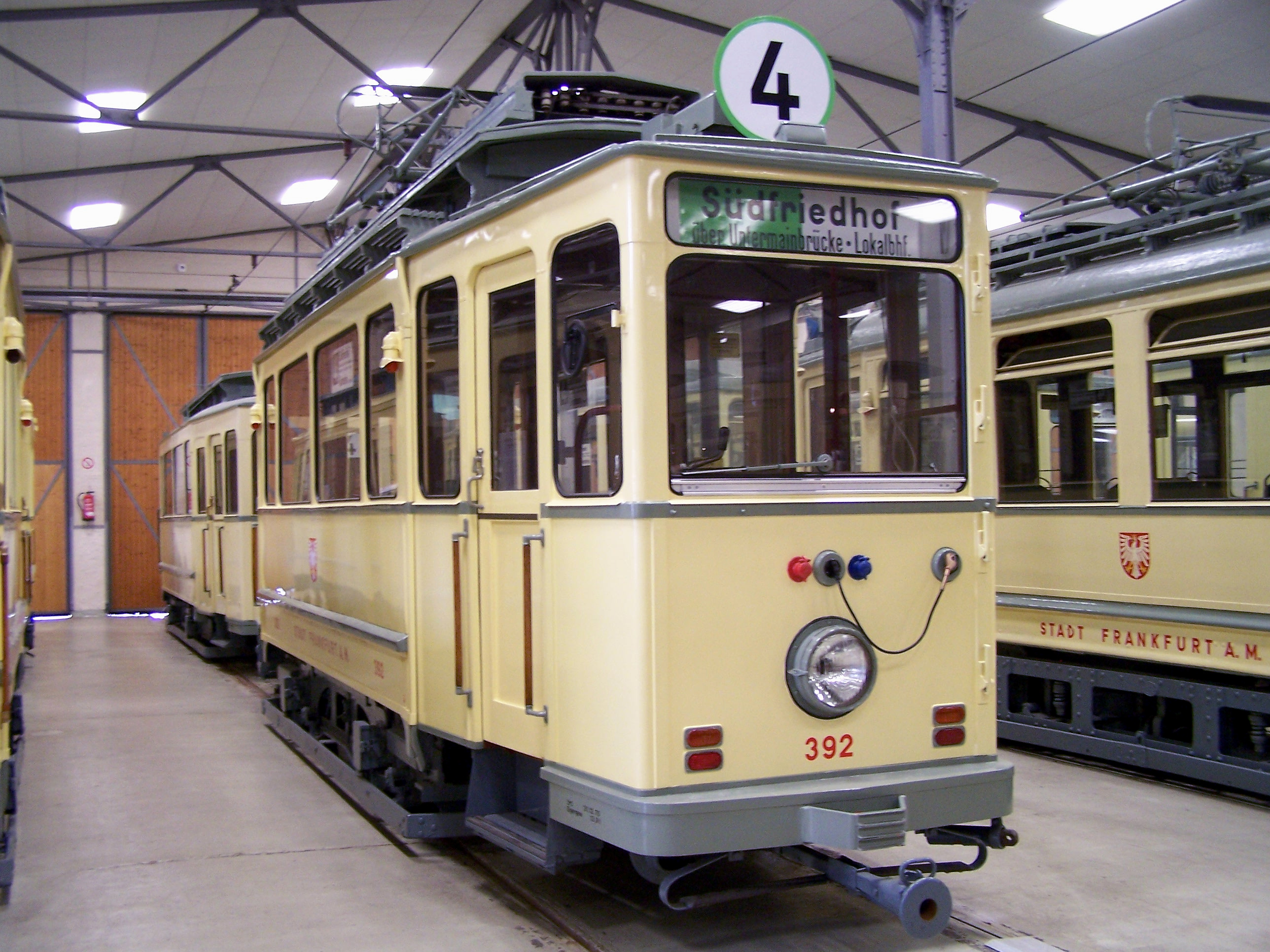
D-Triebwagen 392 im Verkehrsmuseum Frankfurt am Main

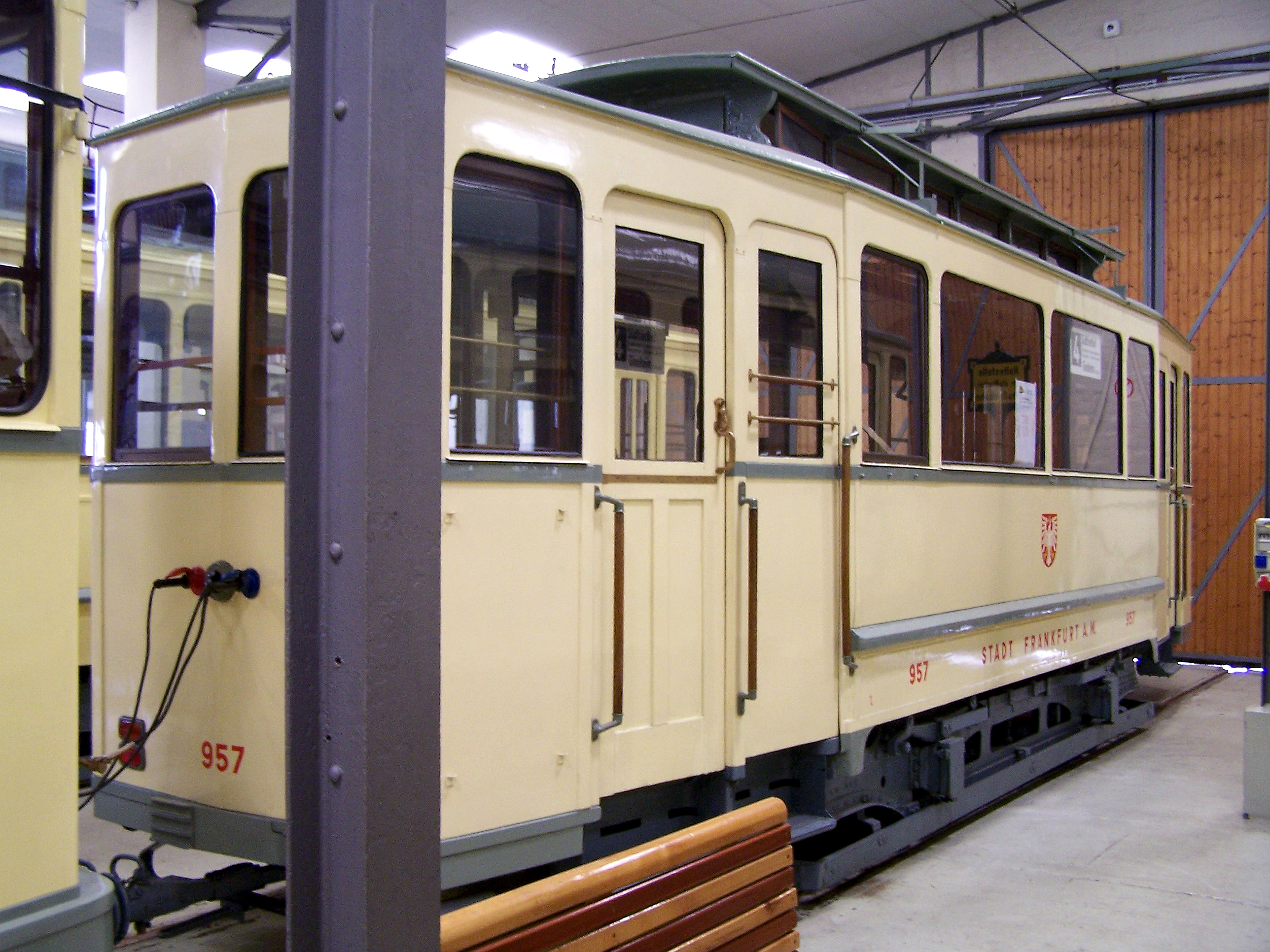
d-Beiwagen 957 im Verkehrsmuseum Frankfurt am Main

Der D-Triebwagen wurde 1914 in 18 Exemplaren durch Gastell sowie Siemens und AEG geliefert. Die Fahrzeuge waren mit den C-Triebwagen weitgehend identisch, nur die Plattformen wurden um rund 45 cm verlängert, was ein Mehrgewicht von 1,5 t mit sich brachte. Bei der Lieferung wies die Serie die Nummern 386–403 auf, 1924 wurden diese in 378–395 geändert.
Umbauten:
- Der Triebwagen 394 wurde 1930 zusammen mit Beiwagen 600 zu einem Einrichtungs-Gelenktriebwagen (Nummer 394, Baureihe Dd) umgebaut. Das Fahrzeug verkehrte so bis Kriegsbeginn als Sonderwagen für Stadtrundfahrten. Erst 1977 lebte diese Idee mit dem Ebbelwei-Express wieder auf. Der Triebwagen 394 kam nach dem Krieg nicht mehr zum Einsatz und wurde 1949 verschrottet.
- Die Triebwagen 392 und 393 wurden 1931 ebenfalls zu einem Gelenk-Doppeltriebwagen umgebaut (Nummer 392, Baureihe DD), verkehrte im Gegensatz zum Wagen 394 aber im normalen Linienverkehr. Der Wagen wurde ebenfalls zu Kriegsbeginn abgestellt und 1955 wieder in die Ursprungsausführung zurückgebaut.
- Alle D-Triebwagen, die den Krieg überstanden, erhielten Magnetschienenbremsen. Daher konnten sie auch nach dem 1. Januar 1960 noch eingesetzt werden. Zusätzlich wurden die Führerstände modernisiert; sie erhielten Fahrersitze und einteilige Frontscheiben.

Ausmusterung
Nach der Auslieferung der Großraumtriebwagen der Typen L und M wurden die D-Triebwagen überflüssig und zu Beginn der 1960er Jahre zu Arbeitswagen umgebaut. In dieser Funktion überlebten einige Exemplare noch bis in die 1970er Jahre. Wagen 392, ehemals Bestandteil des DD-Wagens, blieb als Museumsfahrzeug erhalten.
Beiwagen
Parallel zu den Triebwagen wurden ebenfalls bei Gastell 60 Beiwagen des Typs d beschafft. Sie wurden wie die Triebwagen mit Magnetschienenbremsen ausgestattet und blieben bis 1966 im Einsatz. Im Verkehrsmuseum Frankfurt am Main in Schwanheim blieb der Beiwagen 957 erhalten.

## F und G

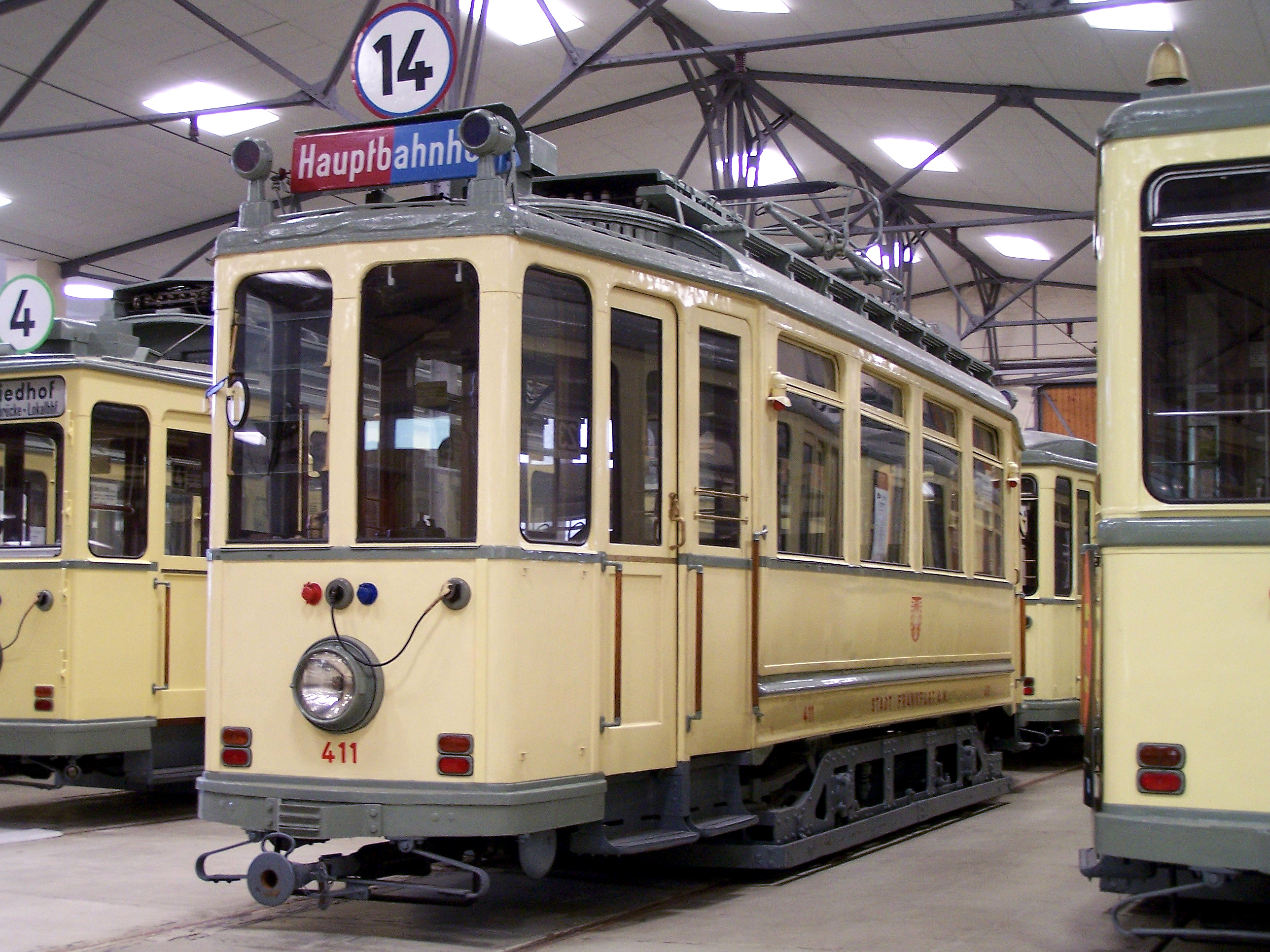
F-Triebwagen 411 im Verkehrsmuseum Frankfurt am Main

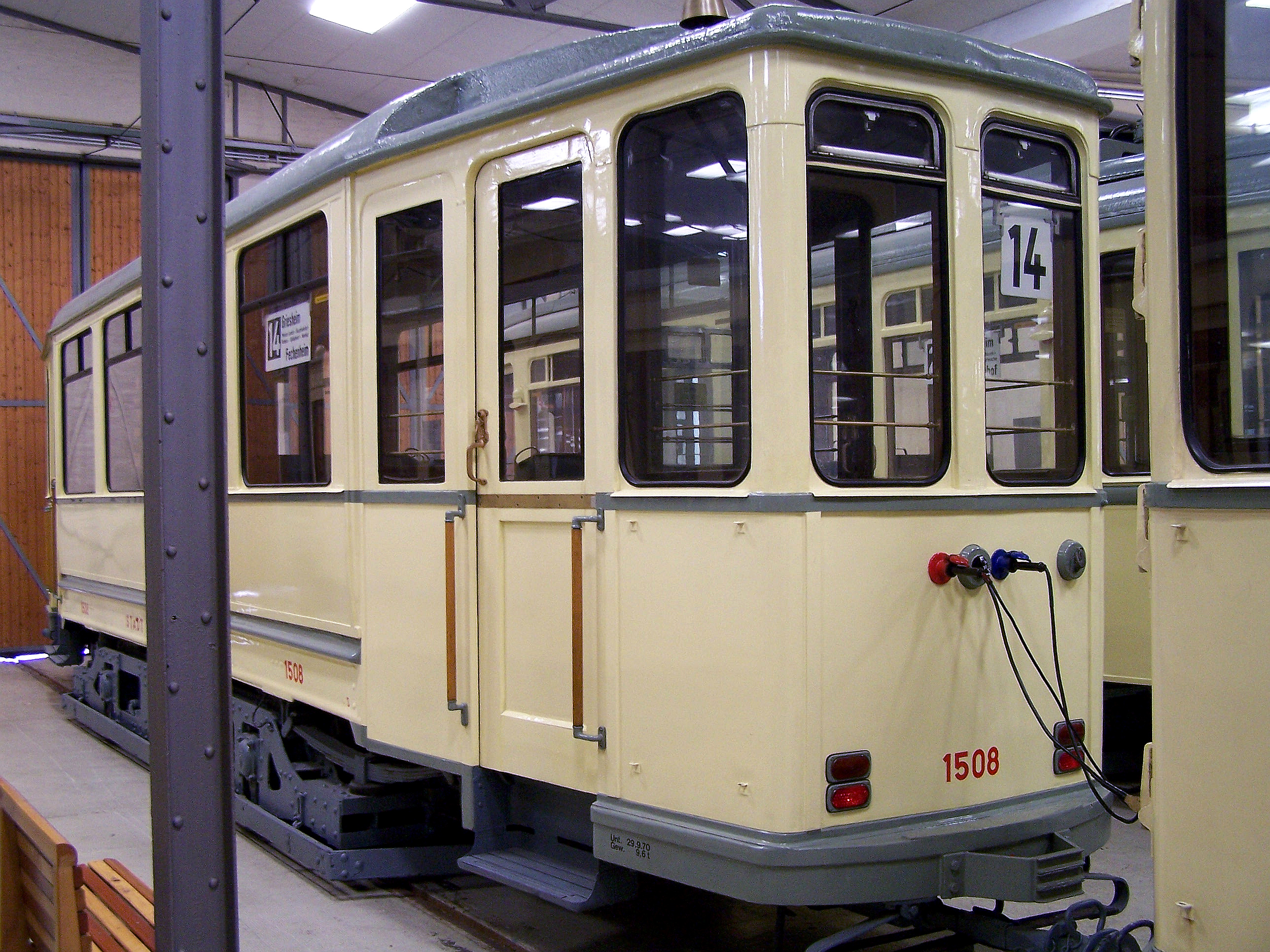
f-Beiwagen 1508 im Verkehrsmuseum Frankfurt am Main

Die Baureihe F wurde 1925 und 1926 in insgesamt 50 Exemplaren durch die Firmen Gastell, HAWA, Schöndorff, Waggonfabrik Uerdingen und Van der Zypen und Charlier geliefert. Im Vergleich zu den Vorgängerbaureihen fielen die Fahrzeuge deutlich größer und komfortabler aus, was ihnen in der Bevölkerung den Spitznamen Pullmanwagen einbrachte. Die Gesamtserie trug die Nummern 401–450, davon waren die Wagen 401–410 mit genieteten Stahlaufbauten versehen, weshalb sie vom Personal scherzhaft als Panzerwagen bezeichnet wurden. Die übrigen Fahrzeuge und alle Beiwagen besaßen jedoch konventionelle Holzaufbauten.
1928 folgte eine zweite Serie von 30 Fahrzeugen, die sich jedoch in einigen Details von den zuvor gelieferten Wagen unterschied und deshalb als Baureihe G eingeordnet wurde. Unter anderem besaß die Baureihe G leistungsstärkere Motoren mit 62,5 PS und eine auf das Getriebe wirkende Handbremse, hatte jedoch wie der Großteil der Baureihe F Aufbauten aus Holz erhalten. Diese Serie erhielt die Nummern 1–30.
Die Wagen der Baureihen F und G, die den Zweiten Weltkrieg ohne größere Beschädigungen überstanden hatten, wurden zwischen 1945 und 1950 auf der Sonderlinie „Roundup“ eingesetzt, die ausschließlich von Angehörigen der Alliierten Streitkräfte benutzt werden durfte. Für diesen Zweck waren die Wagen zeitweise mit Farben der US-Armee olivgrün lackiert worden und genossen auch während der von Materialmangel geprägten Nachkriegszeit eine erstklassige Pflege.
Umbauten:
- Bereits 1927 erhielten die F-Triebwagen 401, 402 und 426 Motoren der Baureihe G mit 62,5 PS, weshalb sie in die Baureihe G eingeordnet wurden. Die Betriebsnummern wurden dabei allerdings nicht verändert.
- Zwischen 1934 und 1937 wurden die f-Beiwagen 1504–1550 zu F-Triebwagen umgebaut. 22 Beiwagen erhielten Motoren der Baureihe C und wurde so zur Baureihe CF mit den Nummern 31–53, die übrigen erhielten 51-PS-Motoren und wurden mit den Nummern 451–474 in die Baureihe F eingereiht. Die Wagen 473 und 474 erhielten zudem Vielstufenfahrschalter der Baureihe H und wurden daher als Baureihe Fv bezeichnet.
- 1938 wurden die g-Beiwagen 1551–1560 mit Motoren des Typs C und Vielstufenschaltern der Baureihe H zu Triebwagen der Baureihe CFv mit den Nummern 54–63 umgebaut.
- 1955 wurden die F-Triebwagen 401–407, 409, 410, 451 und 453–460 zur Baureihe FK umgebaut. Sie erhielten dabei K-Motoren mit 81,6 PS und umgestaltete Führerstände nach dem Vorbild der Baureihen H und K.
- Bei den 28 G-Triebwagen, die den Zweiten Weltkrieg überdauert hatten, wurden die Führerstände 1959 nach dem Muster der Baureihe FK umgestaltet. Sie behielten dabei jedoch ihre alten Motoren, die Baureihenbezeichnung änderte sich nicht.
- Der CFv-Triebwagen 63 wurde 1960 ebenfalls umgebaut, er erhielt dabei Motoren der Baureihe G und wurde mit der Nummer 6 als Zweitbelegung in die Baureihe G eingegliedert.
- 1960 wurden 41 F-Triebwagen in f-Beiwagen umgebaut, da wegen der ab dem 1. Januar 1960 gesetzlich vorgeschriebenen Magnetschienenbremse die älteren Fahrzeuge der Baureihen c, cu und du ausgemustert werden mussten.

Ausmusterung
Die Triebwagen der Baureihe G wurden nach der Eröffnung der ersten U-Bahn-Strecke 1968 überzählig und ausgemustert. Es ist kein G-Triebwagen erhalten geblieben. Mit der Lieferung der Baureihe P ab 1972 wurde auch die Baureihe F ausgemustert.
Der Triebwagen 411 (wahrscheinlich ehemaliger f-Beiwagen 1505) blieb im Verkehrsmuseum Frankfurt am Main erhalten.
Beiwagen
Parallel zu den F-Triebwagen wurden 1925/1926 50 f-Beiwagen durch die Waggonfabrik Uerdingen geliefert. Im Gegensatz zu den Triebwagen verfügten sie ausnahmslos über hölzerne Wagenkästen. 1928 folgten dann 109 g-Beiwagen von Credé, Gastell, HAWA und Schöndorff. Die f-Beiwagen trugen die Nummern 1501–1550, die g-Beiwagen 1551–1659.
Die f-Beiwagen 1501–1503 wurden 1935 für den Betrieb auf den Vorortstrecken der Frankfurter Lokalbahn umgebaut, sie erhielten dabei Druckluftbremsen und breitere Radreifen. Die Baureihenbezeichnung lautete fortan fv, der Rückbau zur Baureihe f erfolgte 1960. Alle übrigen f-Beiwagen wurden bis 1938 zu F-Triebwagen umgebaut. Davon wurden 25 Fahrzeuge 1960 wieder zu f-Beiwagen. Die Ausmusterung der Baureihen f und g war bis 1972 abgeschlossen.
Drei f-Beiwagen (1566, 1646, 1657) gelangten nach der Ausmusterung ins Hannoversche Straßenbahnmuseum in Wehmingen, wo sie jedoch inzwischen verschrottet wurden. Im Verkehrsmuseum Frankfurt am Main in Schwanheim blieb der f-Beiwagen 1508 (ehemaliger F-Triebwagen 432) erhalten.
Die vier offenen Sommerwagen Nr. 52–55 der 1935 stillgelegten Straßenbahn Bad Homburg vor der Höhe wurden an die Straßenbahn Frankfurt am Main verkauft und von dieser als Beiwagen Nr. 584–587 im Ausflugsverkehr nach Bergen oder Schwanheim eingesetzt.

## H

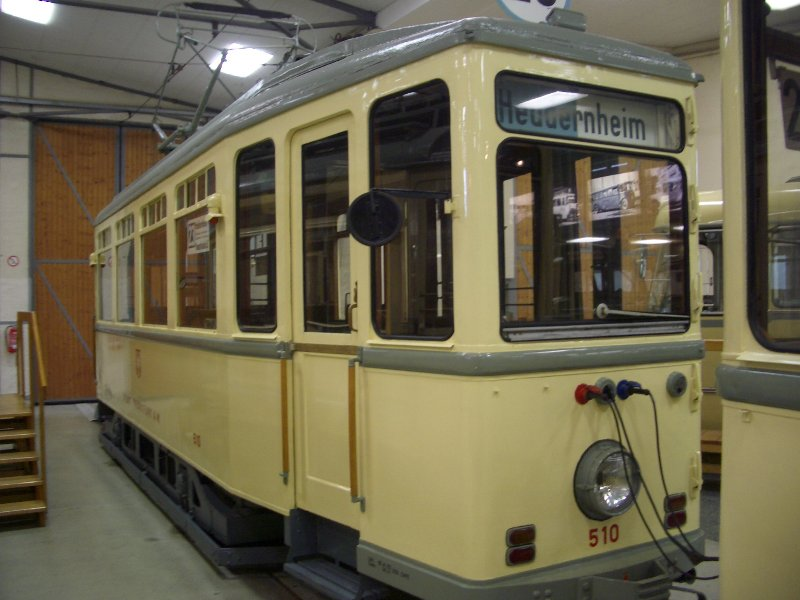
H-Triebwagen 510 im Verkehrsmuseum Frankfurt am Main

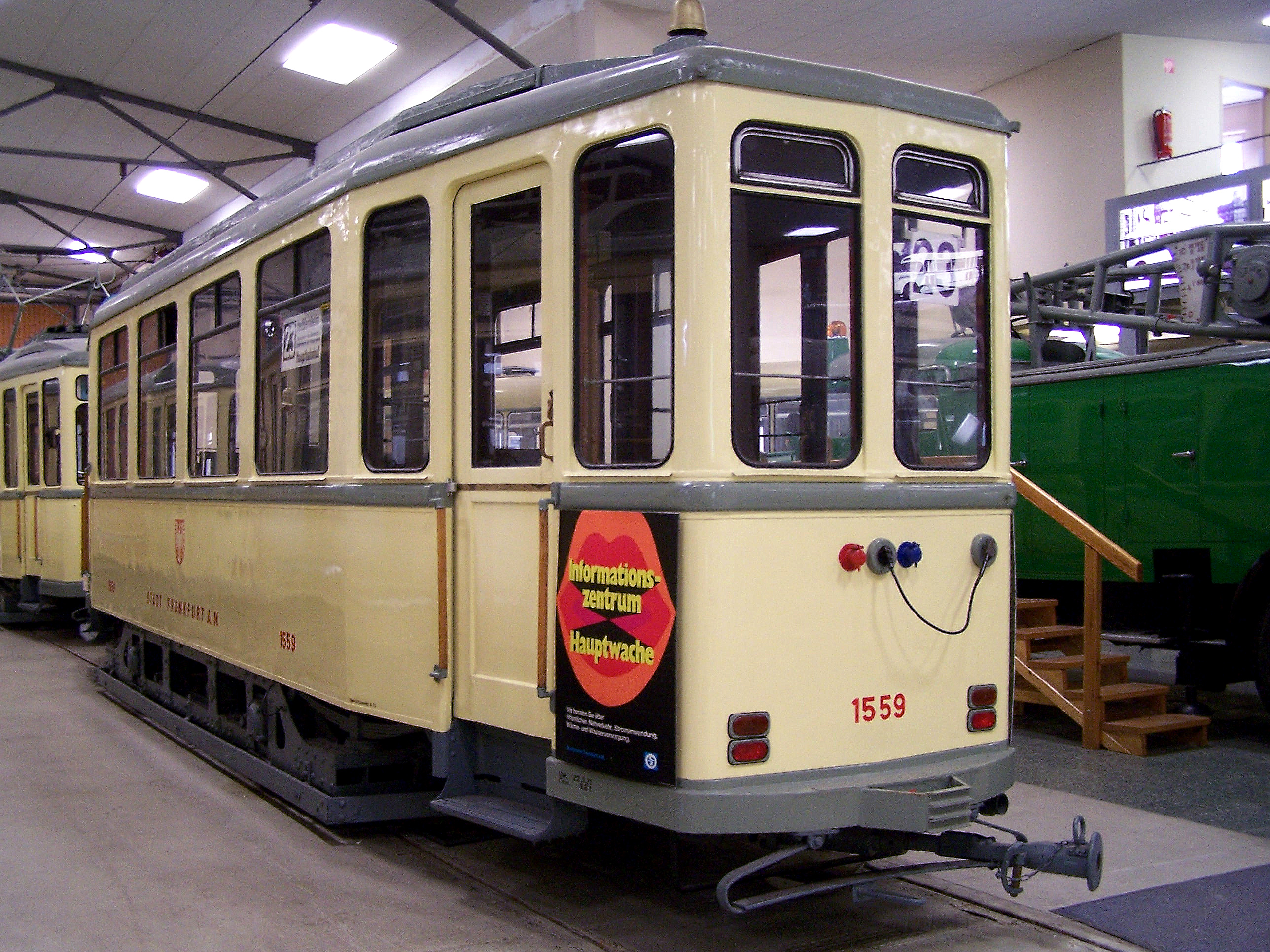
h-Beiwagen 1559 im Verkehrsmuseum Frankfurt am Main

Die ersten zehn Triebwagen der Baureihe H wurden 1939 durch Westwaggon geliefert. Die Fahrzeuge stellten eine Weiterentwicklung der Baureihe F dar und beinhalteten viele Konstruktionsprinzipien des sich damals in Entwicklung befindlichen Einheitsstraßenbahnwagens. So war unter anderem der gesamte Aufbau in geschweißter Stahlleichtbauweise ausgeführt worden. Auch waren die Fahrzeuge bereits ab Werk mit Magnetschienenbremsen und Scherenstromabnehmern ausgerüstet. Die Arbeit des Fahrers wurde durch einen Fahrersitz und große einteilige Frontscheiben erheblich erleichtert. Liniennummer und Fahrtziel wurden erstmals durch Brose-Bänder angezeigt. Wie die Vorgängerbaureihen waren auch die Fahrzeuge der Baureihe H im Inneren vergleichsweise luxuriös ausgestattet und trugen im Volksmund die Bezeichnung Pullmanwagen. Die Gesamtserie trug die Nummern 501–525.
1942 folgte eine zweite Serie von 15 Triebwagen. Diese unterschied sich in der Konstruktion des Fahrwerks von der ersten Lieferung, das wegen der kriegsbedingt schlechteren Stahlqualität massiver ausgeführt werden musste.
Die Triebwagen 505, 510, 512, 514, 516 und 524 wurden 1944 durch Treffer von Fliegerbomben schwer beschädigt und bis 1950 bei Gastell in unveränderter Form neu aufgebaut.
Umbauten:
- Zu Beginn der 1950er Jahre wurden bei allen Triebwagen die Brose-Bänder entfernt, um die bei den übrigen Baureihen üblichen Steckschilder verwenden zu können.
- Die Wagen 501–515 erhielten 1958 81,6-PS-Motoren der Baureihe K und wurden fortan als Baureihe HK bezeichnet.
- Für den Einsatz auf den Vorortstrecken wurden 1964 die Wagen 511–525 zur Baureihe Hv umgerüstet. Die Fahrzeuge erhielten dafür Doppelscheinwerfer und breitere Radreifen. Die HK-Wagen 511–515 erhielten dabei wieder Motoren des Typs H mit 102 PS. 1968 wurden die breiten Radreifen wieder entfernt und die Wagen als Baureihe H im Stadtverkehr eingesetzt.

Ausmusterung
Aufgrund der geringen Anzahl begann die Ausmusterung die Baureihe H bereits zu Anfang der 1970er Jahre. Nach der Ablieferung der ersten P-Wagen konnten die letzten H-Triebwagen bis 1973 ausgemustert werden. Der Triebwagen 504 gelangte ins Hannoversche Straßenbahn-Museum in Wehmingen, wurde dort aber inzwischen verschrottet.
Im Verkehrsmuseum Frankfurt am Main blieb der H-Triebwagen 510 erhalten.
Beiwagen
Bereits 1938 lieferte die Waggonfabrik Uerdingen zehn Beiwagen des Typs h, die im Aufbau weitgehend den Triebwagen entsprachen. Die Serie trug die Nummern 1551–1560 und stand bis 1976 im Einsatz. Beiwagen 1559 blieb als Museumsfahrzeug erhalten. Die Wagen 1551 und 1553 gelangten ebenfalls ins Straßenbahnmuseum Wehmingen, wurden dort inzwischen aber verschrottet.

## I

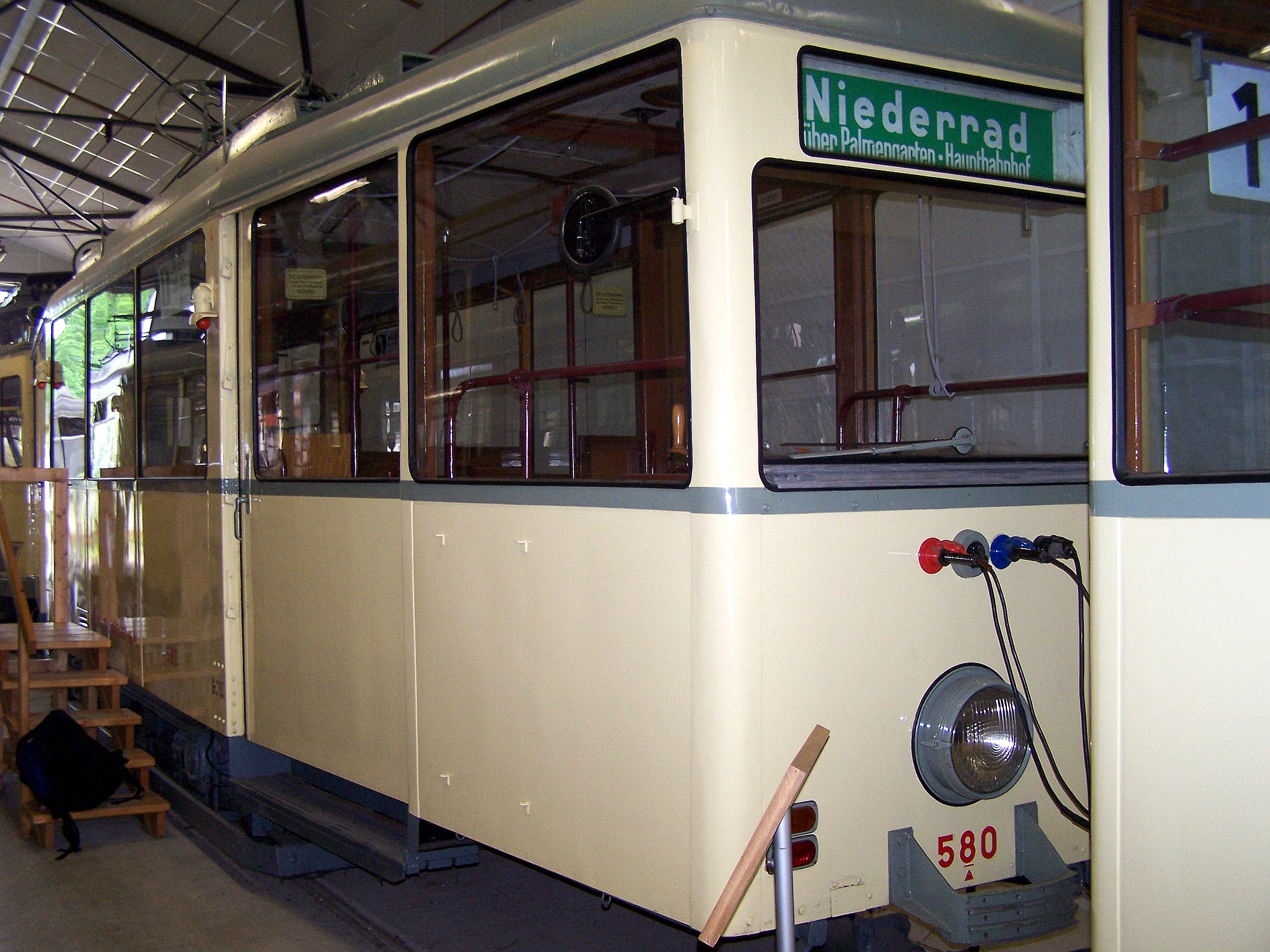
I-Triebwagen 580 im Verkehrsmuseum Frankfurt am Main

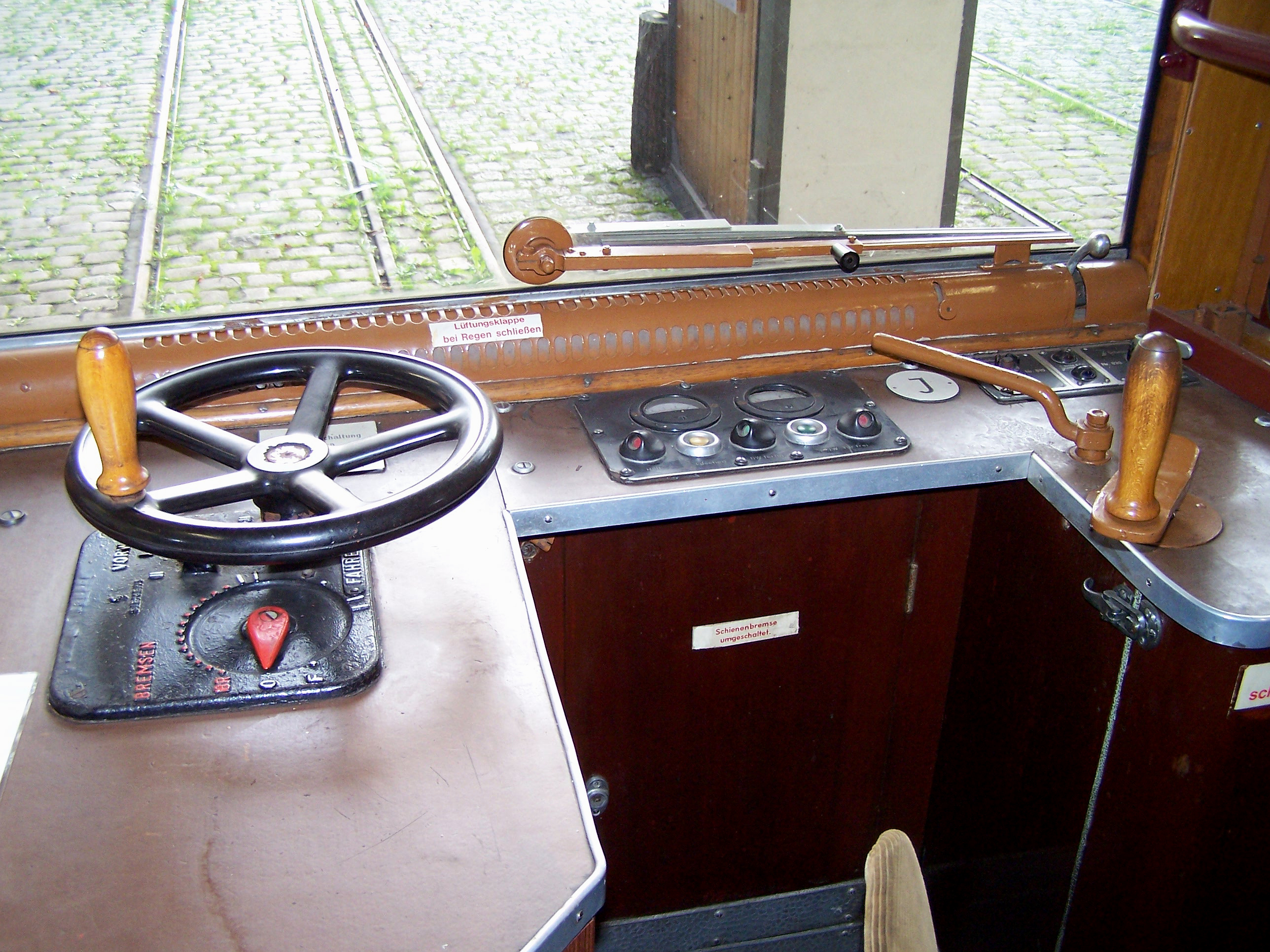
Führerstand des I-Triebwagens 580

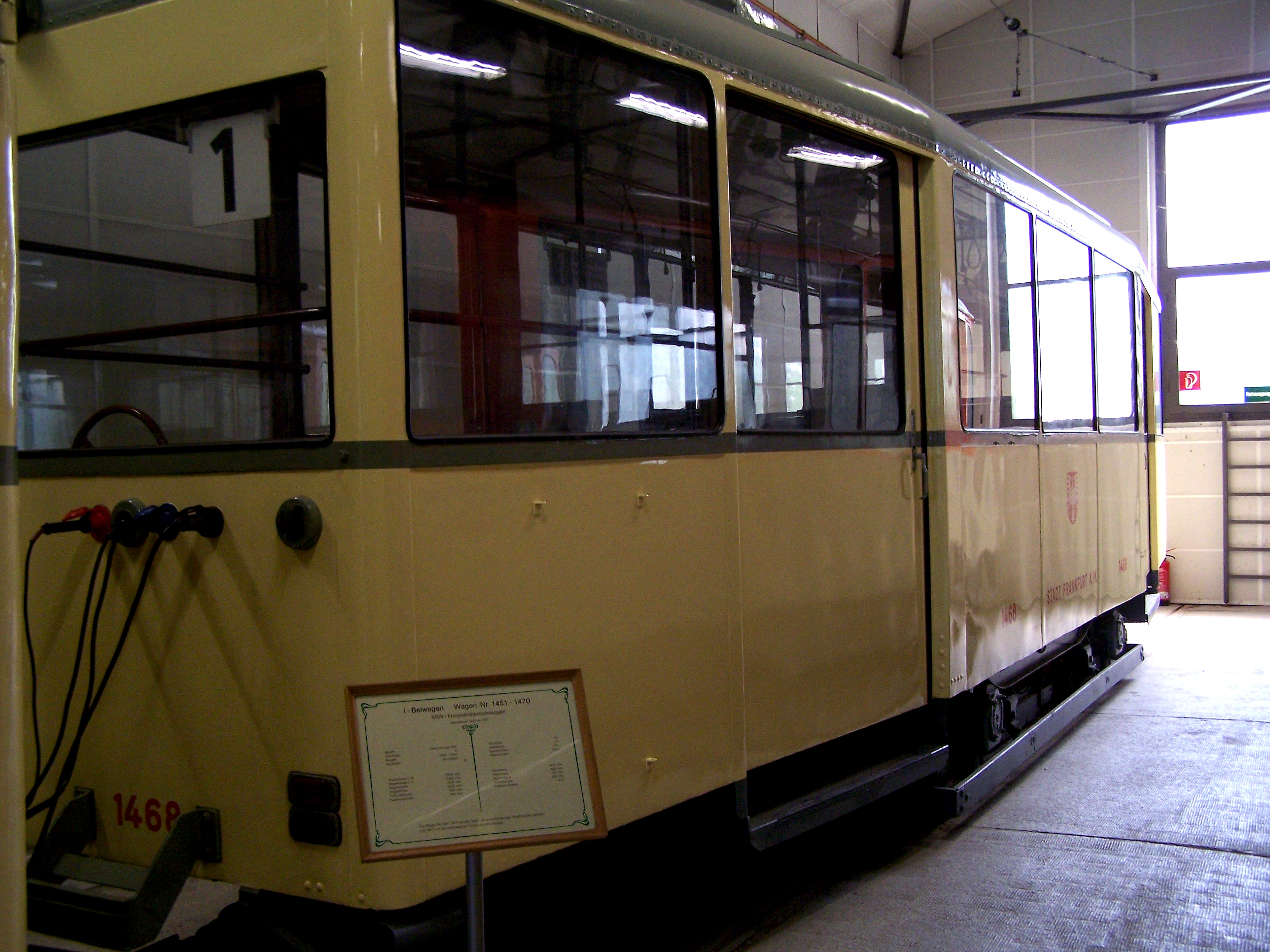
i-Beiwagen 1468 im Verkehrsmuseum Frankfurt am Main

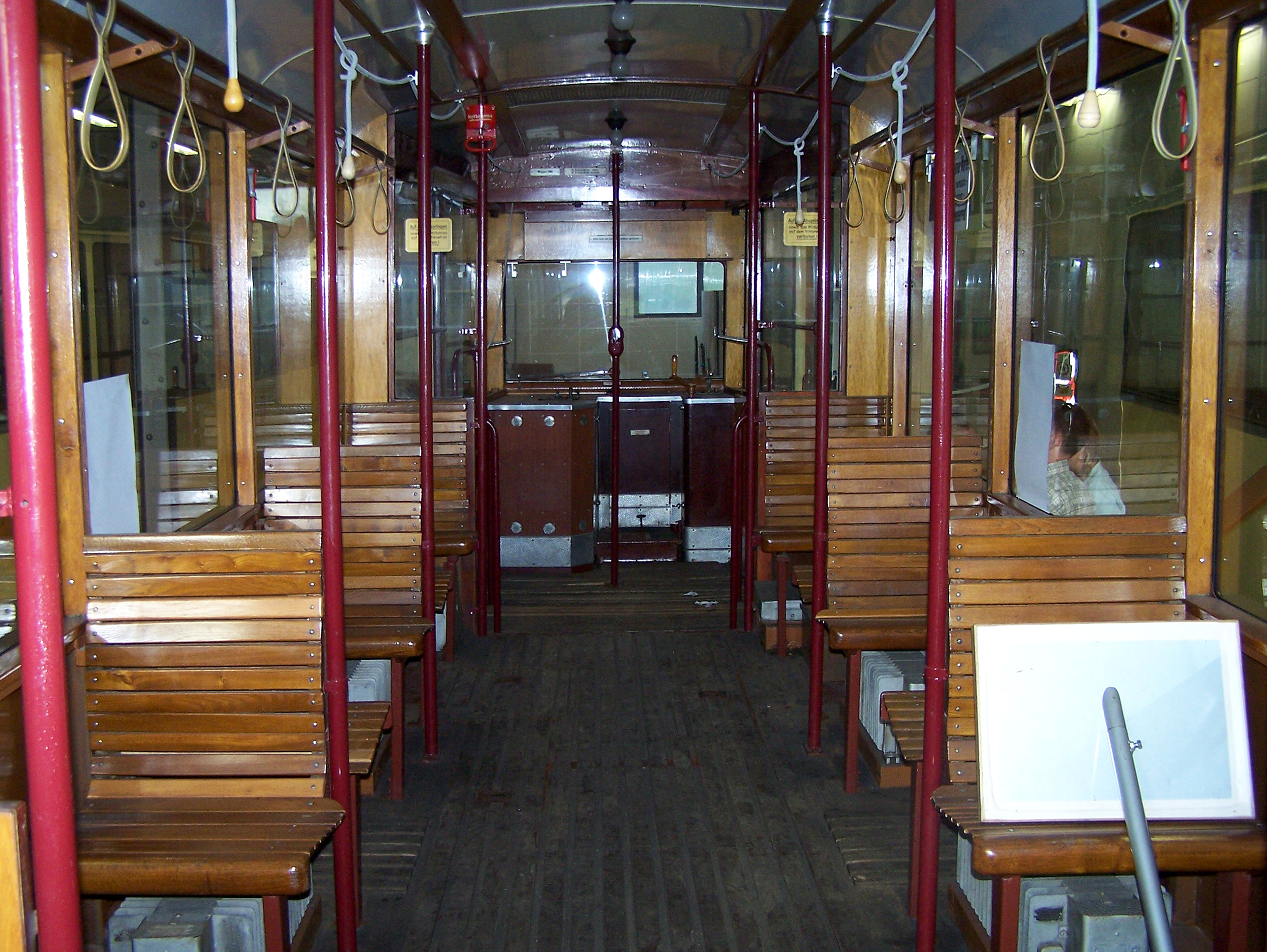
Innenraum des I-Triebwagens 580

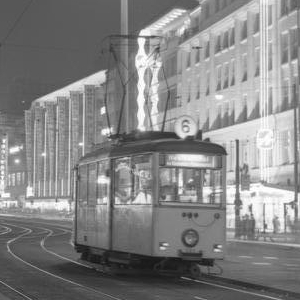
I-Triebwagen auf der Zeil (1960)

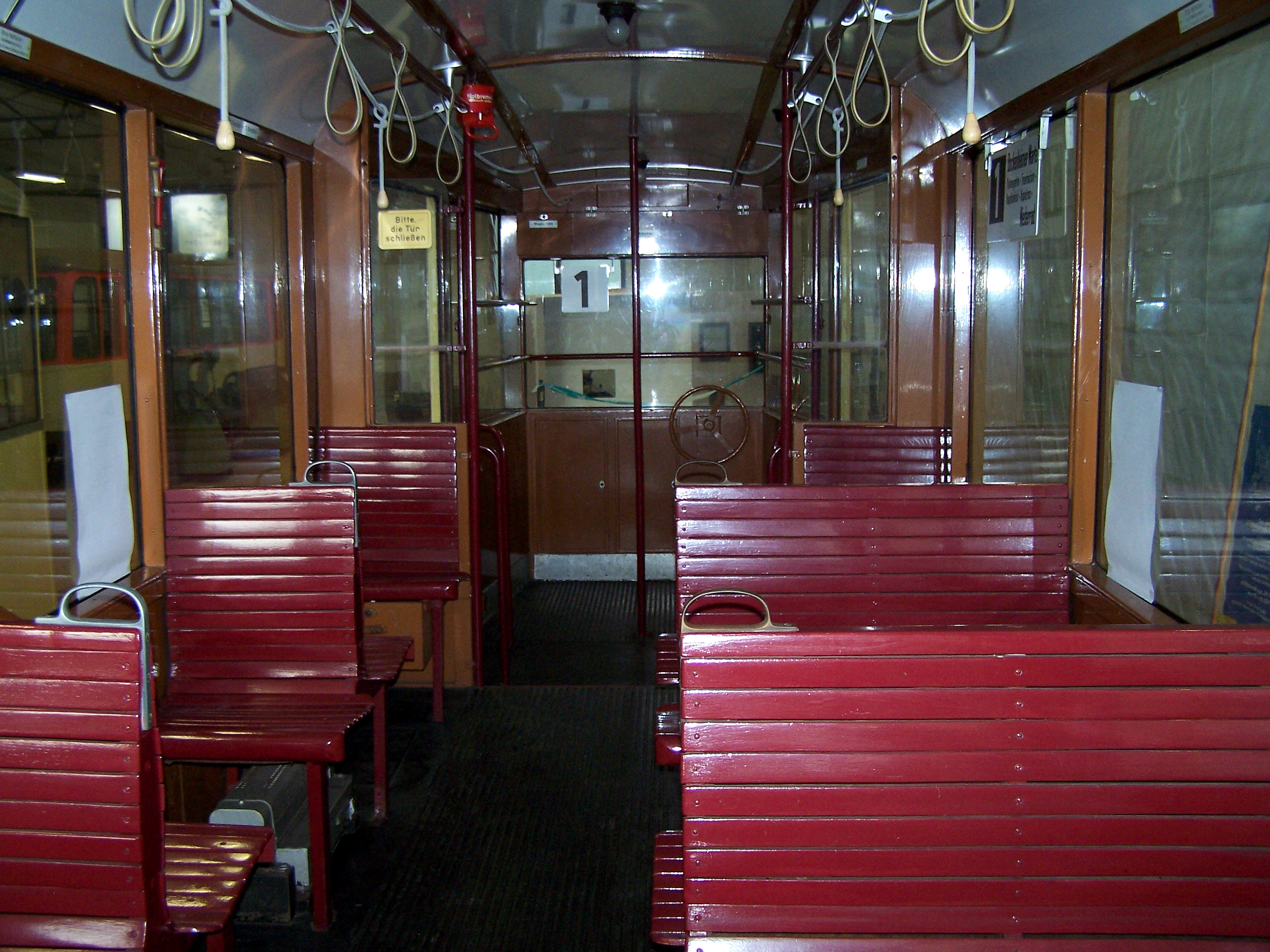
Innenraum des i-Beiwagens 1468

Bei der Baureihe I handelt es sich um die Frankfurter Variante des sogenannten Kriegsstraßenbahnwagens, der gegen Ende des Zweiten Weltkriegs durch die Firma Fuchs in Heidelberg hergestellt wurde und bei vielen deutschen Straßenbahnbetrieben noch während des Krieges die größten Mängel im Fahrzeugpark mindern sollte. Frankfurt erhielt 1944 insgesamt 20 Fahrzeuge um den Verlust von Fahrzeugen durch die Luftangriffe auf Frankfurt am Main etwas auszugleichen. Diese Fahrzeuge wurden 1947 um 25 weitere Wagen ergänzt. Die Baureihe trug die Nummern 551–595. Ein Teil der Serie wurde ohne elektrische Ausrüstung nach Frankfurt geliefert und vor Ort mit Material aus kriegszerstörten AC, C- und D-Triebwagen ausgerüstet. Dementsprechend trugen die Fahrzeuge 555–580 die Baureihenbezeichnung IC. Die übrigen I-Triebwagen erhielten neue Motoren mit 81,6 PS Leistung. Der Kriegsstraßenbahnwagen wurde in Frankfurt immer als Baureihe I bezeichnet. Allerdings wurde der Buchstabe „I“ bis in die 1960er Jahre hinein häufig mit einem Haken versehen, so dass er wie der heute gebräuchliche Buchstabe „J“ aussah. Um Verwechslungen zwischen Groß-i und Klein-L zu vermeiden, wurde die Baureihenbezeichnung daher immer als „J“ geschrieben. Eine eigentliche Baureihe „J“ gab es dagegen wegen der Verwechslungsgefahr nie.
Die Fahrzeuge waren analog zu den Konstruktionsprinzipien des vor dem Krieg geplanten Einheitsstraßenbahnwagens in Stahlleichtbauweise konstruiert. Den Erfordernissen der Zeit entsprechend waren die Wagen sehr robust und spartanisch ausgerüstet und verfügten über nur 12 Sitzplätze, dafür aber 70 Stehplätze. Auf eine Innenverkleidung und zu öffnende Fenster wurde verzichtet. Die Triebwagen hatten ein Leergewicht von 11,5 t.
Umbauten:
- In den Jahren 1954 und 1955 wurden die Motoren der IC-Wagen gegen Motoren der Baureihen I und K mit 81,6 PS ausgetauscht.
- Alle I-Triebwagen erhielten bis 1960 die gesetzlich vorgeschriebene Magnetschienenbremse.
- Mitte der 1960er Jahre wurden die Wagen für schaffnerlosen Betrieb umgebaut und fortan im Einrichtungsverkehr eingesetzt.

Ausmusterung
Mit der Lieferung der ersten P-Triebwagen im Jahr 1972 wurden die I-Wagen nach und nach überflüssig und teilweise als Reserve abgestellt. Wagen 554 wurde 1970 zum Kurvenschmierwagen 2022 umgebaut. Mit der Einführung des FVV 1974 und dem dadurch verbundenen höheren Wagenbedarf wurden die verbliebenen Wagen jedoch reaktiviert und noch bis 1977 weiter eingesetzt.
Wagen 580 blieb im Verkehrsmuseum Frankfurt am Main erhalten.
Beiwagen
Frankfurt beschaffte keine fabrikneuen i-Beiwagen. Allerdings wurde eine Reihe von KSW-Beiwagen der Baujahre 1945 bis 1947 aus anderen Städten übernommen, die in Frankfurt die Nummern 1451–1470 trugen. Alle Wagen stammten von der Waggonfabrik Uerdingen.
- 1966 wurden zwei Beiwagen von der Offenbacher Straßenbahn übernommen.
- 1967 wurden insgesamt 14 Beiwagen von der Düsseldorfer Rheinbahn gekauft. Zwei davon stammten ursprünglich von der Gießener Straßenbahn.
- Ebenfalls 1967 kamen vier Beiwagen der Duisburger Straßenbahn nach Frankfurt.

Die Beiwagen blieben bis 1977 zusammen mit den Triebwagen im Einsatz. Im Schwanheimer Verkehrsmuseum ist der aus Duisburg stammende Beiwagen 1468 erhalten geblieben. Der ehemalige Gießener Beiwagen Nr. 11 wurde von den Gießener Stadtwerken zurückgekauft und als Denkmal aufgestellt, wurde aber 1998 weiterverkauft. Über Umwege ist er inzwischen wieder bei der Düsseldorfer Rheinbahn untergekommen.

## K

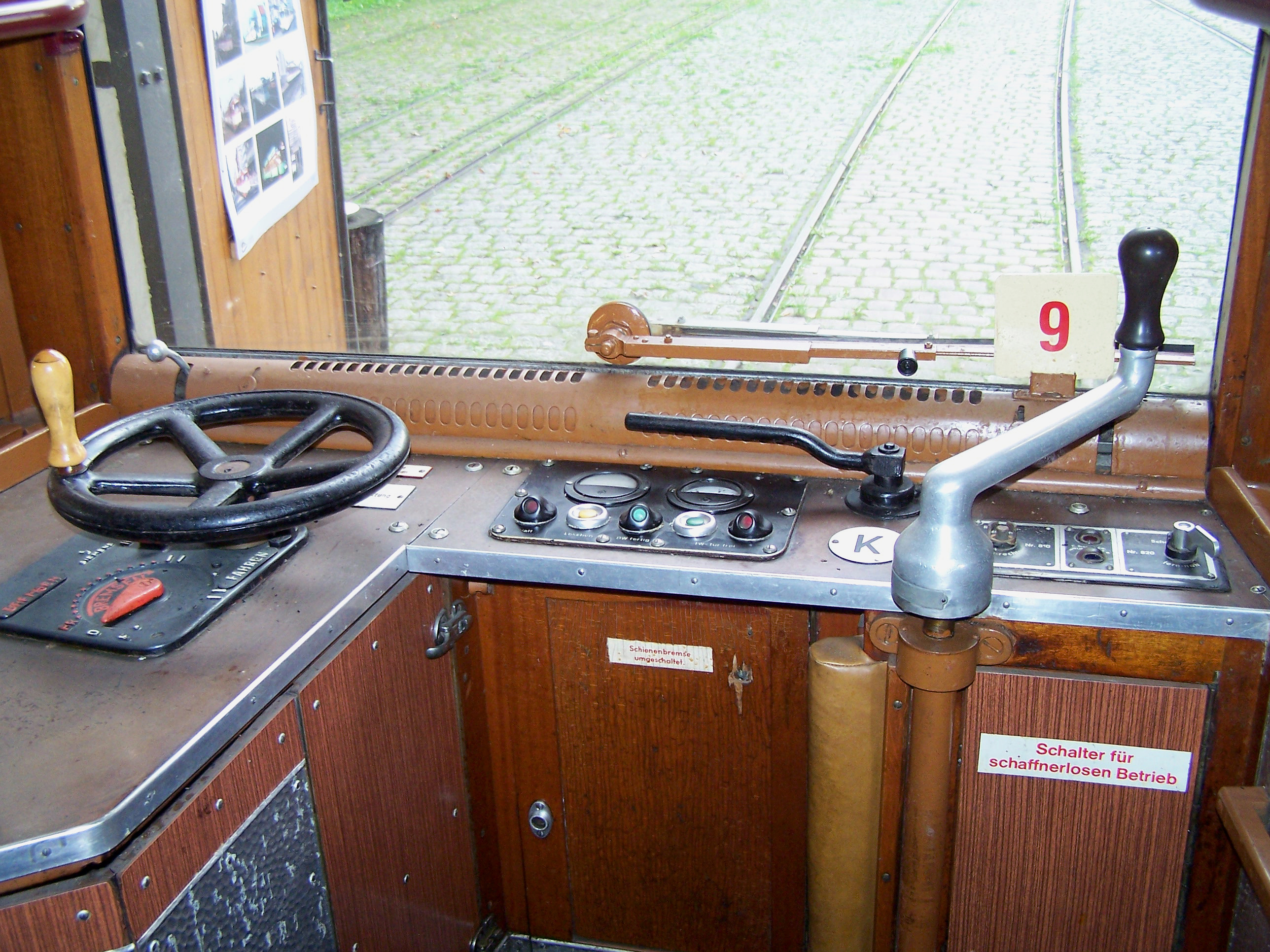
Führerstand des K-Triebwagens 104

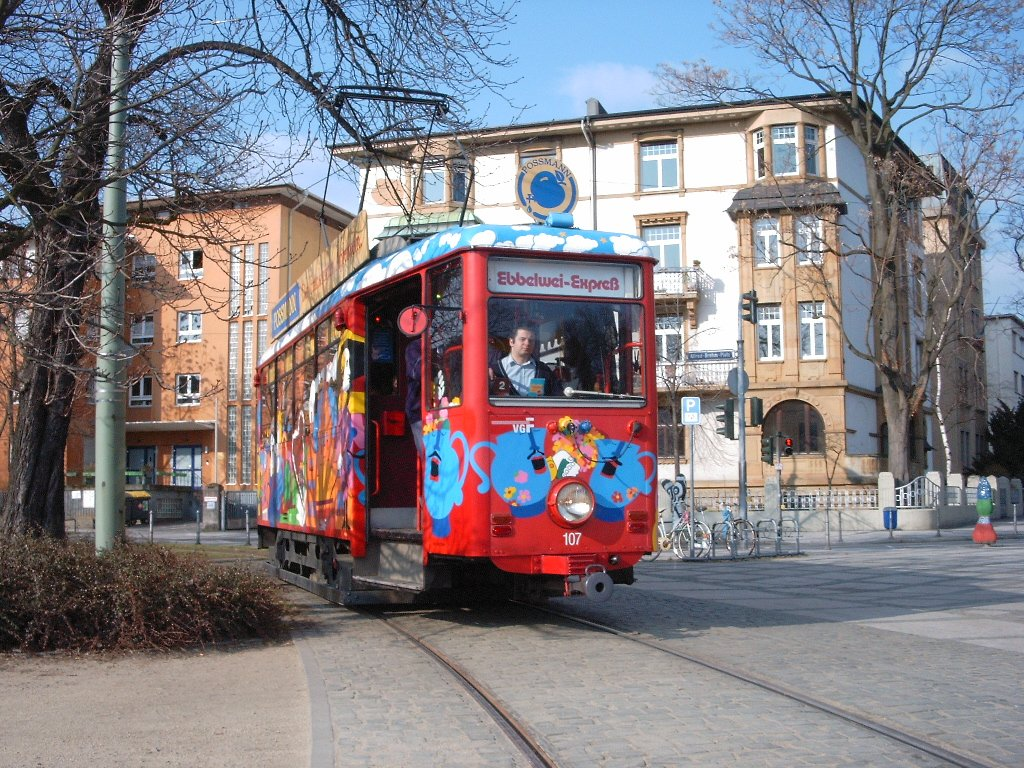
K-Wagen 107 als Ebbelwei-Expreß

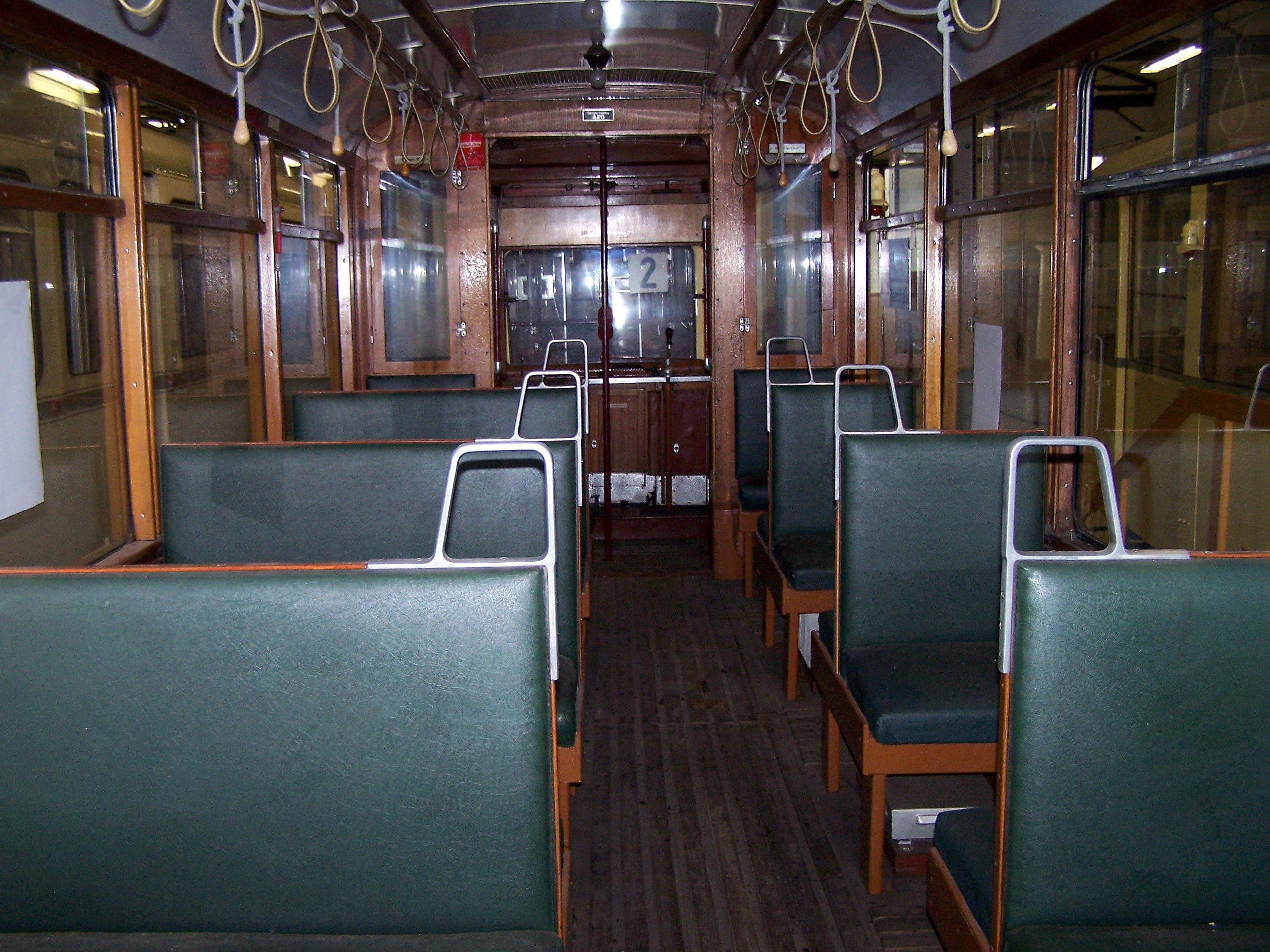
Innenraum des K-Triebwagens 104

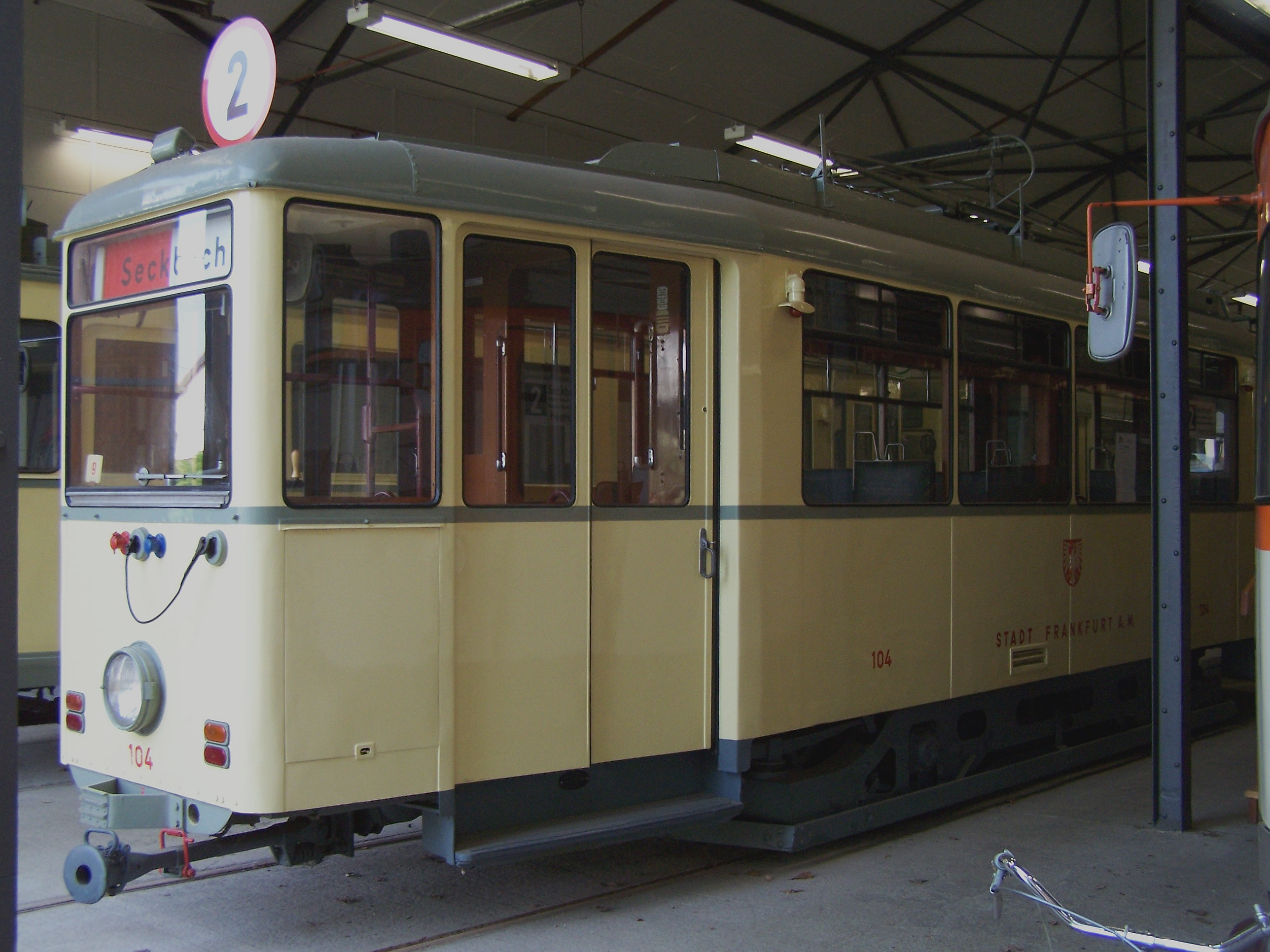
K-Triebwagen 104 im Verkehrsmuseum Frankfurt am Main

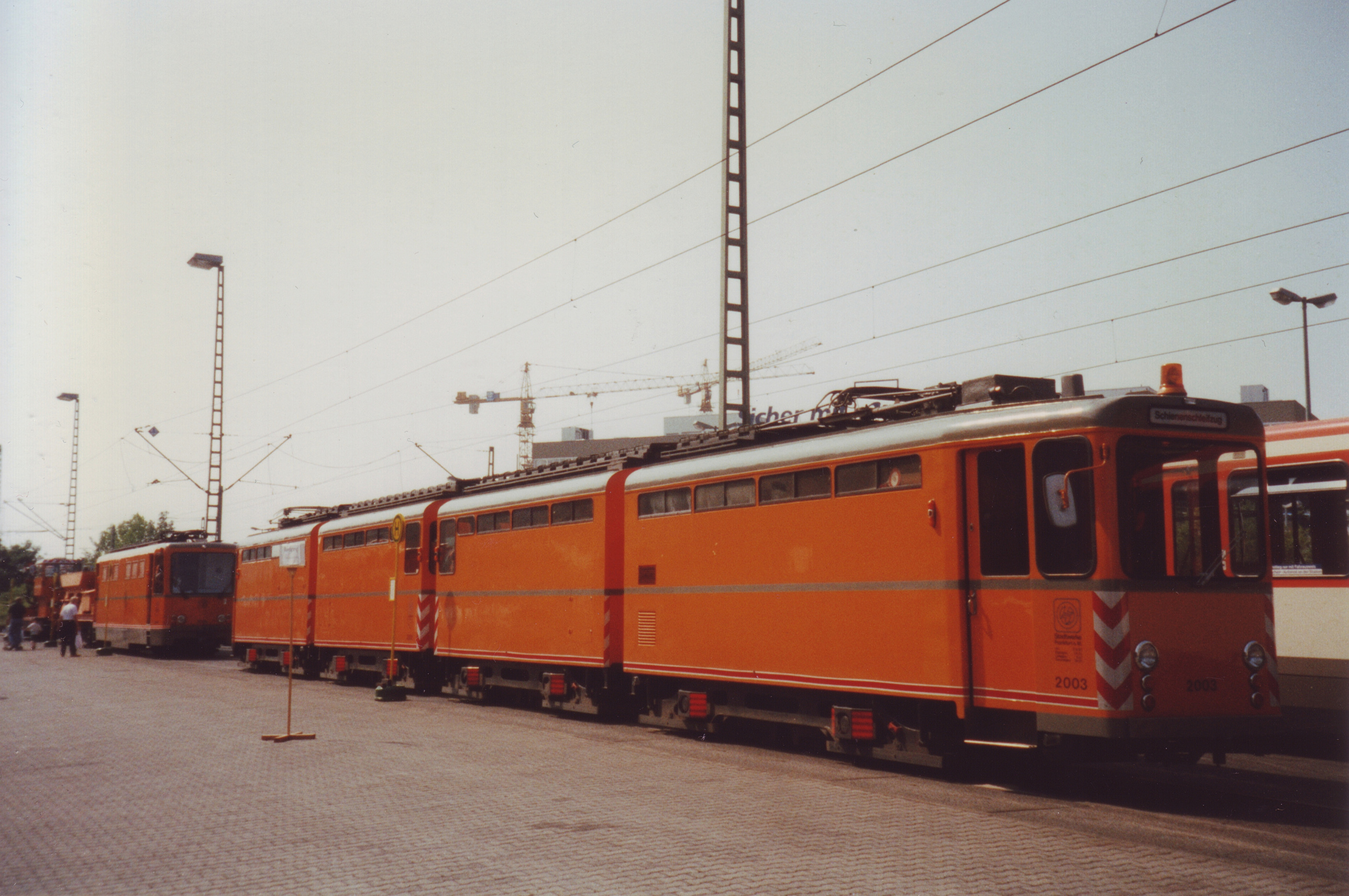
Schienenschleifzug 2003, ehemals K 121–124

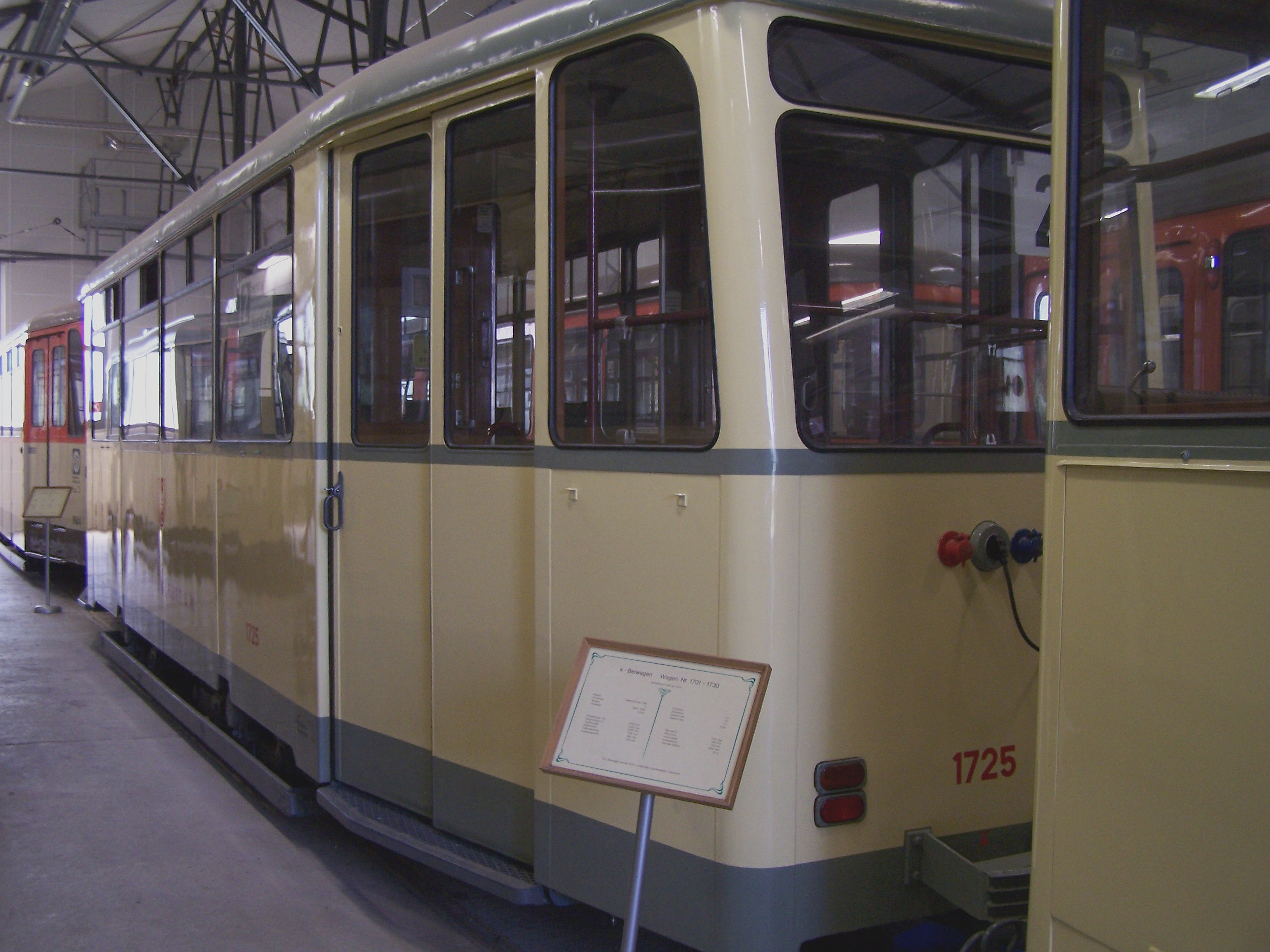
k-Beiwagen 1725 im Verkehrsmuseum Frankfurt am Main

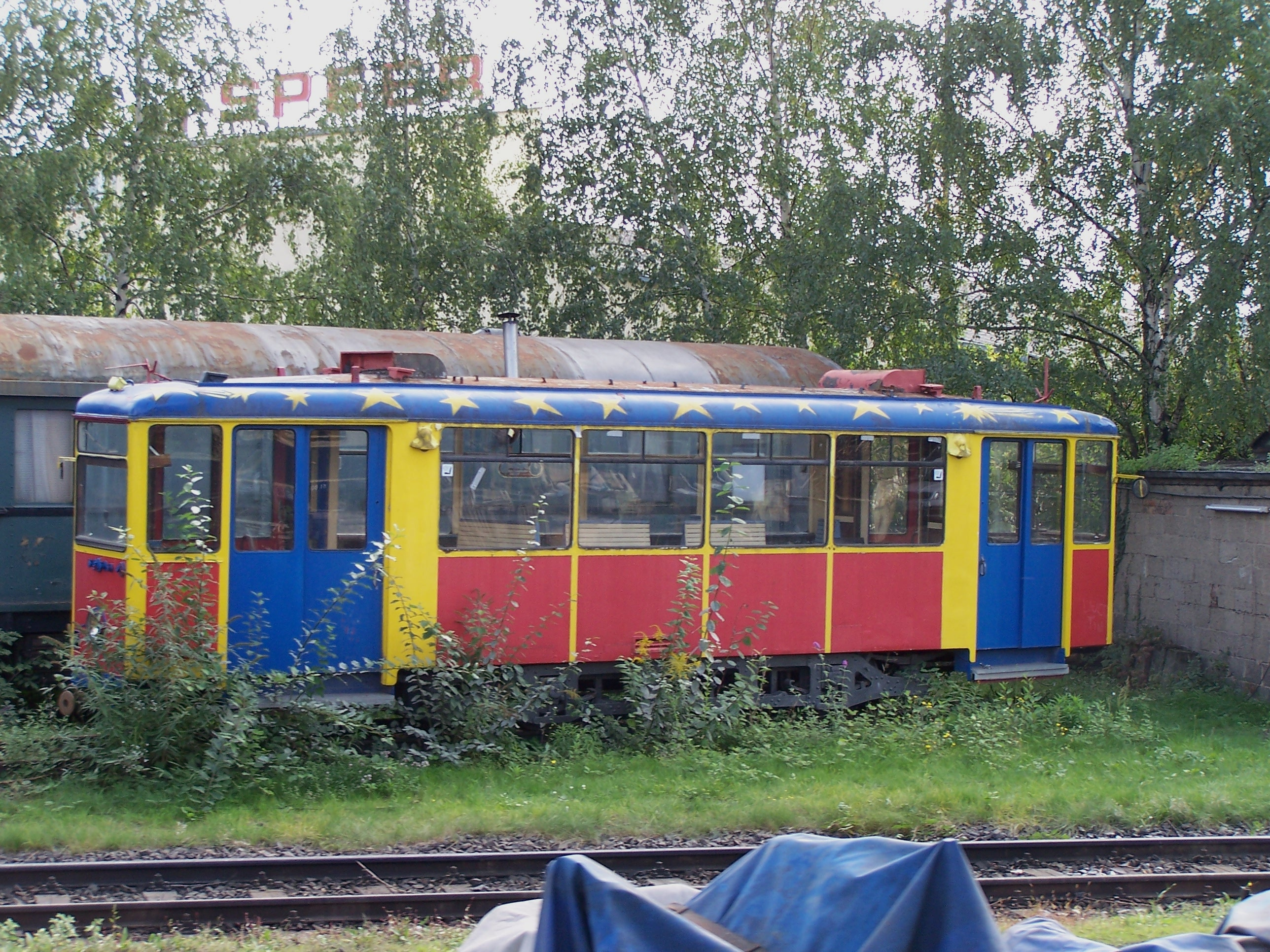
K-Wagen 476 im September 2008

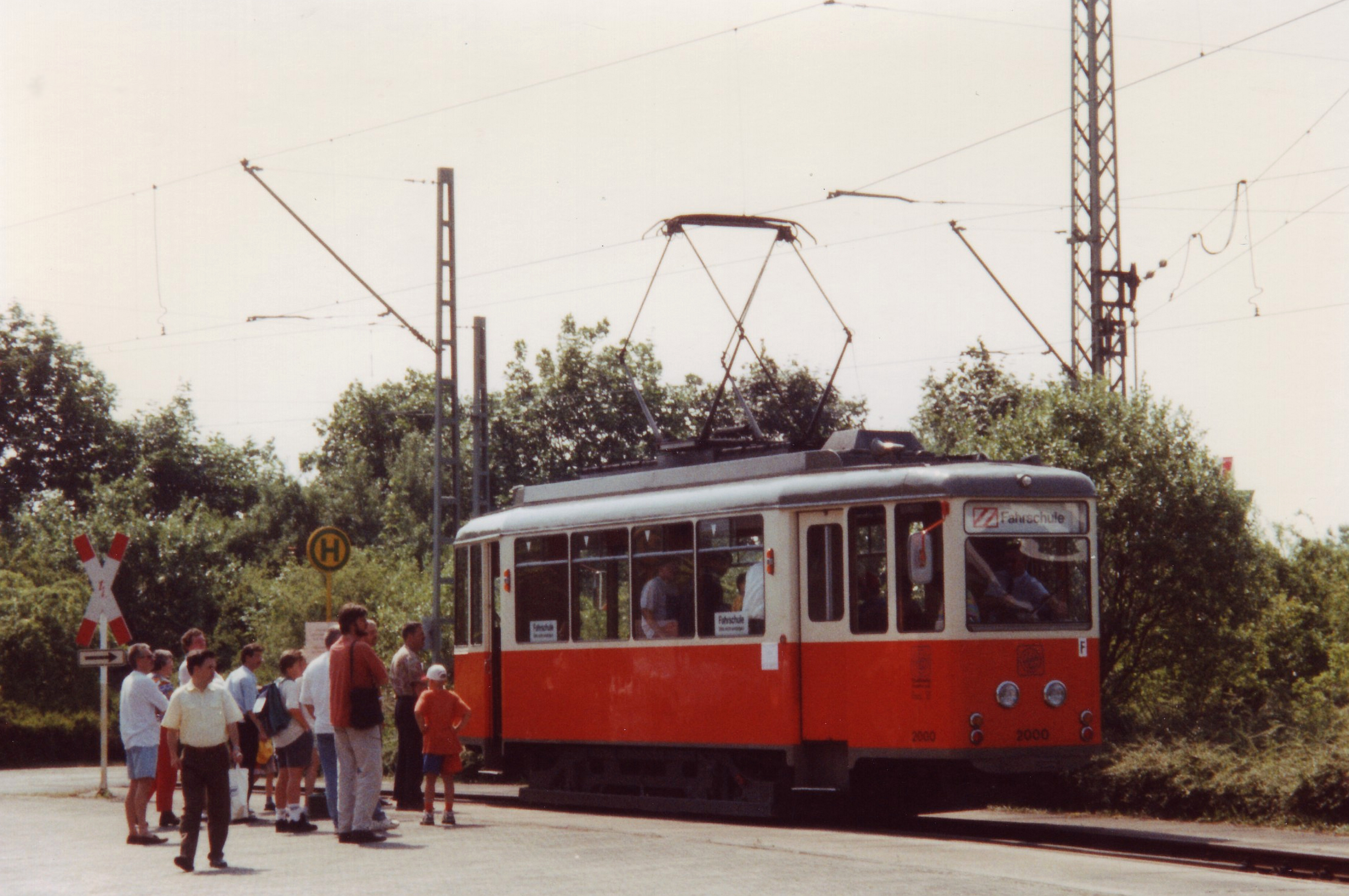
Fahrschulwagen 2000, ehemals 1 und K 125

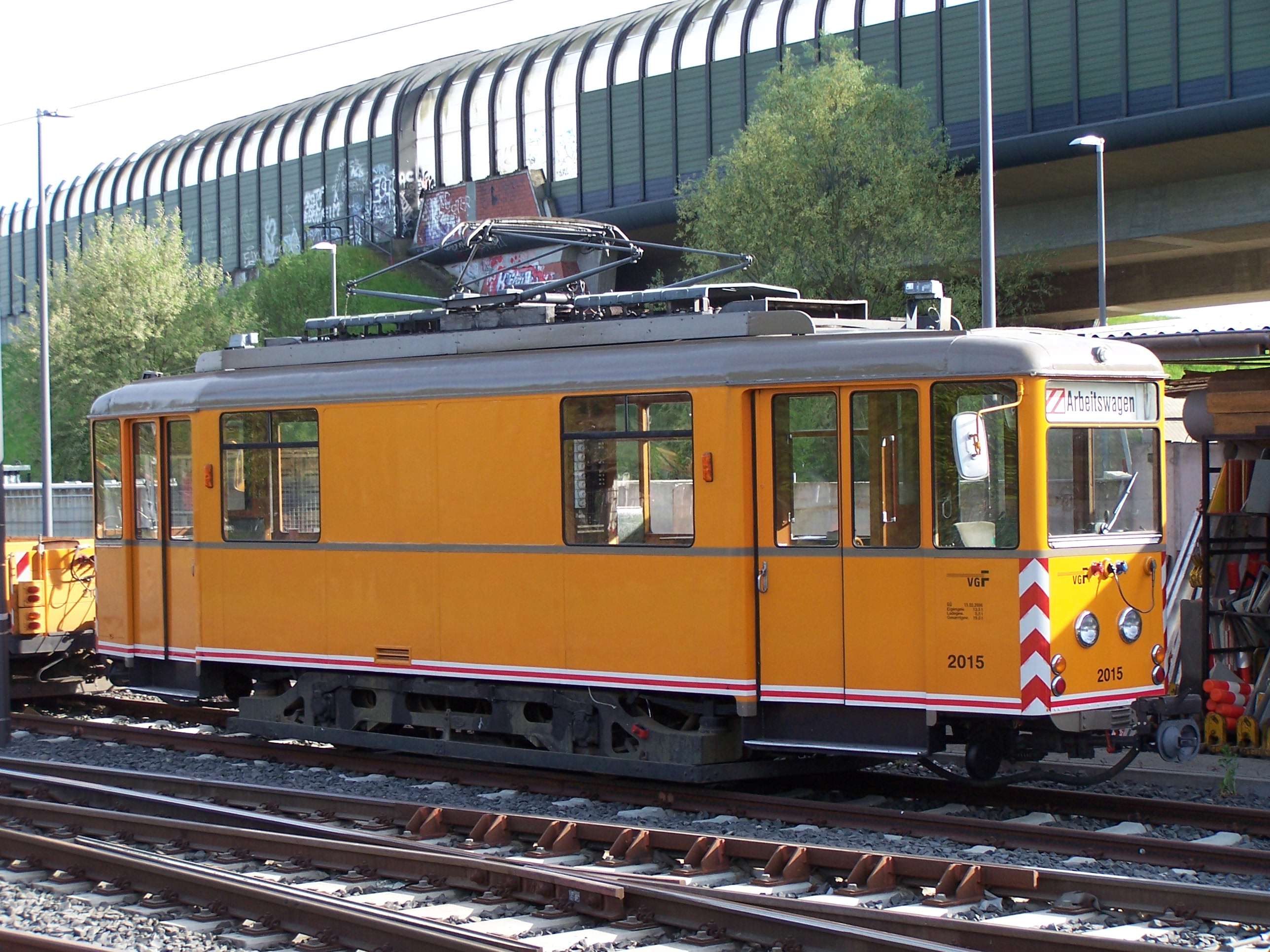
Arbeitswagen 2015, ehemals K

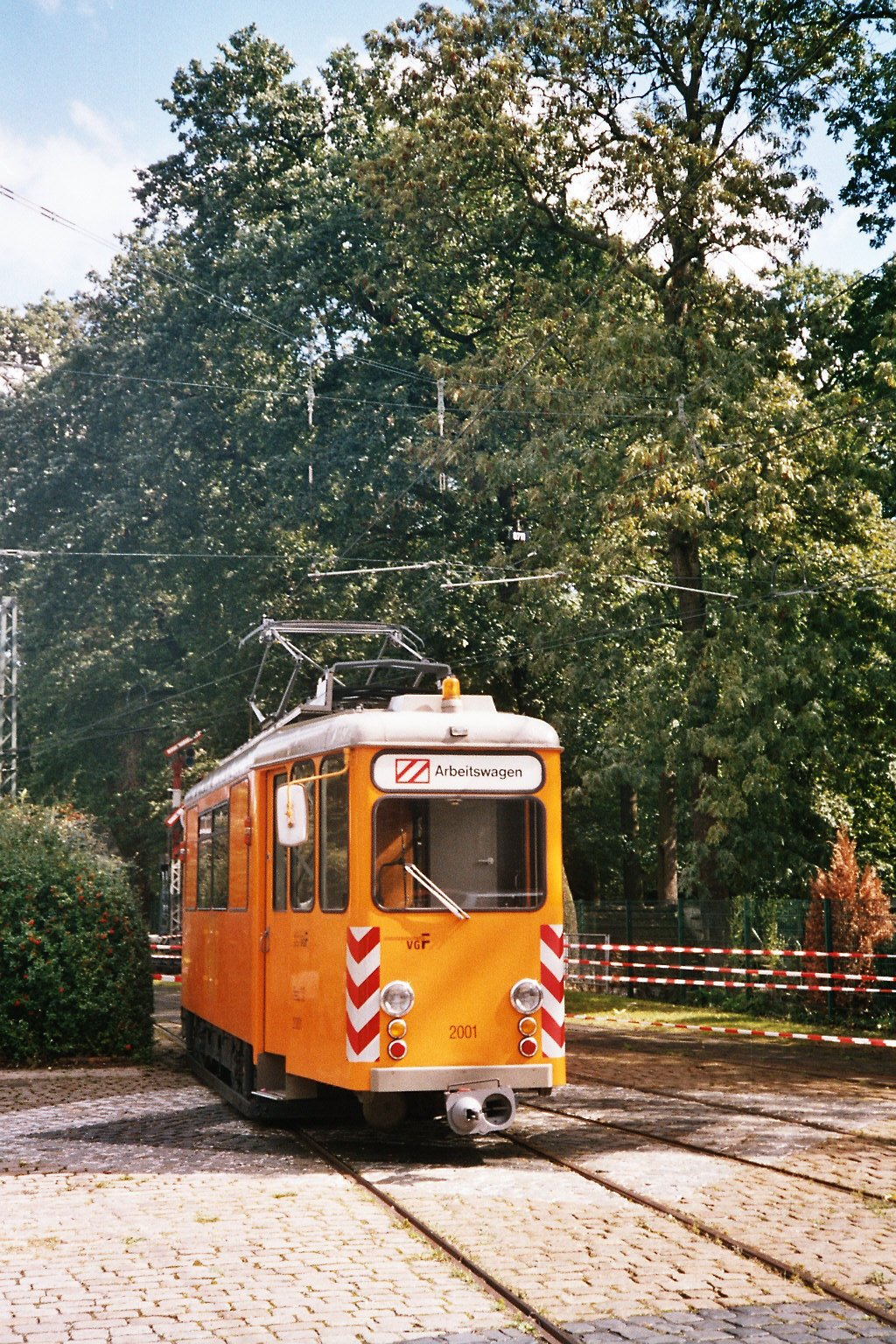
Arbeitswagen 2001, ehemals K 111

Die Baureihe K wurde zwischen 1949 und 1955 in insgesamt 65 Exemplaren beschafft. Sie stellen die letzte zweiachsige Triebwagenbaureihe der Frankfurter Straßenbahn dar. Die ersten 40 zwischen 1949 und 1953 von der Düsseldorfer Waggonfabrik AG (DUEWAG) gelieferten Fahrzeuge erhielten die Nummern 461–500. Sie wurden als Aufbauwagen bezeichnet, weil für diese Serie Fahrgestelle von kriegszerstörten F- und G-Triebwagen wiederverwendet wurden. Lediglich die Wagen 496–500 erhielten neue Fahrgestelle in geschweißter Bauweise, die optisch aber den Fahrgestellen der übrigen Fahrzeuge entsprachen.
Bedingt durch die Material- und Finanzknappheit der Nachkriegsjahre war die erste Serie ähnlich spartanisch ausgestattet wie die Kriegsstraßenbahnwagen (KSW) des Typs I. Ein Fahrzeug dieser Serie (Triebwagen 476) stand viele Jahre als Spielgerät in einem Kindergarten in Schöneck-Kilianstädten. Er wurde von dem Verein Historische Straßenbahn der Stadt Frankfurt am Main (HSF), der auch das Frankfurter Verkehrsmuseum betreibt, erworben. Der Verein beabsichtigt eine Aufarbeitung; ob ein betriebsfähiger Zustand hergestellt werden kann, ist noch offen.
1954 lieferte die Waggonfabrik Gebrüder Credé eine weitere Serie von 25 vollständig neu gefertigten Fahrzeugen. Sie entsprachen dem schon in anderen westdeutschen Städten verbreiteten Verbandswagen und erhielten die Nummern 101–125. Äußerlich unterschieden sich die Fahrzeuge vor allem durch ein neu konstruiertes Fahrgestell in geschweißter Bauweise. Im Innenraum hingegen waren die Wagen wieder nach Vorkriegsstandards ausgestattet und verfügten über verkleidete Innenwände und sogar Polstersitze. Die Triebwagen hatten eine Stundenleistung von 2 × 82 PS und verfügten auch über eine Magnetschienenbremse.
Da es an leistungsfähigen Triebwagen mangelte, um die nach dem Krieg noch überzähligen vorhandenen schweren zweiachsigen Beiwagen der Typen f und g ziehen zu können, wurde eine zweite Bestellung von zweiachsigen Triebwagen erwogen. Sie kam aber nicht mehr zustande, da die Nachfolgebaureihe L zu diesem Zeitpunkt schon in Produktion war.
Umbauten:
- Die Wagen des Aufbautyps wurden im Laufe der 1950er Jahre mit einer Magnetschienenbremse nachgerüstet. Zudem erhielten sie im Passagierabteil Klappfenster, über die die Wagen der zweiten Lieferung bereits ab Werk verfügten.
- 1977 wurden die Wagen 106 bis 108 für den Einsatz als Ebbelwei-Expreß umgebaut. Die Türen wurden auf einer Seite verschlossen und mit Getränkekästenhaltern sowie einer Musikanlage zugebaut. Die Musikanlage besteht aus einem Autoradio mit Abspielmöglichkeiten für CDs und MP3-Dateien über einen USB-Anschluss, wobei der Radioteil stillgelegt wurde, um keine GEZ-Gebühren zahlen zu müssen. Hinzu kam ein farbenfroher Anstrich, auch der Innenraum wurde entsprechend umgestaltet. Die Tische an den Fenstern erhielten Vertiefungen für Gläser und einen Aschenbecher, damit ein sicherer Stand der Gläser während der Fahrt gewährleistet ist. 1983 kam mit Wagen 105 ein viertes Fahrzeug hinzu. Im Jahr 2007 wurden die Aschenbecher entfernt und der Platz, an dem sie vorher waren, mit einem Nichtrauchersymbol überklebt; seitdem darf auch im Ebbelwei-Expreß nicht mehr geraucht werden.
- Zunächst noch als Reserve vorhandene K-Triebwagen wurden weitgehend zu Bahndienstfahrzeugen umgerüstet. Als Bahndienstfahrzeuge sind noch die Triebwagen 109, 112 und 120 vorhanden. Aus den Wagen 121–124 entstand ein vierteiliger Schienenschleifzug. Wagen 125 wurde zu einem Fahrschulwagen umgebaut und ist heute im Verkehrsmuseum zu besichtigen.

Ausmusterung
In den 1960er Jahren wurden einige K-Triebwagen aus dem Linienverkehr genommen und zu Arbeitswagen umgebaut. Mit der fortschreitenden Inbetriebnahme der P-Wagen wurden die K-Triebwagen ab 1977 nach und nach in Reservedienste verdrängt. Am 11. März 1978 feierte man schließlich das Ende der zweiachsigen Triebwagen im Liniendienst. Neben den vier Wagen des Ebbelwei-Expreß blieb Wagen 104 im Originalzustand erhalten. Er kann heute im Verkehrsmuseum Frankfurt am Main besichtigt werden.
Beiwagen
Zeitgleich mit den Aufbauwagen des Typs K wurden auch 12 gleichartige Beiwagen auf den Fahrgestellen zerstörter g-Beiwagen durch die Firma Westwaggon aufgebaut. Die Wagen mit der anfänglichen Baureihenbezeichnung k trugen die Nummern 1661–1672, was 1953 in 1659–1670 geändert wurde. Zur Unterscheidung von den k-Beiwagen des Verbandstyps wurde die Bezeichnung 1963 in gk geändert. Die Fahrzeuge wurden bis 1978 ausgemustert.
Ebenfalls durch Westwaggon wurden zwischen 1950 und 1952 insgesamt 50 Beiwagen auf den Fahrgestellen zerstörter c- und d-Beiwagen neu aufgebaut. Da diese ein kürzeres Fahrgestell mit nur 2,5 m Achsstand aufwiesen, wurde der ansonsten mit den gk-Wagen identische Wagenkasten um ein Fenster gekürzt. Die als Verkürzter Aufbauwagen bezeichneten Fahrzeuge erhielten die noch freie Baureihenbezeichnung e. Der Einsatz erfolgte meist hinter Triebwagen des Typs J und endete 1977.
Zwischen 1953 und 1955 wurden wiederum insgesamt 60 Beiwagen des sogenannten Verbandstyp II bei Westwaggon (Wagen 1671 bis 1680) und Fuchs (Wagen 1681–1730) hergestellt. Anfänglich wurden diese als Baureihe kv bezeichnet, 1963 wurde dies in k geändert. Die Wagen blieben bis 1978 im Einsatz und wurden teilweise noch bis 1981 als Reserve vorgehalten.
1963 wurden die Beiwagen 1671–1700 für den Einsatz hinter Großraumtriebwagen bei Düwag umgebaut. Sie erhielten analog zu den Großraumbeiwagen einseitig Düwag-Falttüren nebst den zugehörigen Öffnungstasten, einen Hilfsfahrschalter mit Scheinwerfer im Heck sowie eine Scharfenbergkupplung am Bug. Diese als Baureihe ka bezeichnete Variante wurde bis 1980 hinter den Großraumwagen der Typen L, M und N eingesetzt.
Zwischen 1965 und 1967 verkaufte die Straßenbahn Offenbach ihre acht Beiwagen des Verbandstyps II an die Frankfurter Straßenbahn. Da sich die Wagen in einigen Details von den Frankfurter k-Beiwagen unterschieden, erhielten sie die Bezeichnung ko. Die Wagen wurden zusammen mit den übrigen k-Beiwagen eingesetzt und bis 1978 ausgemustert.
Als Ebbelwei-Expreß sind die k-Beiwagen 1703, 1705, 1706, 1712, 1723 und 1724 nach wie vor im Einsatz. Im Verkehrsmuseum Frankfurt am Main blieben der ka-Beiwagen 1684 und der derzeit nicht zugänglich in der Wagenhalle Neu-Isenburg abgestellte k-Beiwagen 1725 erhalten. Beiwagen der Typen gk, ko oder e sind nicht erhalten geblieben.

## L

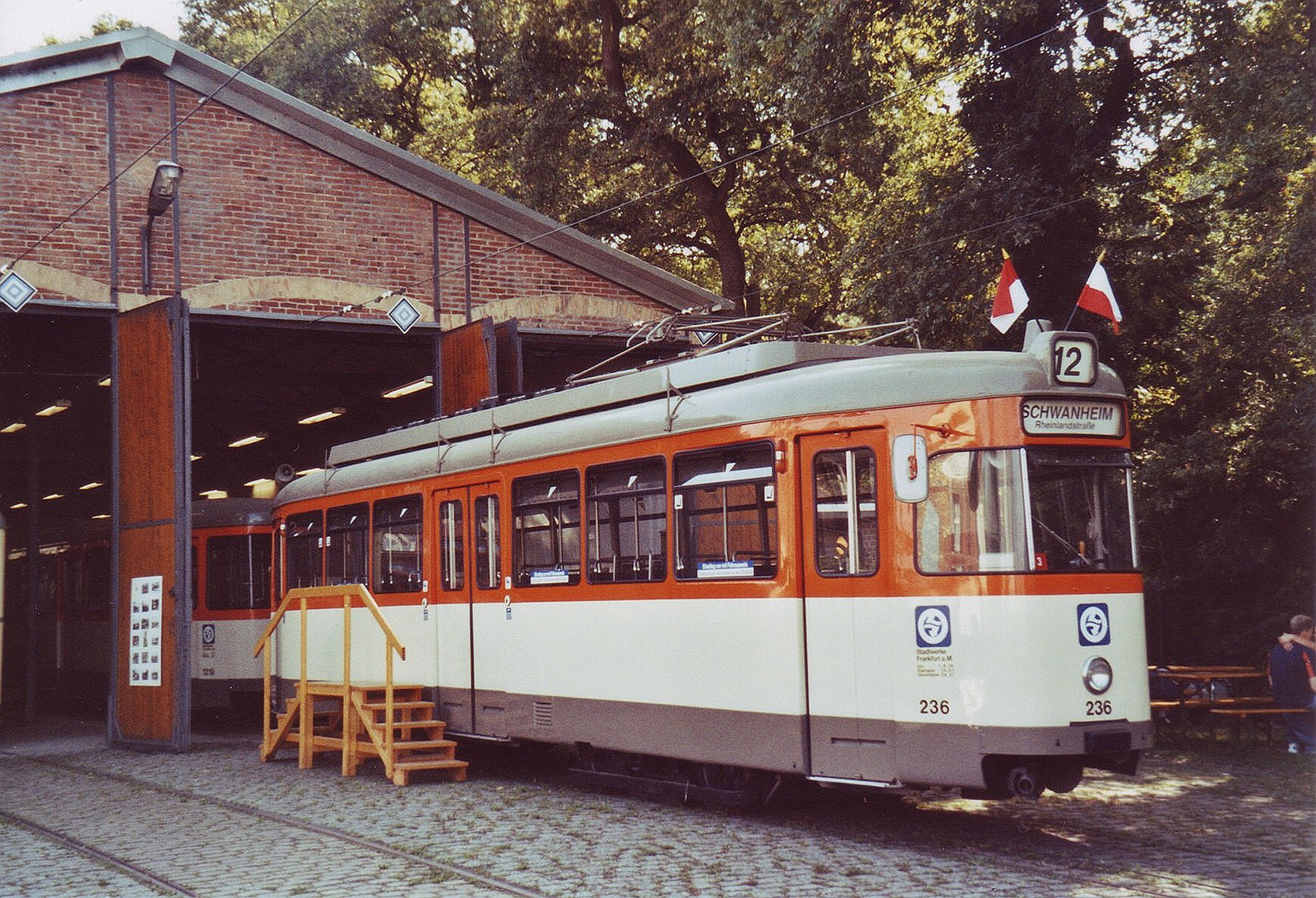
L-Triebwagen 236 mit l-Beiwagen, September 2006

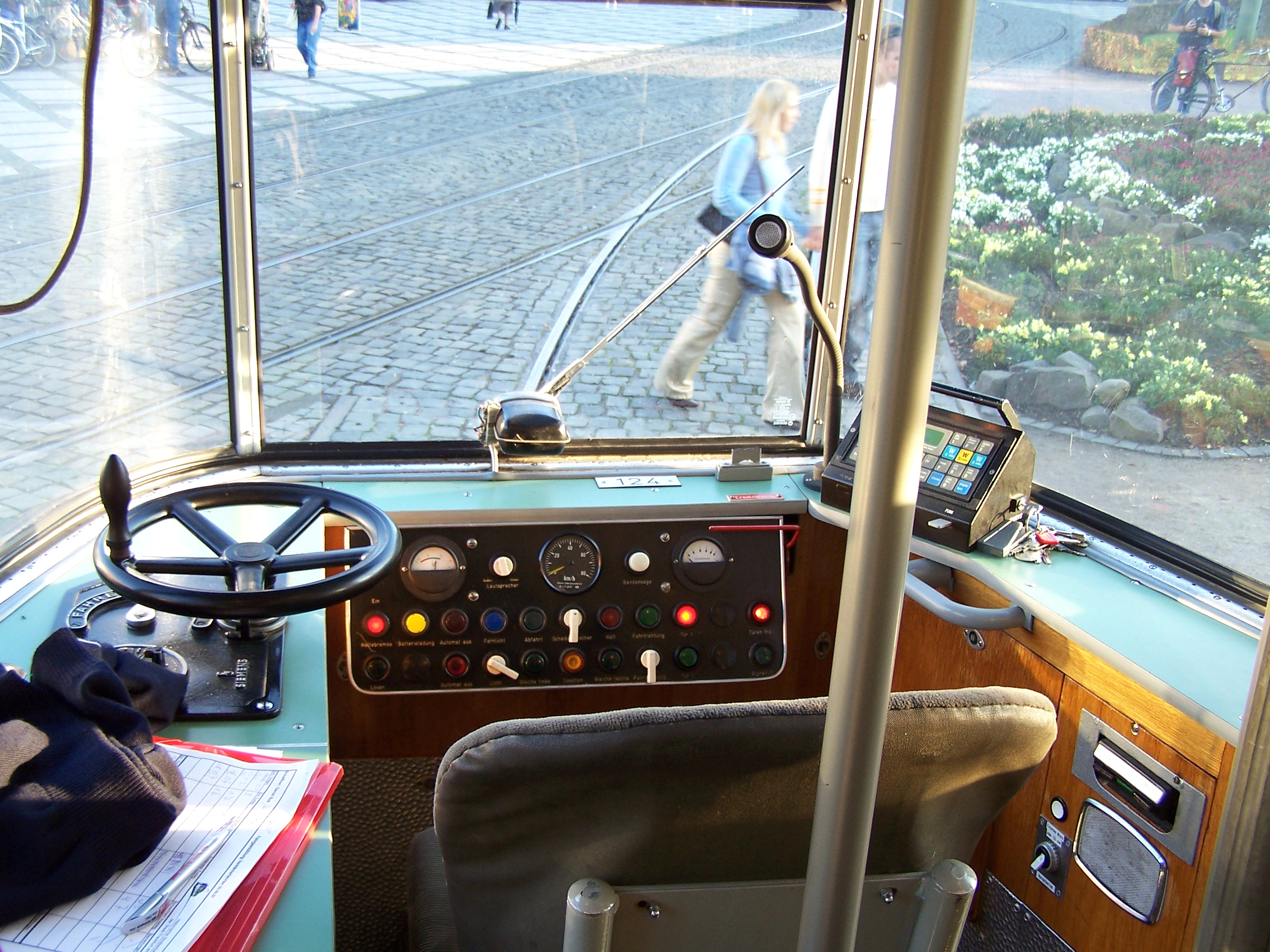
Führerstand des L-Triebwagens 124 (ex 224), September 2007

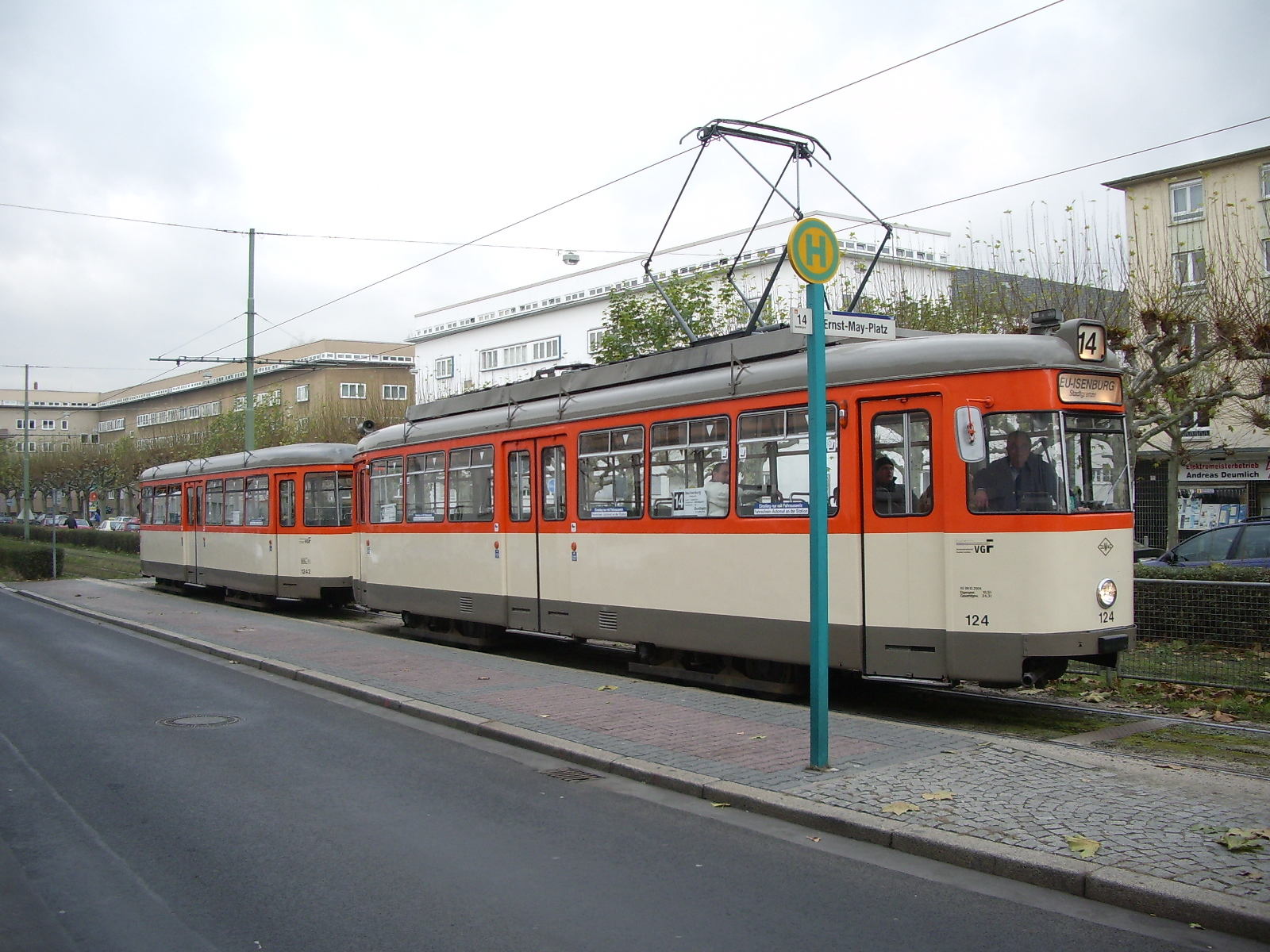
Museumswagen 124 (ex 224) am Ernst-May-Platz, Dezember 2005

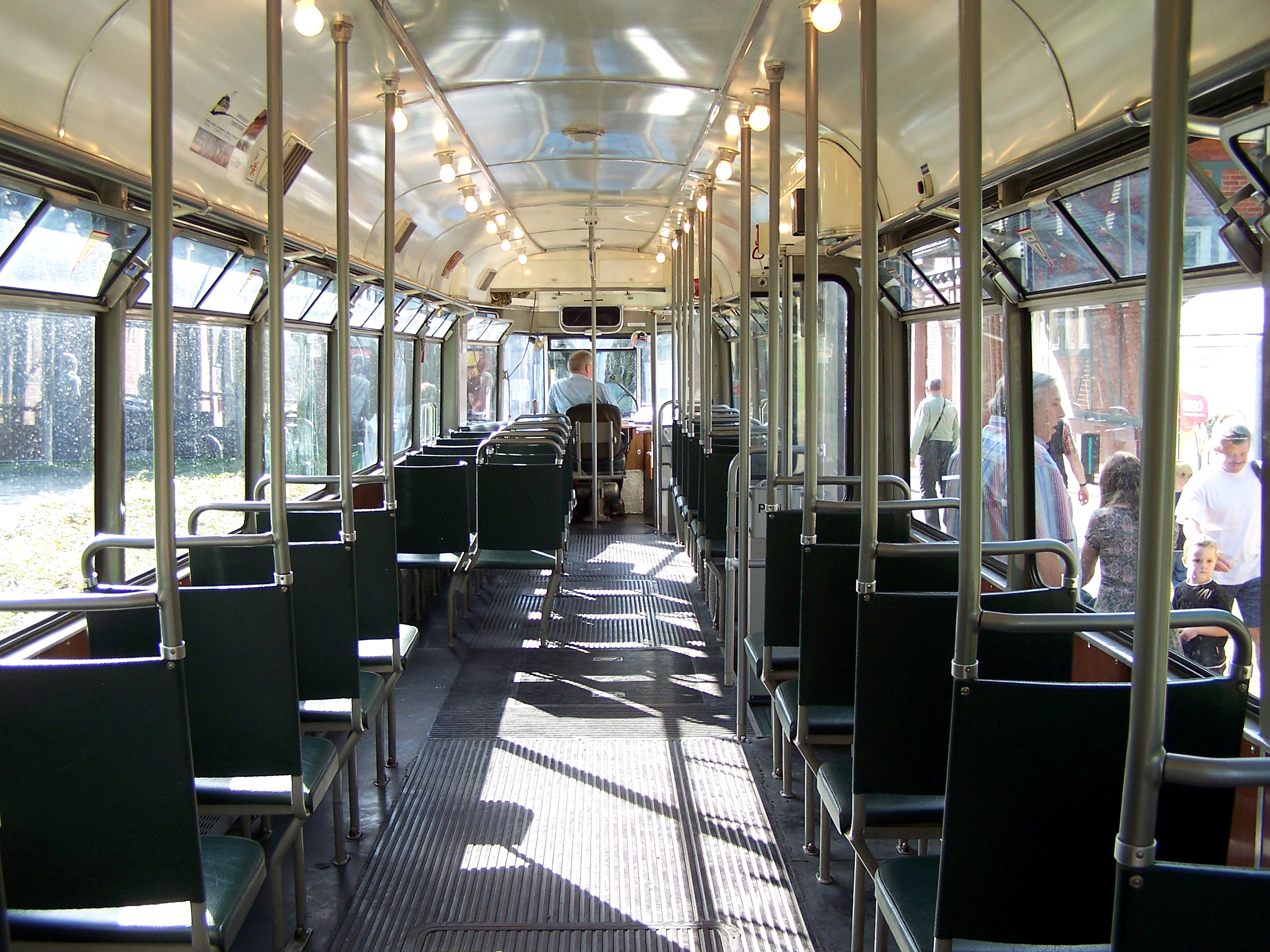
Innenansicht des L-Triebwagens 124 (ex 224), September 2010

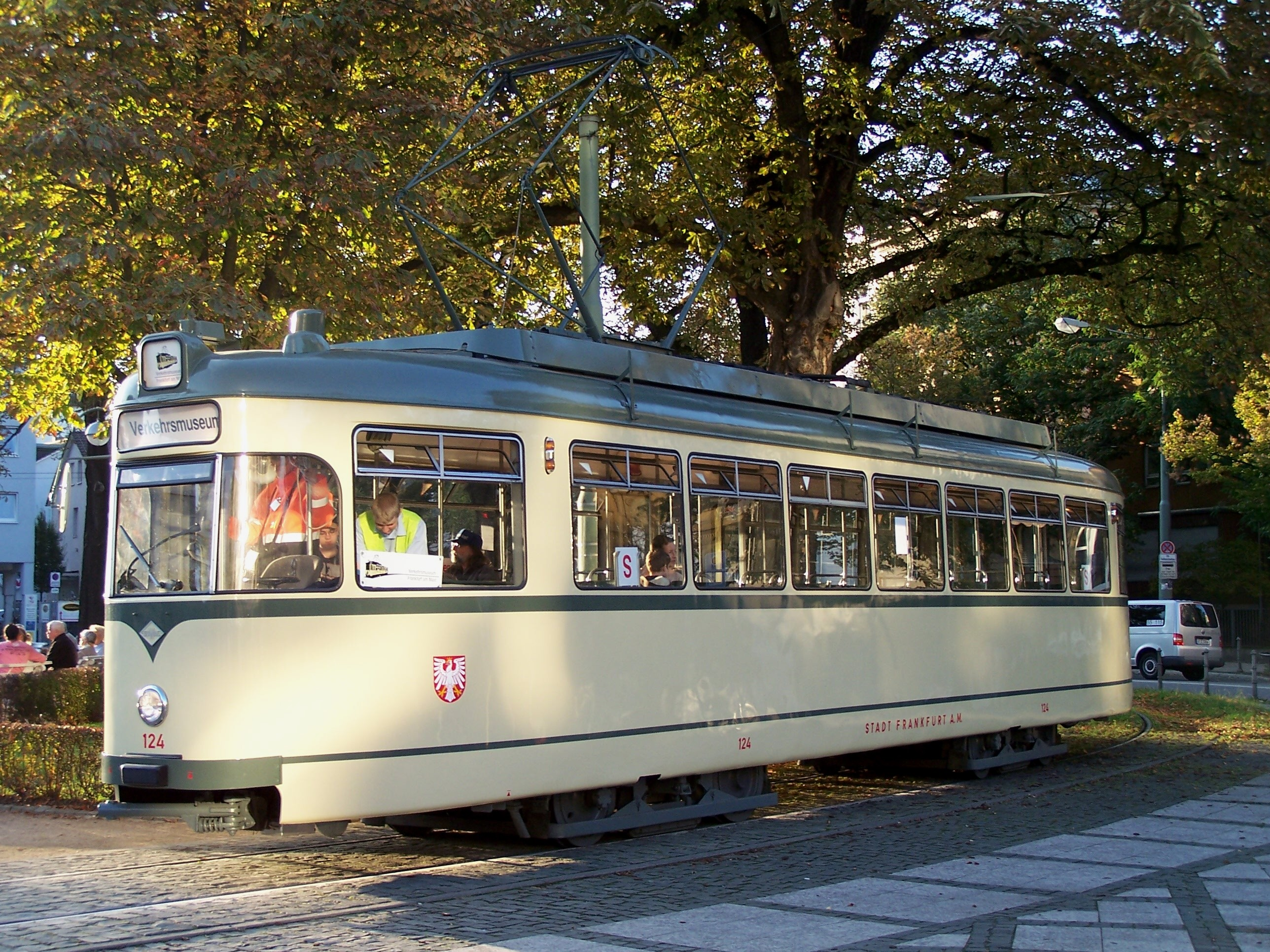
L-Triebwagen 124, September 2007

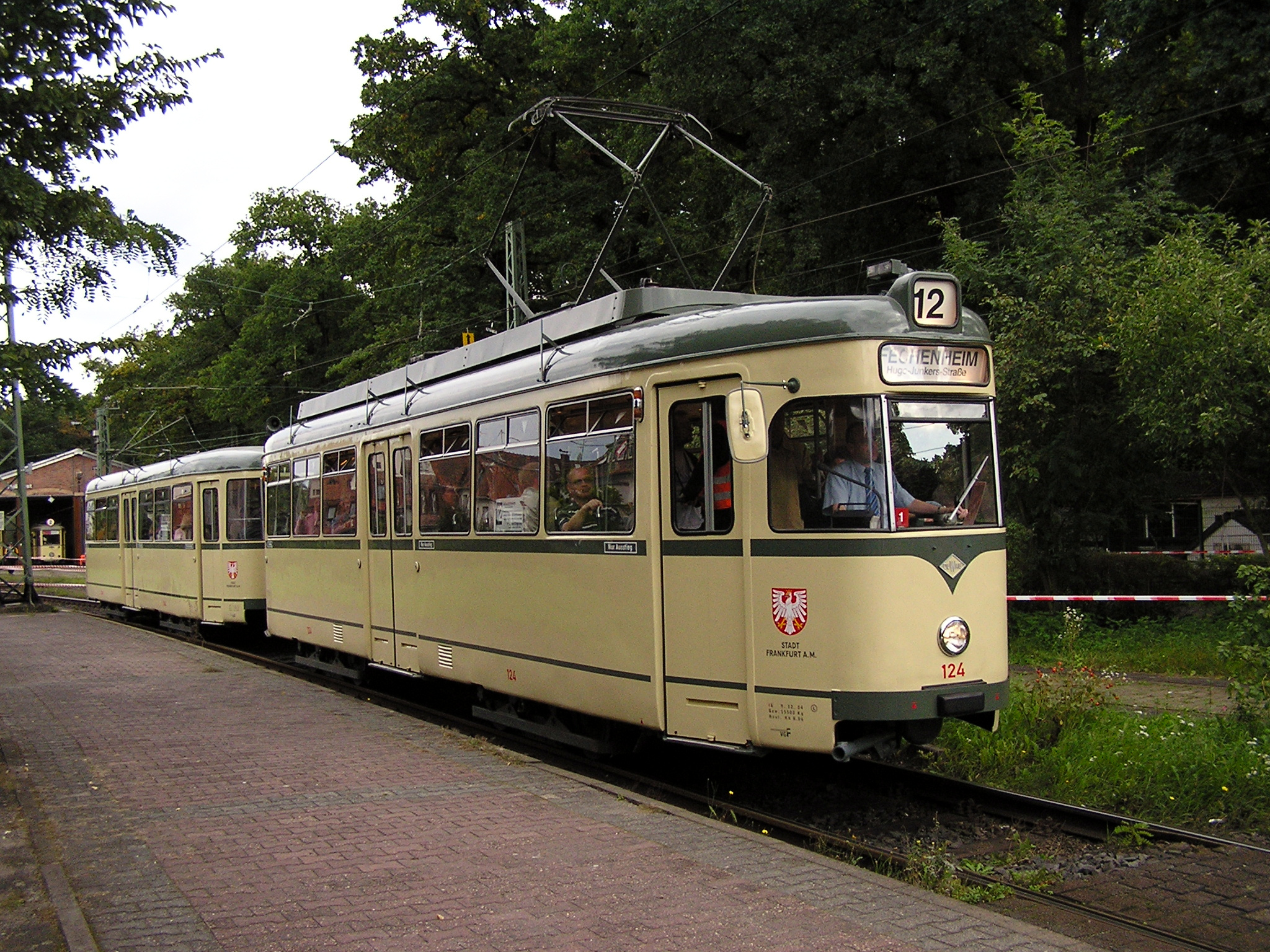
L-Triebwagen 124 mit Beiwagen, September 2008

Der L-Wagen stellte den ersten Großraumwagen im Wagenpark der Frankfurter Straßenbahn dar. Zwischen 1955 und 1957 wurden insgesamt 42 Züge bestehend aus einem L-Triebwagen (Duewag-Großraumwagen) und einem gleichartigen l-Beiwagen (Duewag-Einheitswagen B 4) durch Düwag hergestellt. Zwei Prototypen mit den Nummern 201 und 202 wurden 1955 durch Düwag geliefert (gebaut 1954/1955). Zwischen 1956 und 1957 folgte dann die 40 Wagen umfassende Serienlieferung mit den Nummern 203–242. Von den Serienfahrzeugen unterschieden sich die Prototypen vor allem durch eine andere Fensteraufteilung mit acht kleineren Fenstern gegenüber sechs großen Fenstern bei den Serienwagen.
Die Serienwagen 203 bis 217 sowie die zugehörigen Beiwagen 1203 bis 1217 wurden ab Werk mit breiteren Radreifen und Doppelscheinwerfern (bei den Triebwagen) für den Einsatz auf den Vorortstrecken nach Oberursel und Bad Homburg vor der Höhe ausgerüstet. Zur Unterscheidung trugen sie die Baureihenbezeichnung Lv bzw. lv. Zwischen 1963 und 1980 wurden die L-Triebwagen auch zusammen mit ka-Beiwagen eingesetzt.
Umbauten:
- 1962 wurden die Triebwagen 218–221 und die zugehörigen Beiwagen 1218–1221 ebenfalls zur Baureihe Lv/lv umgebaut.
- 1967 wurden alle Lv-Wagen wieder in die Normalversion zurückgebaut, behielten aber die Doppelscheinwerfer.
- Mitte der 1960er Jahre wurden alle L-Züge der Serienfertigung für schaffnerlosen Betrieb umgebaut, allerdings nicht die Vorserienzüge, die weiterhin mit Schaffnern besetzt wurden.

Ausmusterung
Als erstes Fahrzeug wurde der Vorserientriebwagen 202 nach einem Unfall in den 1960er Jahren ausgemustert. Der andere Vorserienwagen 201 folgte 1983.
Die übrigen L-Züge blieben größtenteils bis zu Beginn der 1990er Jahre im Einsatz, allerdings konnten nach der Umstellung der Enkheimer Strecke auf U-Bahn-Betrieb 1992 und der Lieferung der R-Triebwagen ab 1993 die meisten Fahrzeuge ausgemustert werden. Ab 1996 wurden die Fahrzeuge endgültig überflüssig und abgestellt. Bereits 1994 wurden acht Trieb- und zehn Beiwagen kostenlos an die Straßenbahn Bukarest abgegeben, 1997 kamen fünf Triebwagen und vier Beiwagen zur Straßenbahn Galați.
Museal, aber nicht betriebsfähig erhalten blieben in Frankfurt der L-Triebwagen 236 und der l-Beiwagen 1219. Der Triebwagen ist in der Osthalle des Verkehrsmuseums zu besichtigen, der Beiwagen befindet sich nicht zugänglich in der Wagenhalle Neu-Isenburg. Der Trieb- und der Beiwagen tragen noch die Orange-beige Lackierung. Außerdem erhalten blieb der Triebwagen 224 (umnummeriert in 124) sowie der Beiwagen 1242. Wie alle betriebsfähigen Museumswagen können sie auch für Sonderfahrten gemietet werden. Beide Fahrzeuge wurden im September 2006 äußerlich weitgehend in den Zustand der 1960er Jahre zurückversetzt und in der ursprünglichen beigen Farbgebung mit grauem Zierstreifen lackiert. L-Wagen 124 hatte eine acht Jahre gültige Hauptuntersuchung am 9. Dezember 2004. Eine weitere ist im Dezember 2012 durchgeführt worden.
Wagen 210 ging 1986 als Geschenk an die Frankfurter Partnerstadt Birmingham, die ihn an das Midland Museum of Transport in Wythall weitergab. Im Januar 2006 wurde der Wagen an die Whitwell & Reepham Railway abgegeben.
Wagen 226 blieb bei der Bergischen Museumsstraßenbahn in Wuppertal erhalten, diente wegen der abweichenden Spurweite von 1000 mm dort aber nur als Verkaufsraum für Bücher. Weil der Fahrgastraum durch die Aufstellung unter freiem Himmel undicht wurde und das Fahrgestell festgerostet war, wurde der Wagen im März 2006 verschrottet. Wagen 227 wurde an eine Privatperson in Roitham am Traunfall verkauft.
Die nach Bukarest abgegebenen Wagen wurden inzwischen ebenfalls ausgemustert. Einige Exemplare sind aber als Blickfang vor McDonald’s-Restaurants in Bukarest und anderen Städten aufgestellt worden und noch vorhanden.
Der Prototypzug 201/1201 war seit 1983 von Eisenbahnfreunden in Hanau aufbewahrt worden, musste aber 1999 an einen Straßenbahn-Zwischenhändler in Salzgitter verkauft werden. Der Zug ist dort noch vorhanden, allerdings ist er unter freiem Himmel abgestellt und in entsprechend schlechter Verfassung.
Beiwagen
Die Geschichte der l-Beiwagen ist eng mit der der L-Triebwagen verknüpft und daher oben beschrieben. In Frankfurt kamen die l-Beiwagen häufig auch hinter den sechsachsigen Gelenktriebwagen des Typs M zum Einsatz, kurzzeitig auch mit Achtachsern des Typs N. Die Prototyp-Beiwagen 1201 und 1202 kamen hauptsächlich zusammen mit den Prototyp-Triebwagen 201 und 202 zum Einsatz und wurden daher 1983 ausgemustert. Der größte Teil der übrigen Beiwagen blieben zusammen mit den M-Triebwagen bis 1998 im Einsatz.
Im Mai 1998 erlitt ein 17-jähriges Mädchen in einem l-Beiwagen Verbrennungen ersten Grades, als es mit der einen Hand die Metallteile des Fensterrahmens und mit der anderen Hand das Gestänge der Sitzbank berührte. Durch ein defektes Kabel im Verteilerkasten, der sich im Wagenboden befindet, war das Sitzgestänge elektrisch geladen, so dass beim Berühren eines geerdeten Metallteils der Strom fließen konnte. Als Vorsichtsmaßnahme wurde in allen noch vorhandenen l-Beiwagen der Sitz über dem Verteilerkasten ausgebaut.
Die Beiwagen 1206, 1208 und 1212 wurden nach Kassel verkauft, wo nur die ersten beiden zum Einsatz kamen. 1206 bekam die neue Nummer 575 und 1208 bekam die Nummer 576. 1212 wurde als Ersatzteilspender ausgeschlachtet und verschrottet. In Kassel haben sich die Fahrzeuge nicht bewährt und wurden bald wieder ausgemustert. Probleme gab es in Kassel vor allem mit der Türanordnung, der Türsteuerung, dem Heizungssystem, der von anderen Fahrzeugen in Kassel abweichenden Innenbeleuchtung mit Glühbirnen und dem Missbrauch der offen zugänglichen Handbremse. 576 wurde verschrottet, nachdem der Kasseler Straßenbahnverein ihn ausschlachten durfte. 575 ist noch vorhanden und befindet sich seit 2014 im Kasseler Technik-Museum.

## M

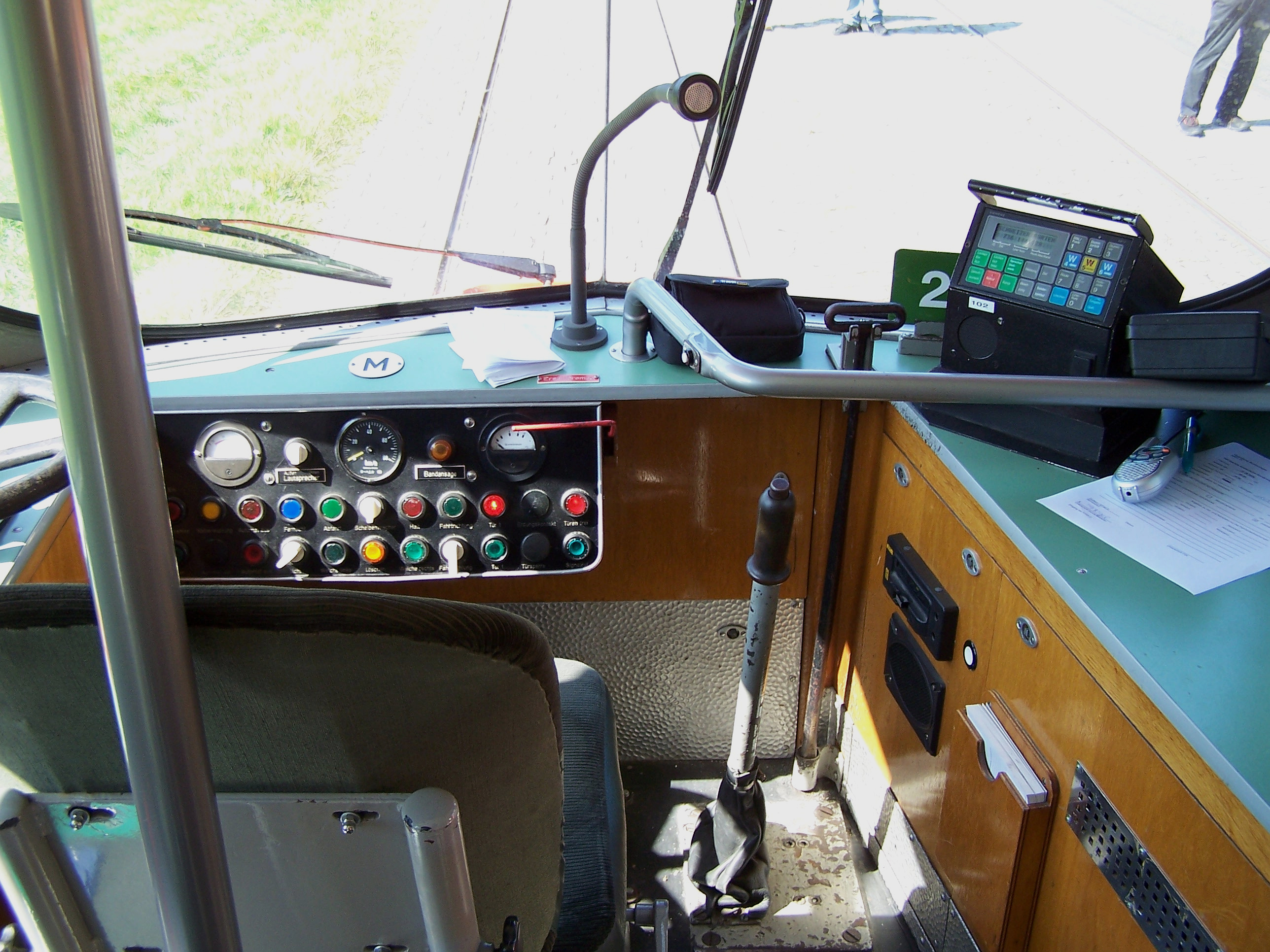
Führerstand des M-Wagens 102 (602)

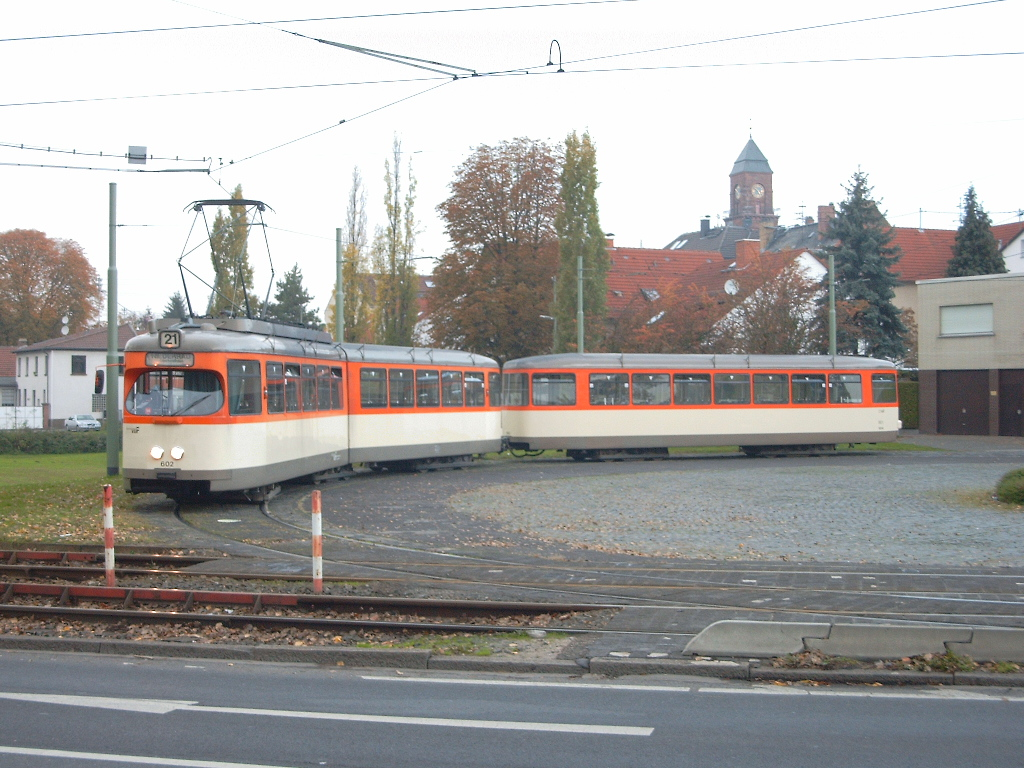
M-Wagen 602 (heute 102) mit m-Beiwagen 1804 in der Wendeschleife Nied Kirche, Oktober 2004

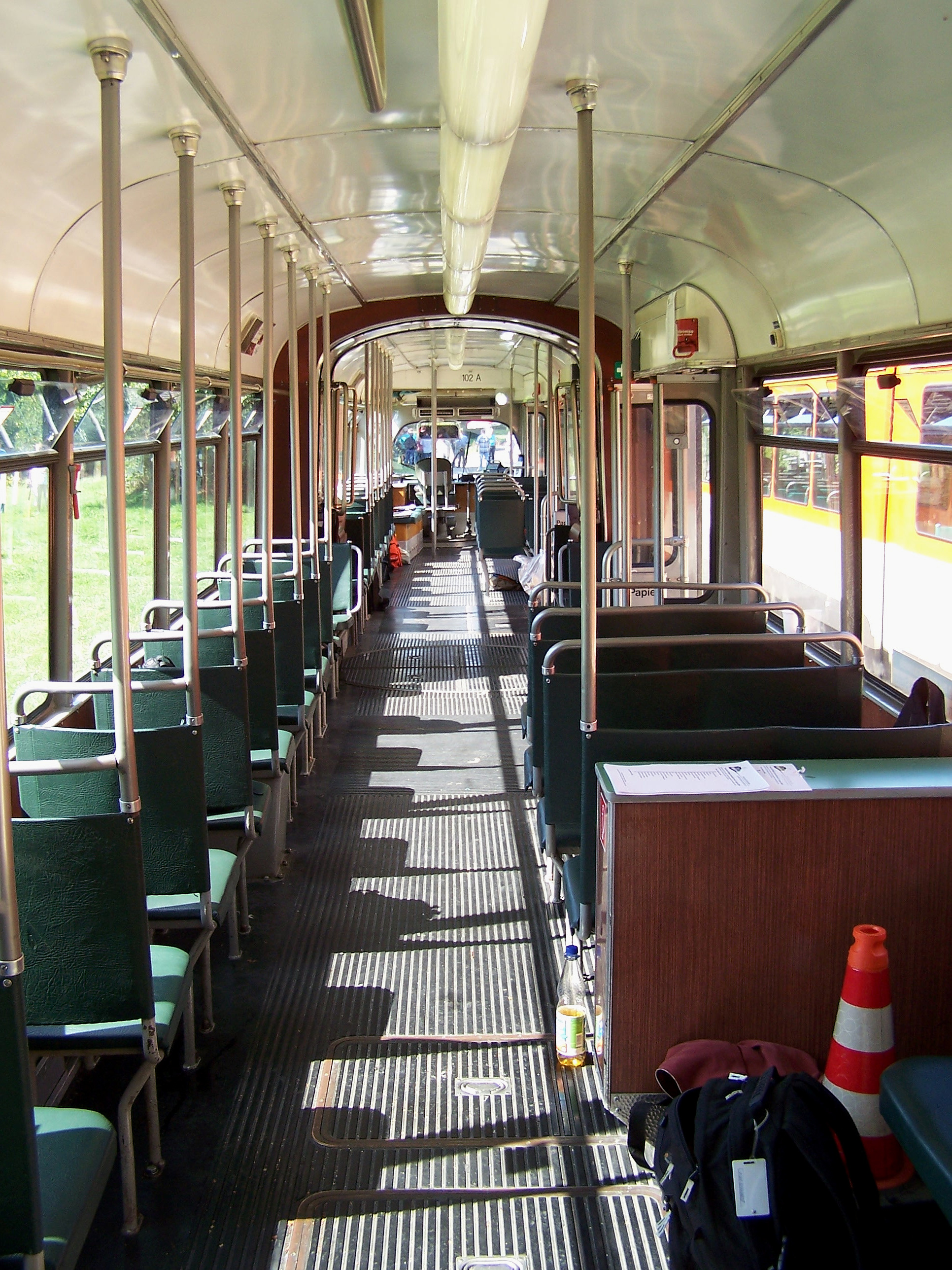
Innenraum des M-Wagens 102 (602)

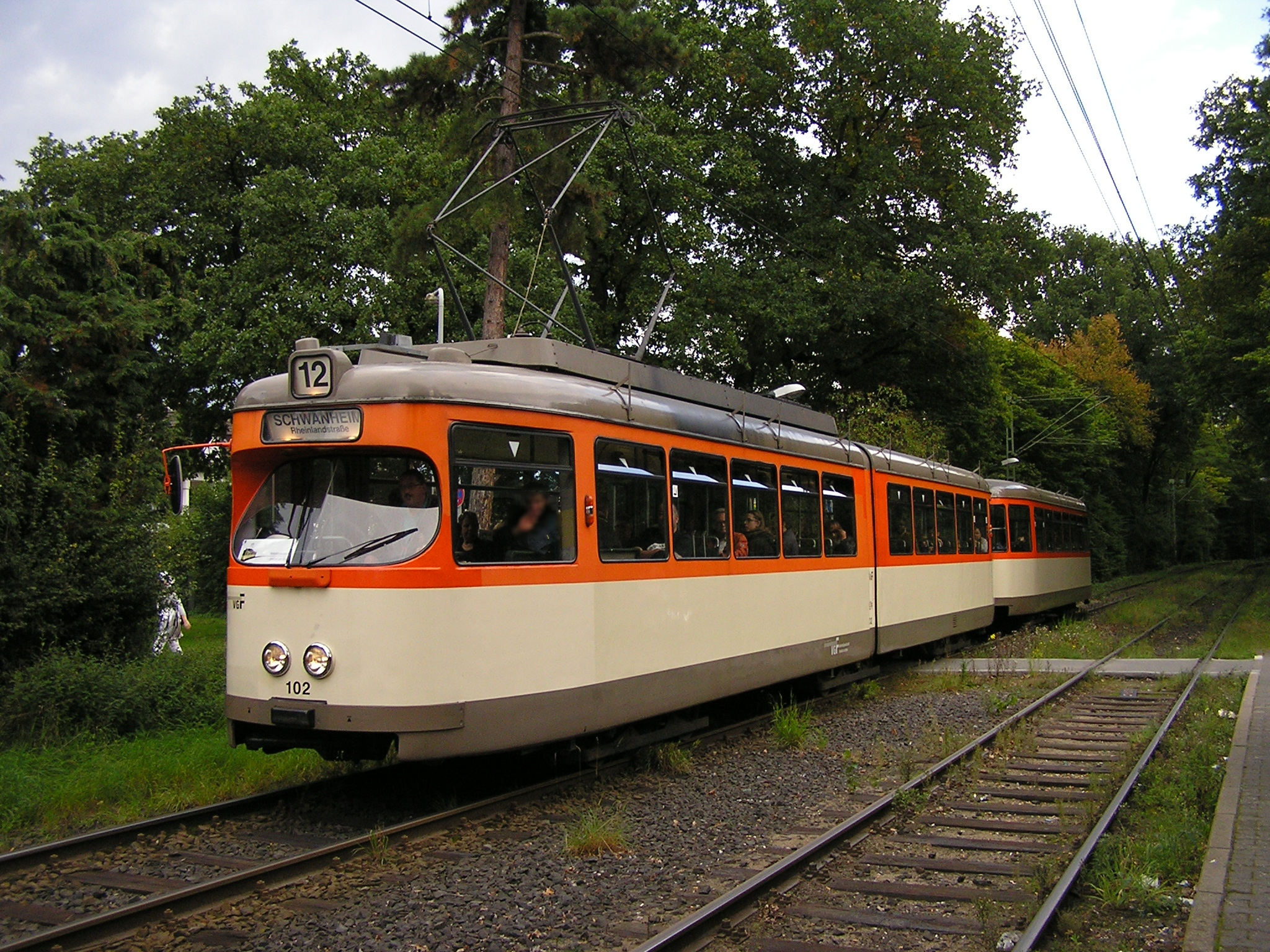
M-Wagen 102 mit Beiwagen 1804, September 2008

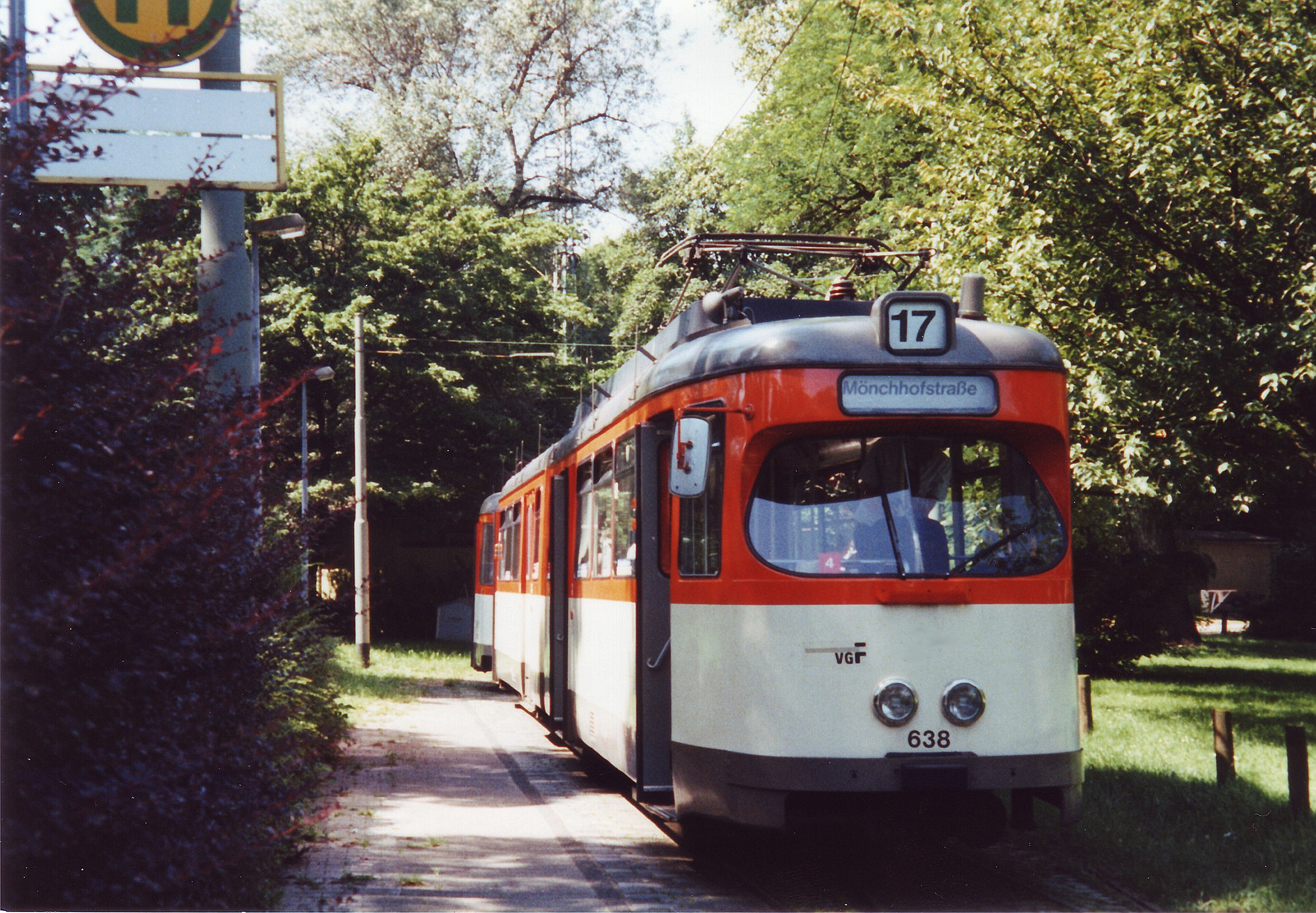
M-Wagen 638 in der Sandhof-Schleife, Juni 1998

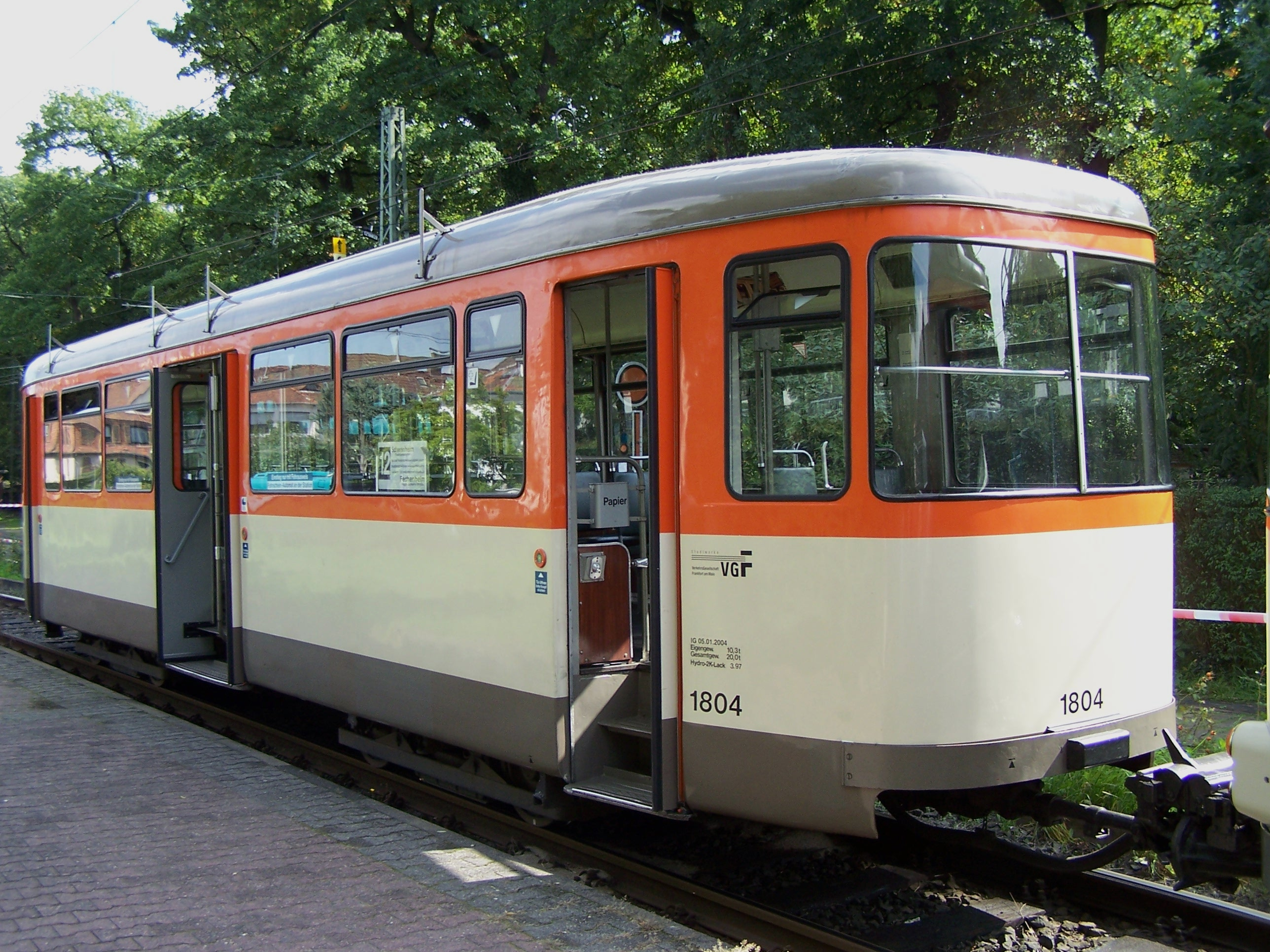
m-Beiwagen 1804 in Schwanheim, September 2008

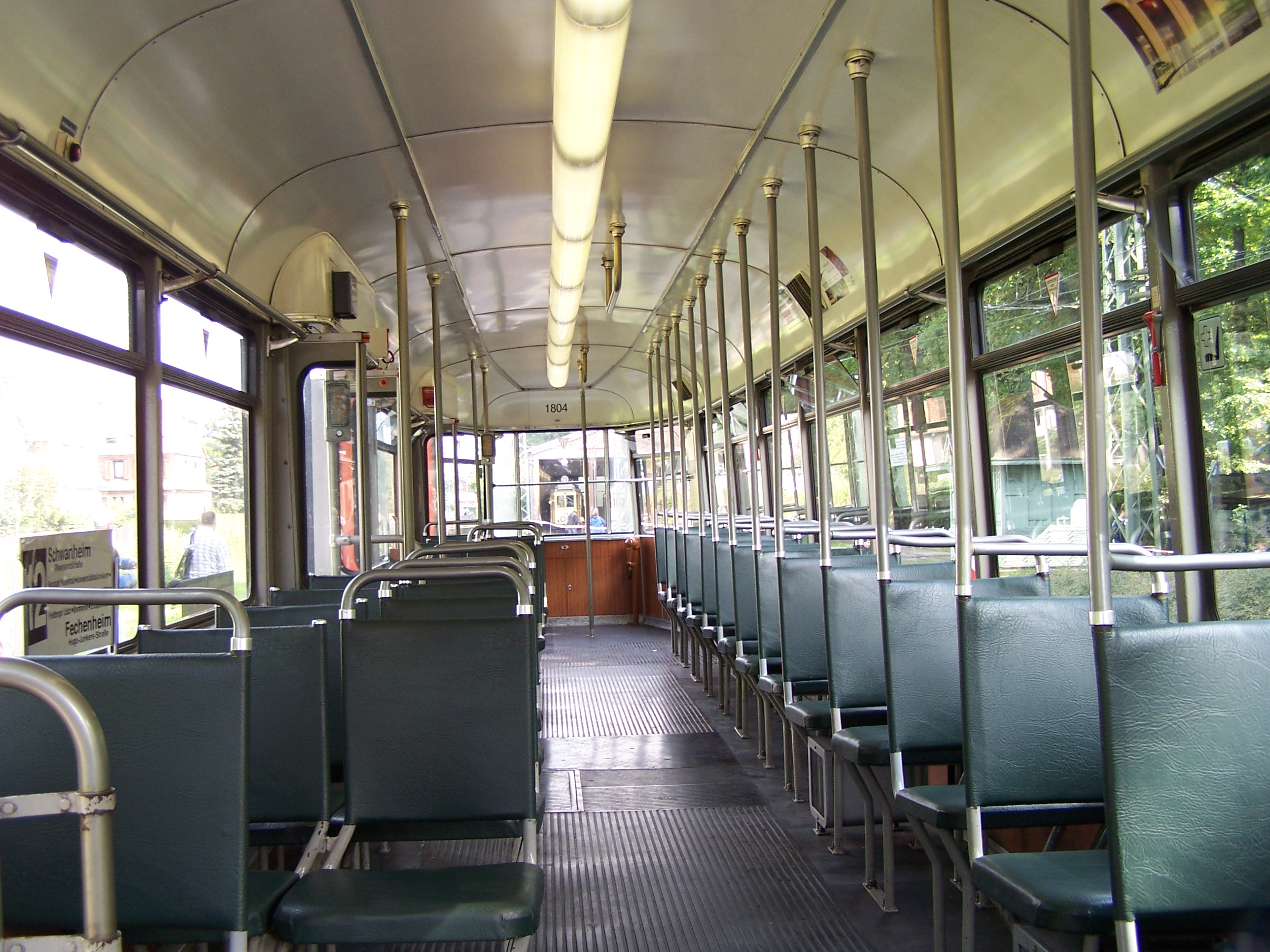
m-Beiwagen 1804 Innenansicht, September 2008

Nach der Ablieferung der Baureihe L zwischen 1955 und 1957 entstand schnell Bedarf für weitere Großraumtriebwagen. Zu diesem Zweck wurde der sechsachsige Gelenktriebwagen 2412 der Rheinbahn 1958 nach Frankfurt gebracht und ausgiebig auf verschiedenen Linien getestet. Die guten Ergebnisse dieses Versuchs führten zur Bestellung von zunächst 30 baugleichen Fahrzeugen (Duewag-Einheitswagen GT 6) bei Düwag, die 1959 und 1960 in Frankfurt eintrafen und als Baureihe M (Nummern 601–630) bezeichnet wurden.
Eine zweite Serie von 15 Fahrzeugen mit den Nummern 631–645 wurde 1963 in Betrieb genommen. Davon wurden die Wagen 631–636 mit breiteren Radreifen für den Einsatz auf den Vorortstrecken ausgerüstet, diese Wagen trugen daher die Bezeichnung Mv.
Ein weiteres Fahrzeug der Baureihe M entstand 1975 aus dem N-Wagen 805, dessen Mittelteil nach einem Unfall ausgebaut wurde. Dieser Wagen wurde anschließend mit der Nummer 600 in die Baureihe M eingegliedert.
Umbauten:
- Wie alle anderen Großraumwagen wurde die Baureihe M ab Mitte der 1960er Jahre für schaffnerlosen Betrieb umgebaut. Die in Fahrtrichtung vorderste Tür wurde verschlossen, da dort eine durch den Fahrer zu bedienende Kasse und ein Tonbandgerät für Haltestellenansagen eingebaut wurde. Ferner wurden alle Trieb- und Beiwagen mit Fahrscheinentwertern ausgerüstet, der Schaffnersitz an der hinteren Tür entfiel.
- 1966 wurden die Mv-Wagen 631–634 versuchsweise mit der elektronischen Steuerung GEAMATIC der Firma AEG und die Wagen 635 und 636 mit der Steuerung Simatic der Firma Siemens ausgestattet. Dies ermöglichte das Fahren von Doppeltraktionen und sollte für die zu beschaffenden U-Bahn-Wagen Erfahrungen mit elektronischen Steuersystemen liefern. Nach einem Unfall, bei der ein aus zwei Mv-Wagen bestehender Verband auf einer Weiche am Opernplatz entgleist war, da der über die Oberleitung gesteuerte Weichenschalter doppelt ausgelöst wurde, wurde das System bis zur Baureihe P nicht weiter im Straßenbahnbereich angewendet und die Steuerungen 1968 wieder auf konventionelle Schaltwerke umgebaut.
- 1967 wurden auch die Wagen 616–630 sowie 637–645 mit breiten Radreifen ausgestattet und so ebenfalls zur Baureihe Mv.

Einsatz als Stadtbahnfahrzeuge
1968 wurden die Mv-Wagen 618–645 bei Wegmann für den Einsatz auf der neu eröffneten U-Bahn-Strecke A umgebaut. Die Wagen erhielten auf der Türseite eine Verbreiterung aus Kunststoff (Im Volksmund Blumenkästen genannt), um die Lücke zu den für 30 cm breitere U-Bahn-Wagen ausgelegten Bahnsteigen zu schließen. Ebenso erhielten die als Baureihe Mt bezeichneten Wagen durch Lichtschranken gesicherte Klapptrittstufen, um an Stationen mit 56 bzw. 32 cm hohen Bahnsteigen und an klassischen Straßenbahnhaltestellen ohne Bahnsteige halten zu können, die an den Wagenenden gelegenen Türflügel mussten dafür allerdings ausgebaut werden.
Die so umgebauten Fahrzeuge verkehrten zusammen mit ebenfalls umgebauten Beiwagen des Typs mt auf den Strecken nach Oberursel und Bad Homburg vor der Höhe, zwischen Heddernheim und der Station Hauptwache liefen sie im Mischverkehr mit den Stadtbahn-Wagen des Typs U2.
Der Mischbetrieb endete 1978, in der Folgezeit wurden die Wagen in die Baureihe M rückgebaut. Die Verbreiterungen wurden entfernt. Die nur einfachen Türen an den Wagenenden und die breiteren Radreifen blieben jedoch erhalten. Die Betätigungselemente der Zugbeeinflussung wurden bei fälligen Hauptuntersuchungen hinter die Verkleidung verlegt, blieben aber weiterhin aktiv.
Ausmusterung
Die M-Wagen wurden ab dem 20. September 1998 aus dem Linienverkehr abgezogen, da zu diesem Zeitpunkt die zweite Serie des U4-Wagens voll in Betrieb genommen werden konnte. Dies ermöglichte die Versetzung von U2-Wagen auf die Linie U7, deren Pt-Wagen wiederum für das Straßenbahnnetz verfügbar wurden und so die M-Wagen überflüssig machten.
Die meisten Fahrzeuge wurden in den folgenden Monaten an Städte in Osteuropa verkauft (hauptsächlich nach Posen), andere kamen zu Straßenbahn-Zwischenhändlern. Bis mindestens Ende Dezember 2004 konnte der Wagen 602 – zum Teil mit dem Beiwagen m1804 im Liniendienst beobachtet werden, vor allem auf der Linie 21 zwischen Stadion und Nied Kirche. Der Wagen 602 (heute 102) ist wie alle betriebsfähigen Museumsfahrzeuge der VGF im Betriebshof Gutleut in der Heilbronner Straße beheimatet. Wagen 638 blieb als Aufenthaltsraum für Mitarbeiter der Zentralwerkstatt in Praunheim erhalten.
Beiwagen
Parallel zur ersten Serie der M-Triebwagen wurde durch Düwag auch eine Serie von 14 vierachsigen Beiwagen (Duewag-Einheitswagen B 4) des Typs m geliefert. Eine zweite, 12 Wagen umfassende Serie mit der Bezeichnung ma folgte in den Jahren 1964 bis 1966, die als Vorbereitung für den geplanten Stadtbahnbetrieb mit Klapptrittstufen ausgerüstet war, jedoch nicht die später typischen Verbreiterungswülste aufwies. Die Beiwagenserie wies die Nummern 1801–1826 auf.
Alle m-Beiwagen erhielten wie die Triebwagen 1967 breitere Radreifen für den Einsatz auf den Vorortstrecken (Baureihe mv) und wurden 1968 analog zu den Triebwagen für den Stadtbahneinsatz bei Wegmann umgebaut (Baureihe mt). Ab 1978 wurden auch an den Beiwagen die sogenannten „Blumenkästen“ wieder demontiert und die Wagen im Straßenbahnnetz eingesetzt. Abgesehen vom Museumsfahrzeug 1804 wurden alle Beiwagen im September 1998 ausgemustert und größtenteils an osteuropäische Betriebe verkauft. Einige Beiwagen sind allerdings noch in Frankfurt abgestellt vorhanden, u. a. dient einer davon als Café vor der Kirche des Nazareners in der Hügelstraße. Die ursprüngliche Innenausstattung ist nicht mehr vorhanden.

## N

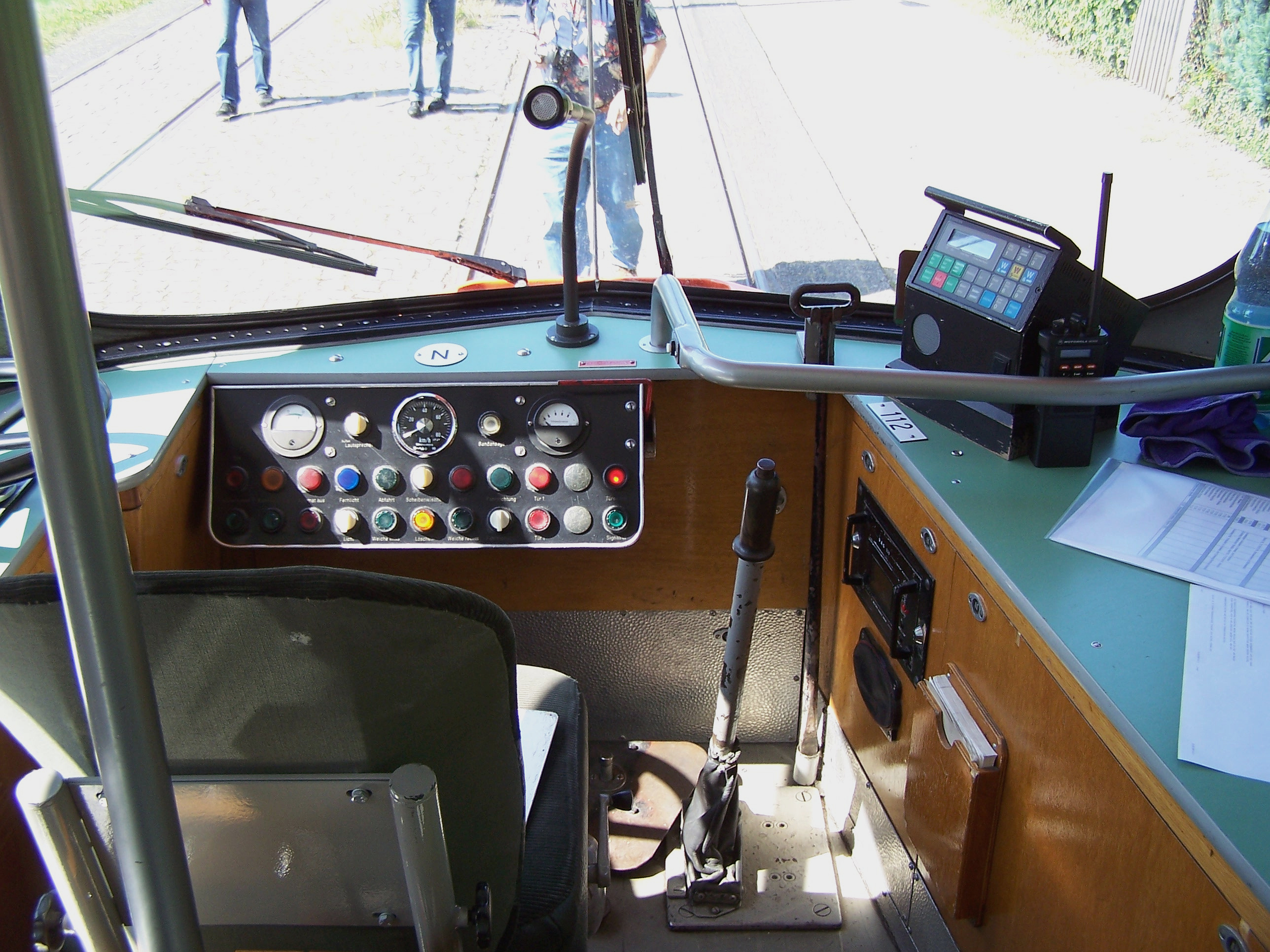
Führerstand des N-Wagens 112 (812)

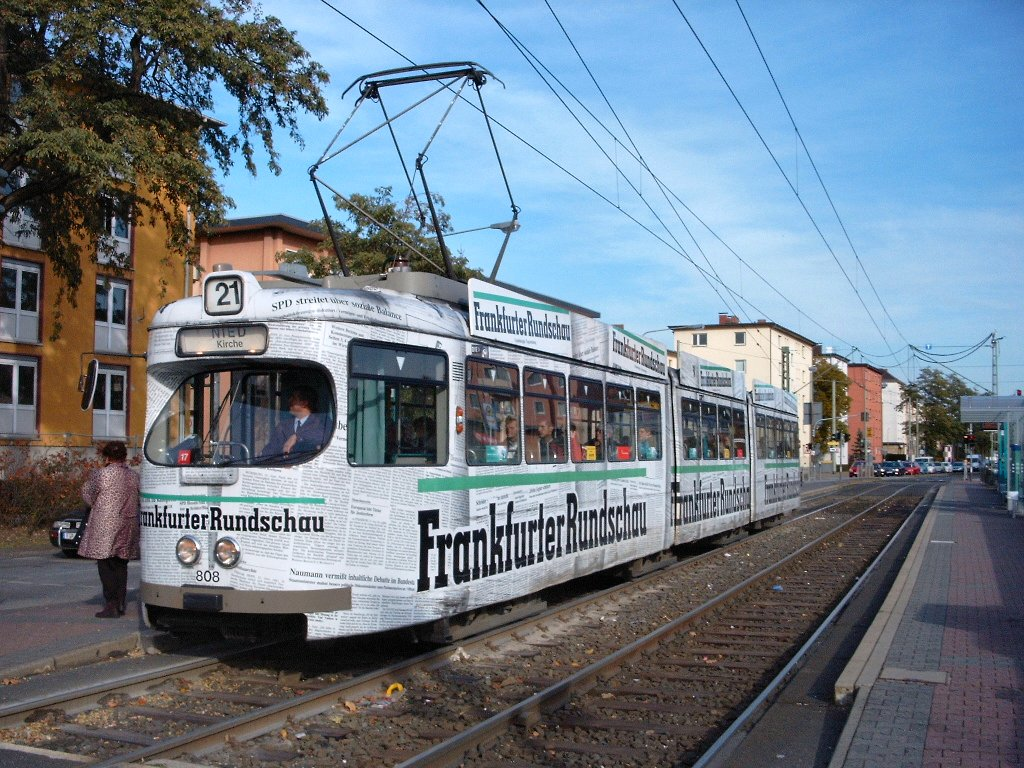
N-Wagen 808 mit Werbung für die Frankfurter Rundschau an der Haltestelle Mönchhofstraße, Oktober 2003

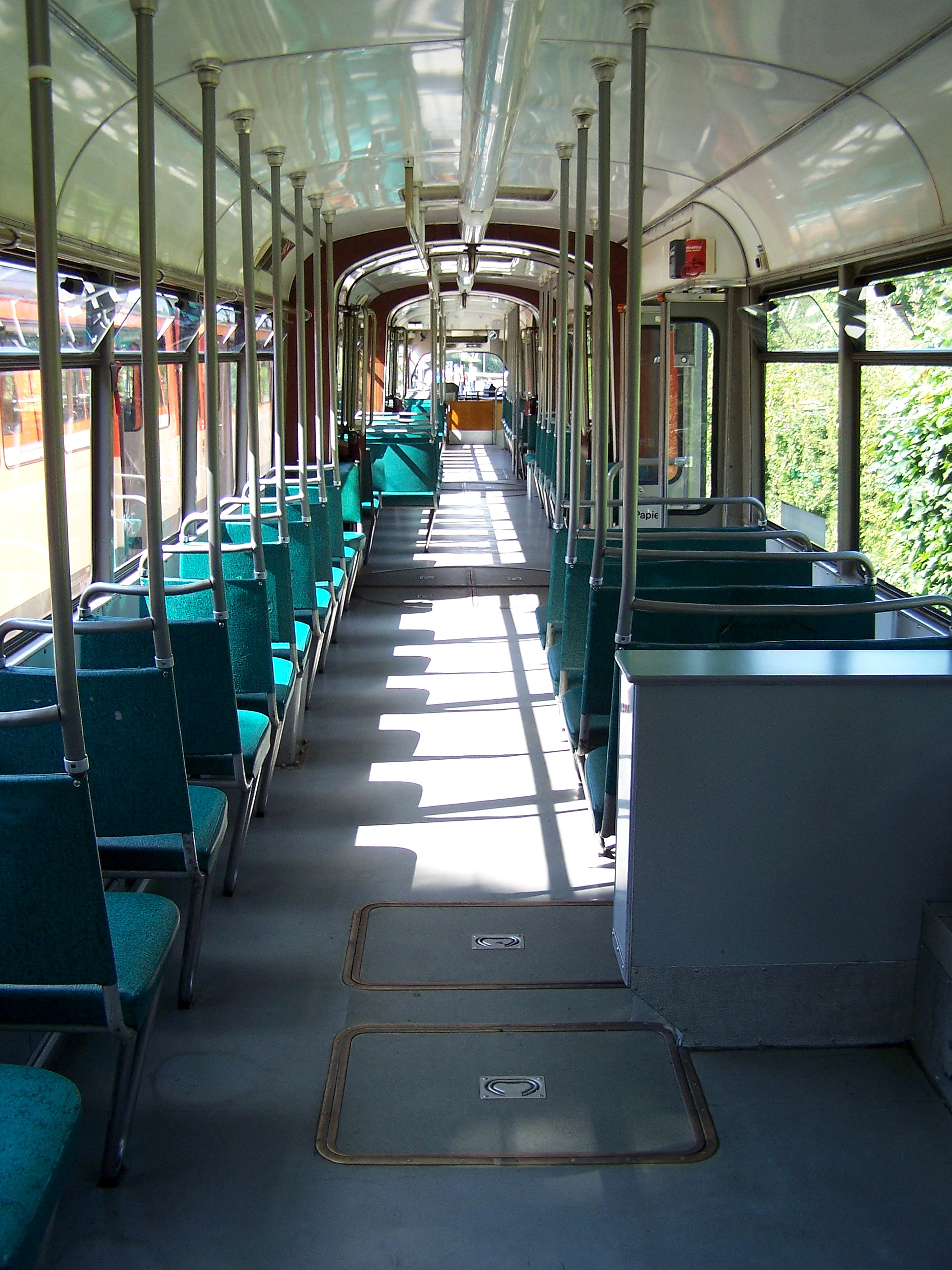
Innenraum des N-Wagens 112 (812)

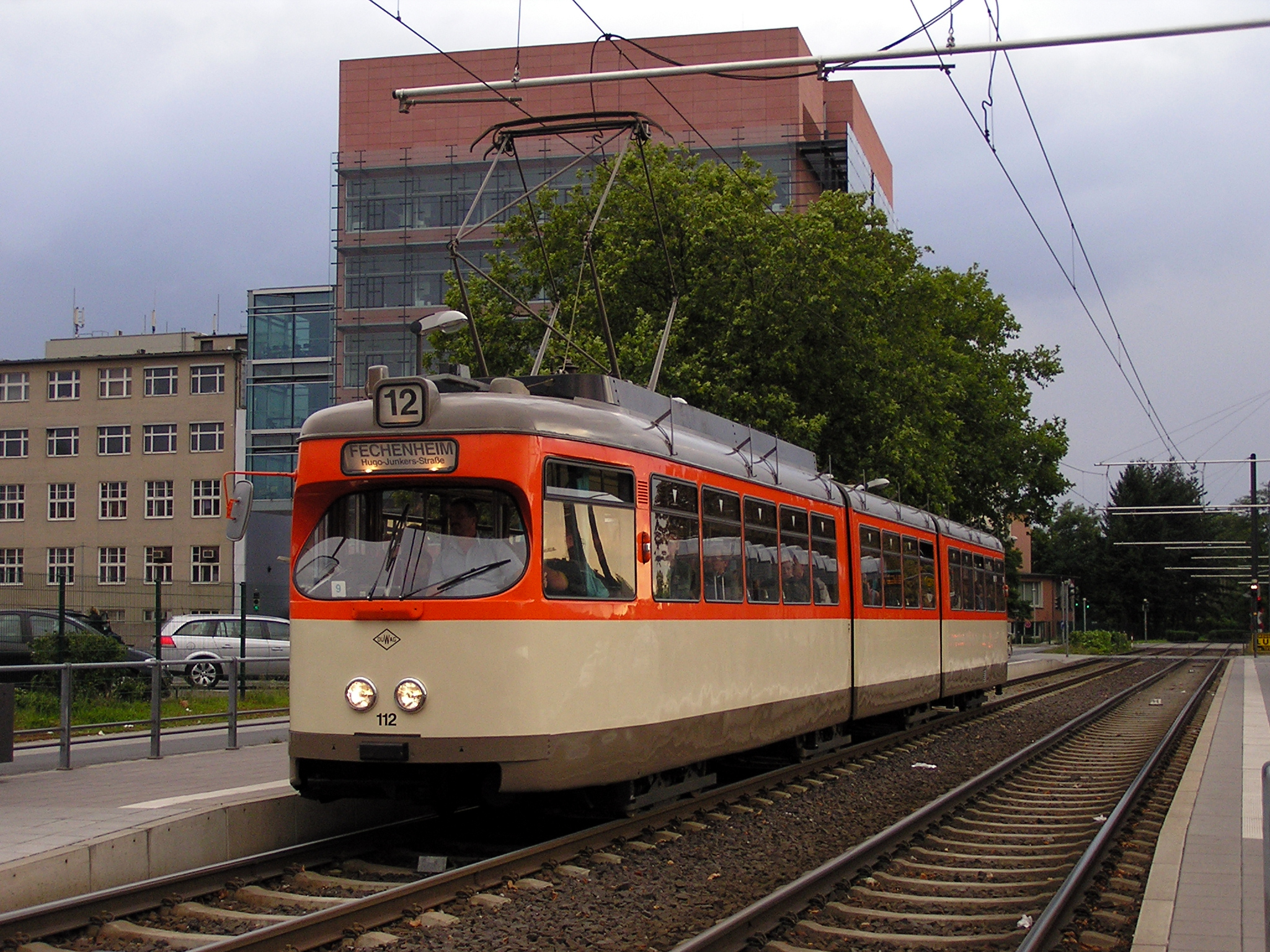
N-Wagen 812, umnummeriert in 112, blieb in Frankfurt erhalten

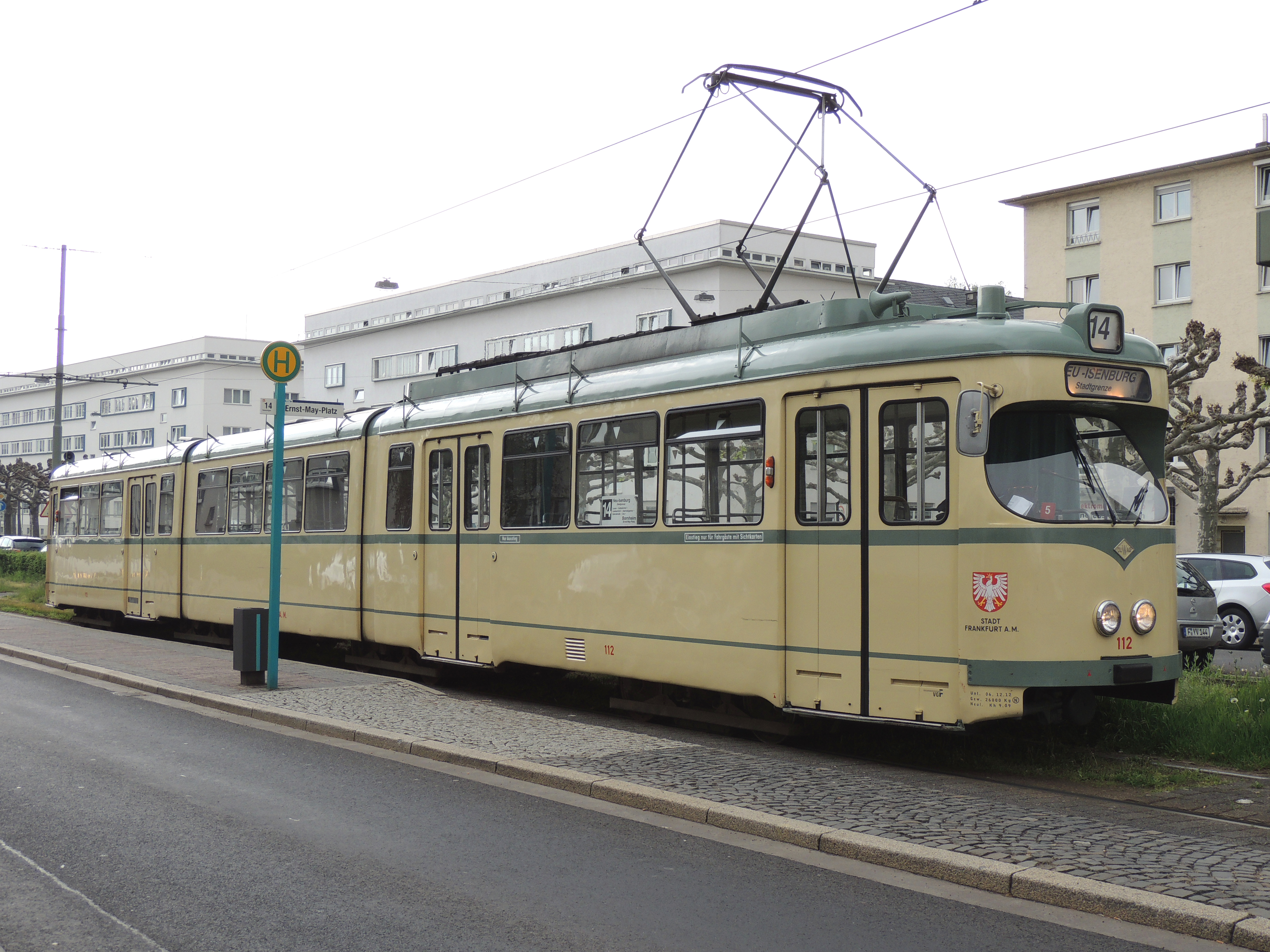
N-Wagen 112 in wiederhergestelltem ursprünglichen Farbschema

Die Gelenkwagen des Typs M bewährten sich im Alltagsbetrieb sehr gut, so dass parallel zur zweiten Serie M-Triebwagen auch 30 achtachsige Gelenktriebwagen der Baureihe N bei Düwag bestellt wurden (Duewag-Einheitswagen GT 8). Die 1963 in Betrieb genommene Baureihe belegte die Nummernreihe 801–830 und war, abgesehen von einem 21 zusätzliche Sitzplätze bietenden Mittelteil, weitgehend baugleich zur zuvor gelieferten Baureihe M.
Abweichend von der Hauptserie wurden die Wagen 801 und 802 mit einfachen Klapptrittstufen geliefert, die als Erprobungsträger für einen geplanten Serienumbau aller Großraumwagen im Rahmen der Umstellung zum Stadtbahnbetrieb dienen sollten. Da man sich bald darauf für 30 cm breitere echte Stadtbahnfahrzeuge entschied, wurden die Klapptrittstufen gegen Ende der 1960er Jahre ausgebaut.
Umbauten:
- Analog zur Baureihe M wurden ab Mitte der 1960er Jahre alle Wagen für schaffnerlosen Betrieb umgebaut.
- Wagen 805 verunglückte im September 1973, als der Zug von der Mörfelder Landstraße kommend mit stark überhöhter Geschwindigkeit in die Hedderichstraße einbog, anstatt wie beabsichtigt weiter in Richtung Untermainbrücke zu fahren. Der Fahrer hatte versucht, entgegen der Dienstanweisung eine Weiche mit 50 km/h zu befahren, um die Grünphase der Ampel noch zu „erwischen“. Unglücklicherweise war kurz vorher ein Arbeitswagen auf der damals im Linienbetrieb nur geradeaus befahrenen Weiche nach rechts abgebogen, sodass die Weiche auf Abzweig stand. Nach der daraus resultierenden Entgleisung stürzte der Wagen auf die linke Seite um, wobei er mit einer Mauer kollidierte und sein Mittelteil schwer beschädigt wurde. Mit drei Toten und 32 Verletzten war dies bis heute das schwerste Unglück in der Geschichte der Frankfurter Straßenbahn. Der Wagen wurde ohne Mittelteil wieder aufgebaut und weiter als M-Triebwagen 600 eingesetzt.
- Bei allen Wagen wurden bis 1984 die Kupplungen für Beiwagenbetrieb entfernt.
- Wagen 814 wurde nach einem Unfall Ende der 1990er Jahre das Heckteil eines ehemaligen Mt-Wagens eingebaut und hatte somit am Heck nur noch eine Einzeltür.

Ausmusterung
Als erster Triebwagen der Serie wurde der Wagen 600 (ehemals 805) 1998 ausgemustert. 14 weitere Fahrzeuge mit den Nummern 801, 803, 804, 806, 807, 813, 814, 819–823, 826 und 828 wurden ab 2001 ins polnische Posen verkauft, wo sie noch im Einsatz stehen. Die Wagen 817 und 818 kollidierten im März 2003 beim Rangieren im Betriebshof Sachsenhausen und wurden daraufhin ausgemustert. Wagen 808 kollidierte aufgrund einer falsch gestellten Weiche am 31. Januar 2004 mit dem R-Wagen 004, das Frontteil wurde dabei schwer beschädigt. Die intakt gebliebenen Teile der Wagen 808 und 817 wurden zu einem neuen Fahrzeug mit der Nummer 817 zusammengefügt, während die übrigen Reste verschrottet wurden.
Die verbliebenen Fahrzeuge wurden, bedingt durch die fortschreitende Lieferung der Baureihe S, im Laufe des Jahres 2004 aus dem Linienverkehr gezogen. Einzelne Fahrzeuge blieben aber aufgrund vorübergehenden Fahrzeugmangels bis Herbst 2004 noch gelegentlich im Einsatz. Die zuletzt noch vorhandenen Wagen wurden mit Ausnahme von Wagen 812, der als Museumsfahrzeug 112 in Frankfurt erhalten bleibt, im November 2004 für einen symbolischen Kaufpreis von einem Euro pro Wagen nach Rumänien abgegeben. Die Wagen 802, 809, 810, 811, 815, 816, 817 und 824 gingen dabei an die Straßenbahn Reșița, die Wagen 825, 827, 829 und 830 gelangten zur Straßenbahn Timișoara. Mittlerweile sind auch alle nach Rumänien abgegebenen Wagen ausgemustert. Der Museumswagen ist wie alle anderen betriebsfähigen Museumswagen im Betriebshof Gutleut in der Heilbronner Straße beheimatet.
Der Unfallwagen 818 dient seit August 2004 als Übungsobjekt der Frankfurter Feuerwehr.
Beiwagen
Eine eigene Beiwagen-Baureihe n gab es nie, stattdessen wurden die N-Triebwagen häufig zusammen mit Beiwagen des Typs ka eingesetzt. Einsätze mit Großraumbeiwagen der Typen l und m waren zwar theoretisch möglich, kamen aber nur äußerst selten vor. Sie wurden nach anfänglichen Versuchen auf der Linie 15 polizeilich verboten, da die Züge verschiedene Kreuzungen zustellten. Mit der Ausmusterung der ka-Beiwagen 1980 wurden die Scharfenbergkupplungen der N-Triebwagen bis 1984 vollständig entfernt, wobei die Elektrik für den Beiwagenbetrieb im hinteren Teil auch nach Hauptuntersuchungen erhalten blieb.

## O

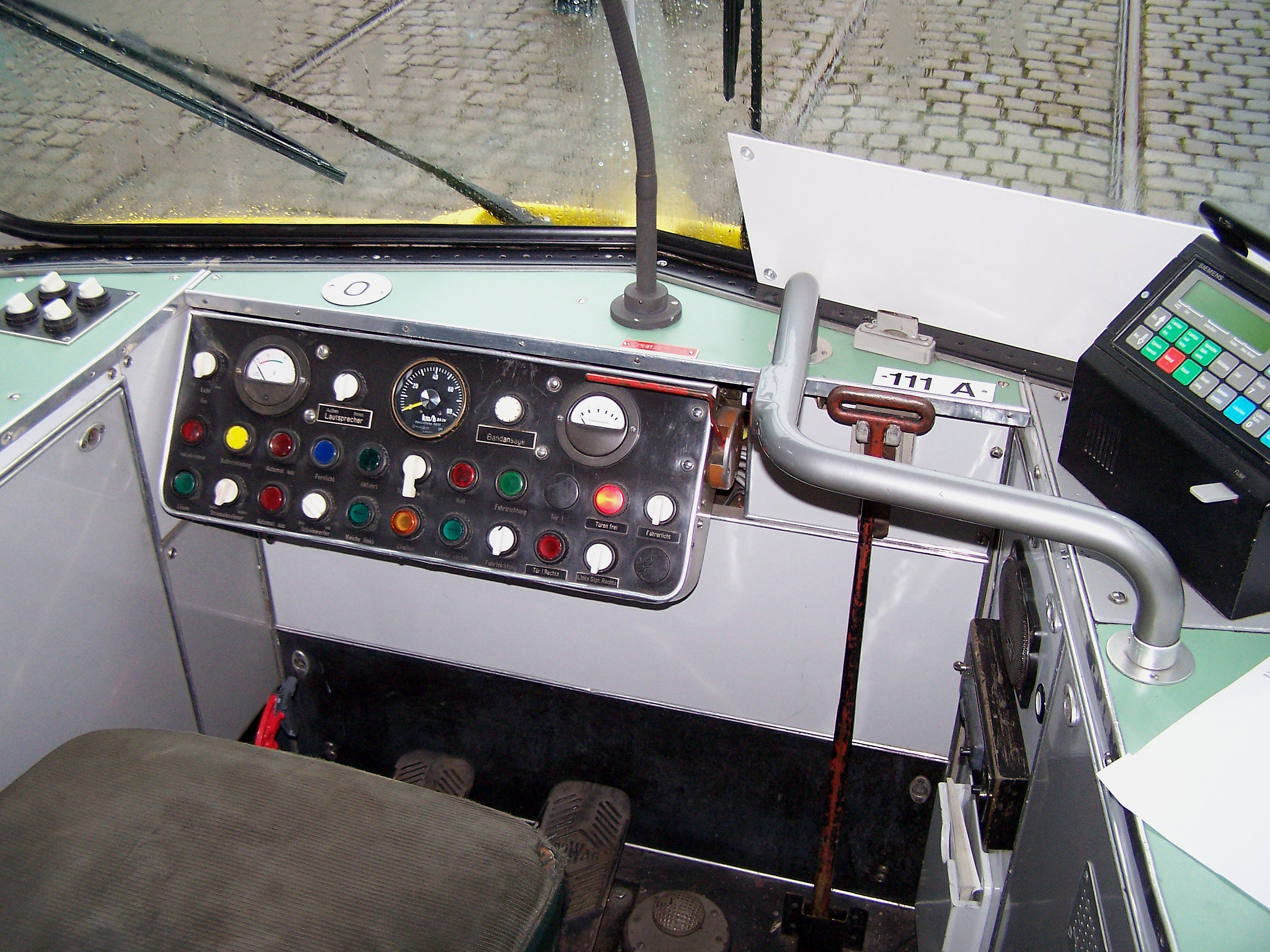
Führerstand A des O-Wagens 111 (902)

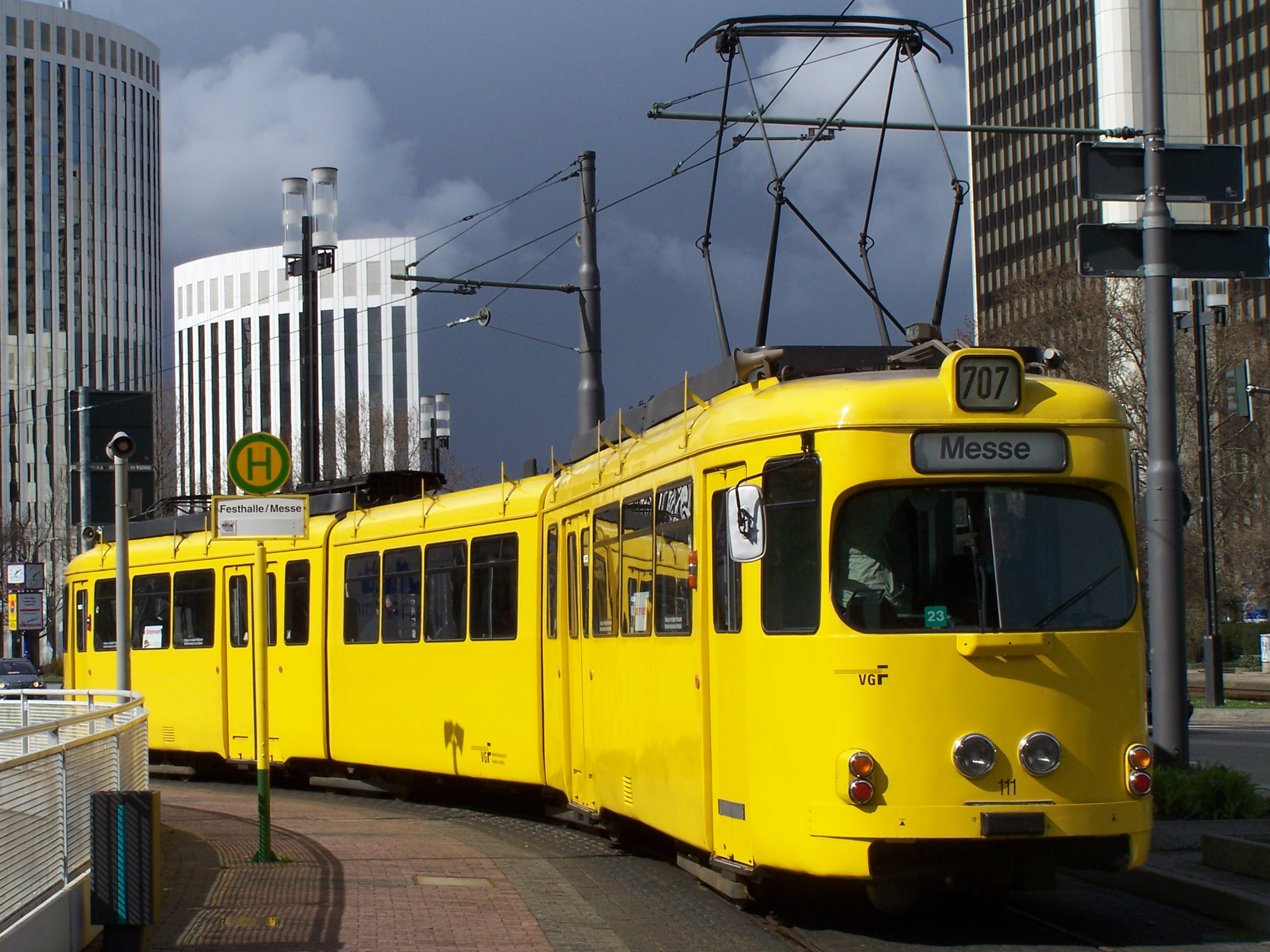
O-Triebwagen 111 (ex 902) bei einer Sonderfahrt an der Messe im März 2008

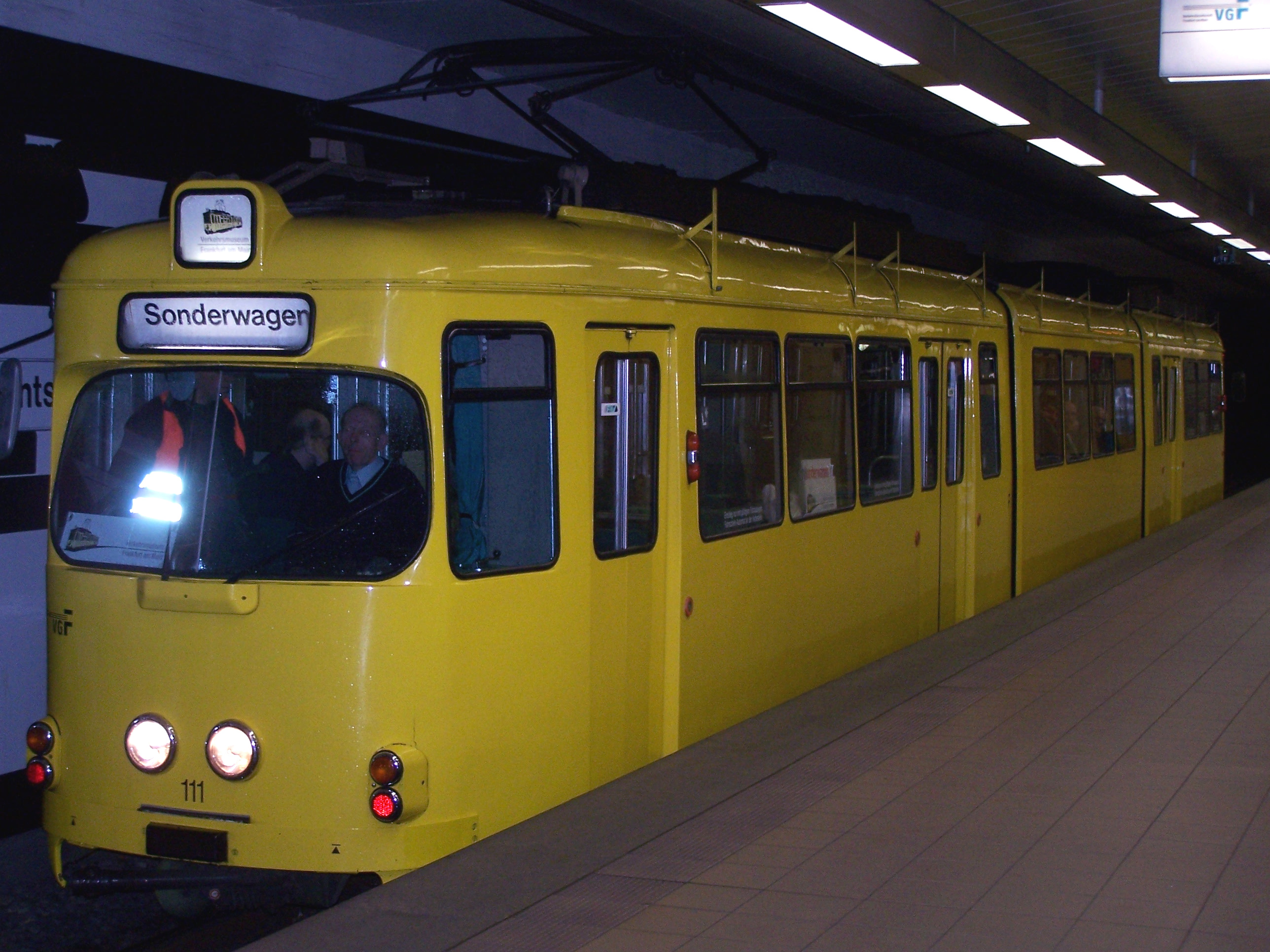
O-Triebwagen 111 (ex 902) bei einer Sonderfahrt im U-Bahnhof Parlamentsplatz im März 2008

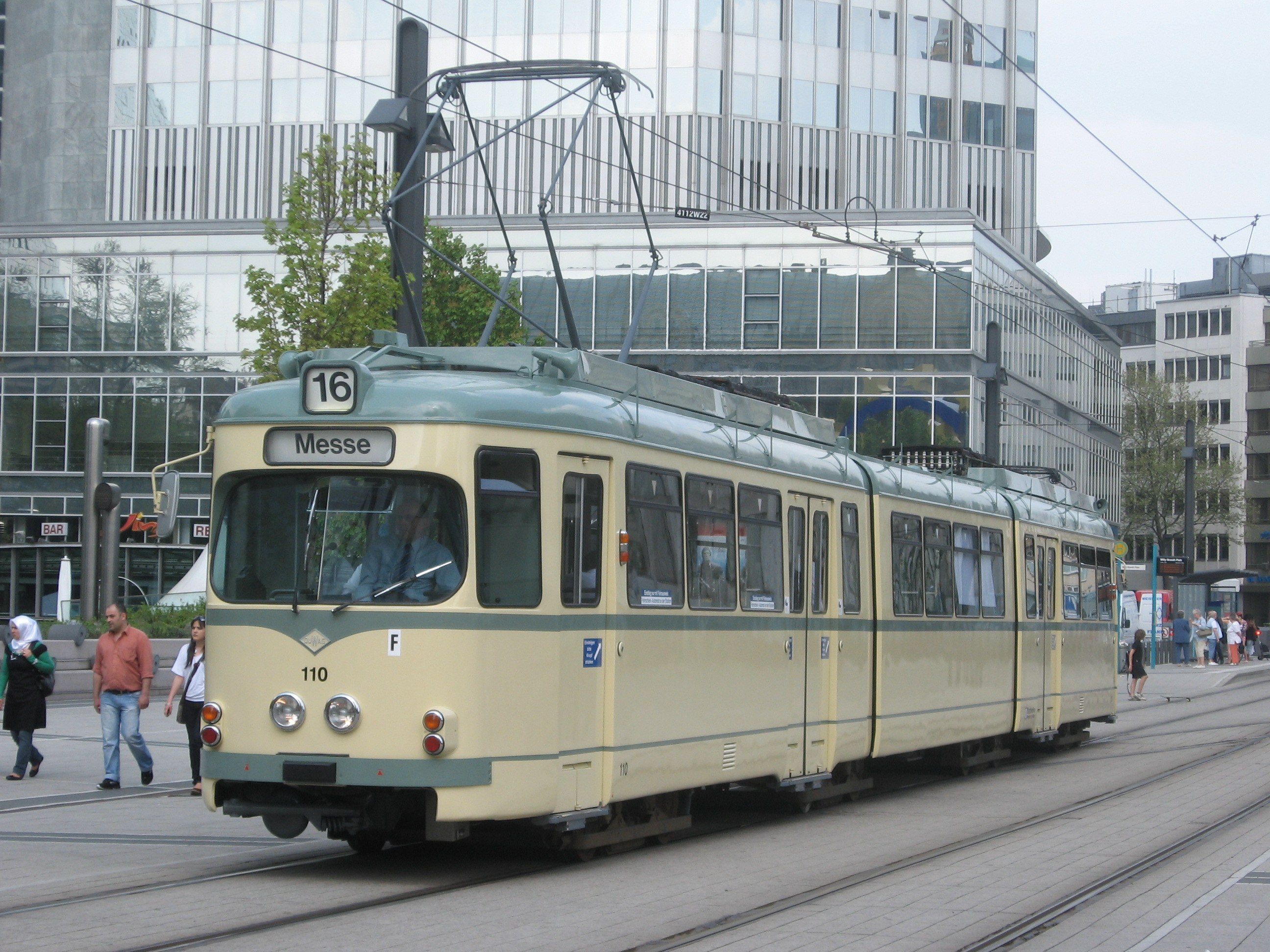
Der 2009 restaurierte O-Wagen 110 (ex 908) bei einer Sonderfahrt im April 2009

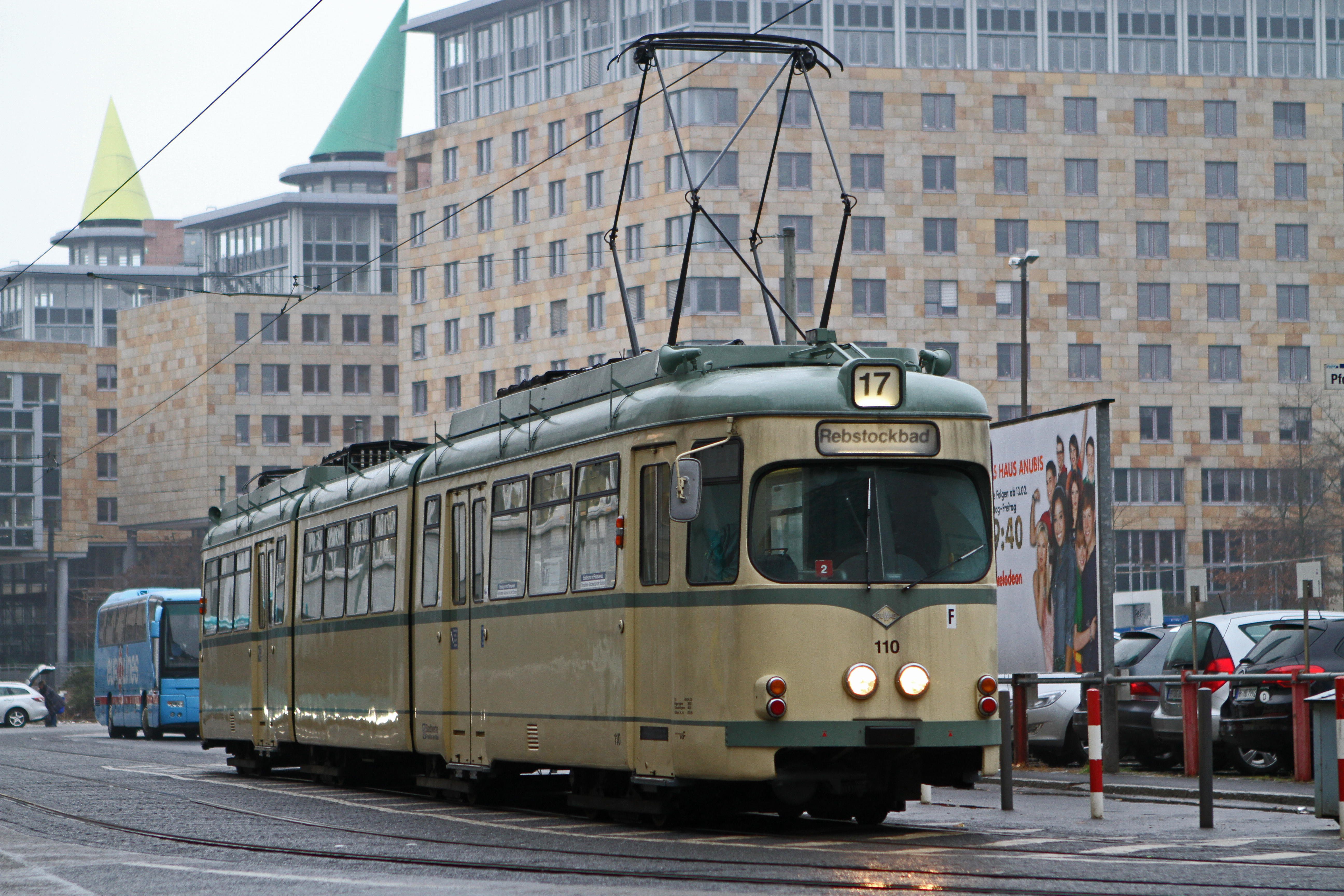
Der 2009 restaurierte Museumswagen Typ „O-Wagen“ 110 (ex 908) im Fahrgastbetrieb im Winter und Frühjahr 2012

1969 legte die Stadt Offenbach den von der Frankfurt-Offenbacher Gemeinschaftslinie 16 befahrenen Streckenabschnitt Marktplatz – Alter Friedhof still. Da am Marktplatz keine Wendeschleife oder ein Gleisdreieck vorhanden war, mussten erstmals Großraumwagen in Zweirichtungsbauweise beschafft werden. Düwag lieferte daraufhin 1969 acht achtachsige Gelenktriebwagen (Duewag-Einheitswagen GT 8 Z), die die Nummern 901–908 erhielten. Finanziert wurden die Wagen aufgrund der überstädtischen Bedeutung der Linie 16 sowohl durch die Städte Frankfurt und Offenbach als auch das Land Hessen.
Die beiden Endwagen der O-Triebwagen entsprachen technisch dem vorderen Endwagen der Baureihe N, was zur Folge hatte, dass alle elektrischen Komponenten doppelt vorhanden waren. Technisch waren beide Fahrtrichtungen per Schutzschaltungen mehrfach gegeneinander abgesichert. Die Fahrt mit beiden Stromabnehmern am Fahrdraht war daher nicht möglich. Dies erhöhte das Gewicht gegenüber der Baureihe N auf 29 t und verringerte die Beschleunigung. Zudem konnten nur die Türen in Fahrtrichtung rechts geöffnet werden. Auch war die Passagierkapazität mit 62 Sitz- und 172 Stehplätzen etwas geringer. Im Gegensatz zu M- und N-Wagen verfügten die O-Wagen niemals über eine Kupplung für Beiwagenbetrieb.
Umbauten:
Bei einigen Wagen wurde zu Beginn der 1990er Jahre die Türsteuerung so umgebaut, dass auch die Türen in Fahrtrichtung links geöffnet werden konnten. Damit konnten auch Wagen dieses Typs die stumpfe Endstelle der damaligen Linie 12 in der Großen Friedberger Straße in der Nähe der Konstablerwache anfahren und zum Einsteigen der Fahrgäste die Türen in Fahrtrichtung links öffnen. Ansonsten blieb die Baureihe O von größeren Umbauten verschont.

### Ausmusterung
Die O-Wagen wurden im Laufe des Jahres 2004 und in den ersten Monaten des Jahres 2005 aus dem Linienverkehr gezogen, da genügend Neufahrzeuge des Typs S in Frankfurt eintrafen. Im Frühjahr 2005 wurden die Wagen 901 sowie 903 bis 907 an die Straßenbahn der Stadt Posen verkauft. Der gleiche Betrieb hatte zuvor schon Wagen der Baureihen M und N erworben. Dort werden die Wagen noch einige Jahre im Passagiereinsatz stehen. In Frankfurt verblieben die Wagen 902 und 908. Wagen 902 wurde in 111 umnummeriert und kam in der Folgezeit bei Wagenmangel oder Sonderfahrten zum Einsatz. Das Fahrzeug wurde mit Fristablauf am 5. April 2008 um Mitternacht nach mehreren Abschieds-Sonderfahrten abgestellt. Aufgrund der ursprünglich vorgesehenen Ganzreklame für eine bekannte Großbäckerei war Wagen 111 in leuchtend gelber Grundfarbe gestrichen. Die Ganzreklame wurde letztlich nicht angebracht, weil sich der Auftraggeber im letzten Moment entschieden hatte, stattdessen auf R-Wagen zu werben. Trotzdem wurde keine Neulackierung vorgenommen. Im Sommer 2017 wurde er reaktiviert und ist nun auch ein Museumsfahrzeug, die gelbe Lackierung verlor er jedoch.
Bei Wagen 908 handelte es sich um den letzten hochflurigen Straßenbahnwagen, der nach Frankfurt geliefert wurde. Er ist daher von besonderer historischer Bedeutung. Wagen 908 hat als Museumsfahrzeug bei der VGF die Wagennummer 110 erhalten. In der Stadtbahnzentralwerkstatt erfolgte Anfang 2009 anlässlich des 125-jährigen Jubiläums der Verlängerung der Strecke der FOTG von Frankfurt-Oberrad nach Offenbach am 22. April 2009 die betriebsfähige Aufarbeitung in den Originalzustand des Anlieferungsjahres. Dabei erhielt er auch eine neue cremefarbene Lackierung mit grauer Zierlinie, wie es dem Farbschema von Ende der 1960er Jahre entspricht. Der frisch aufgearbeitete Wagen 110 wurde am 15. April 2009 erstmals der Presse vorgestellt.
Im März und April 2019 musste die VGF den O-Wagen 111 nach einem Unfall des S-Wagens 222 wieder auf den Linien 17 und 18 in den Linienbetrieb aufnehmen, um den Ausfall von Kursen zu vermeiden.

## P

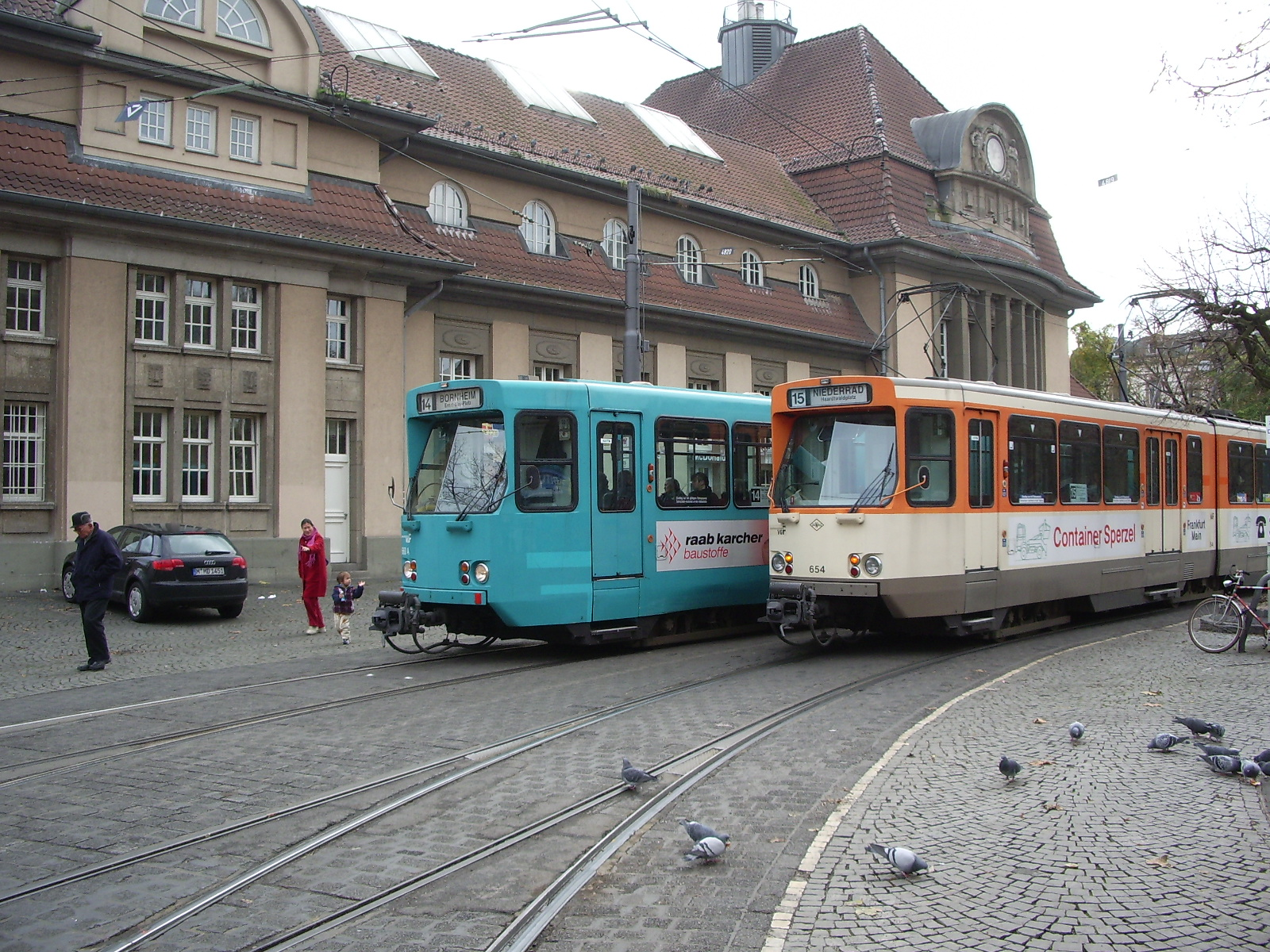
Pt-Wagen in alter und neuer Farbgebung an der Haltestelle Südbahnhof

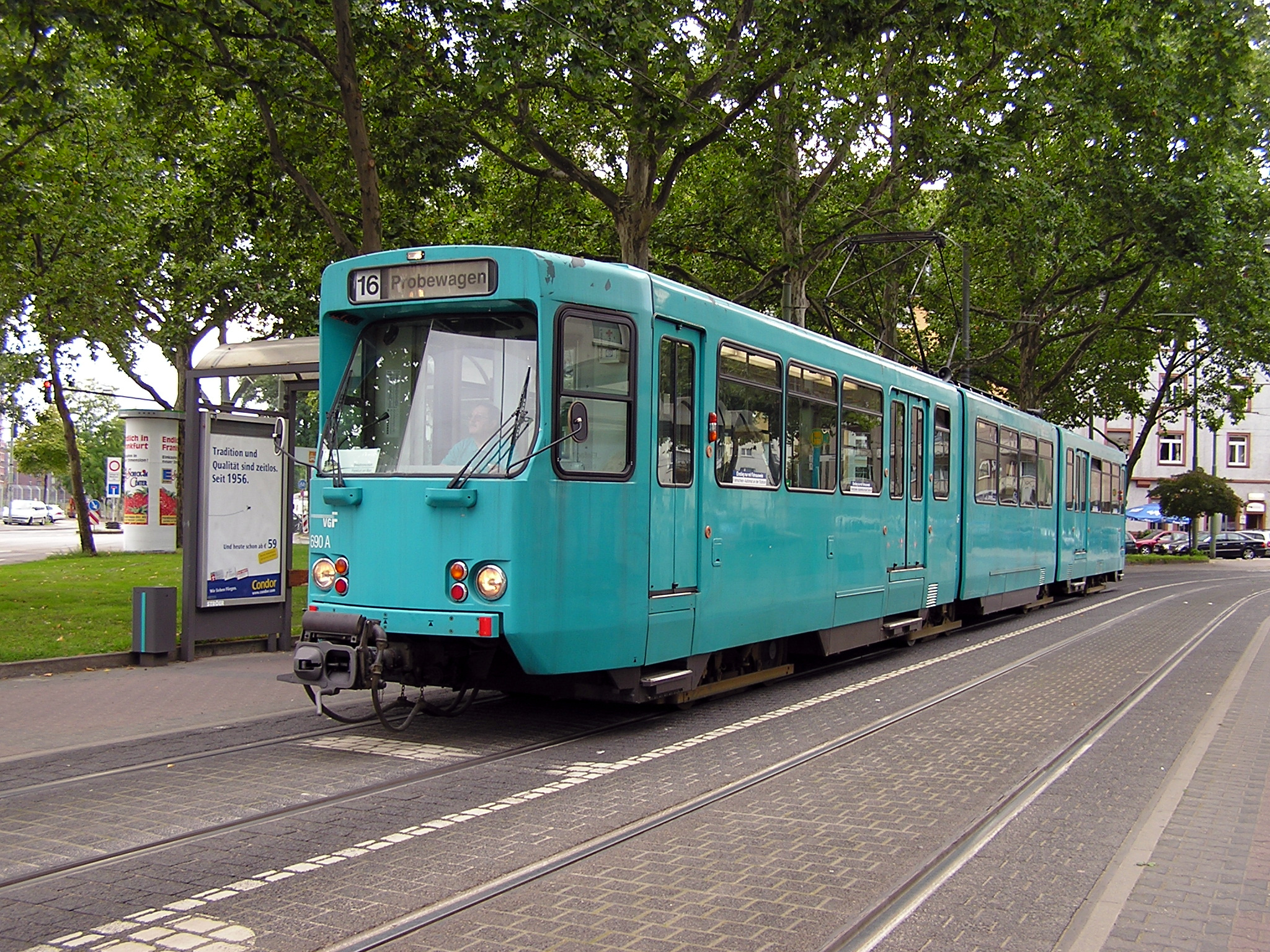
Pt-Wagen 690

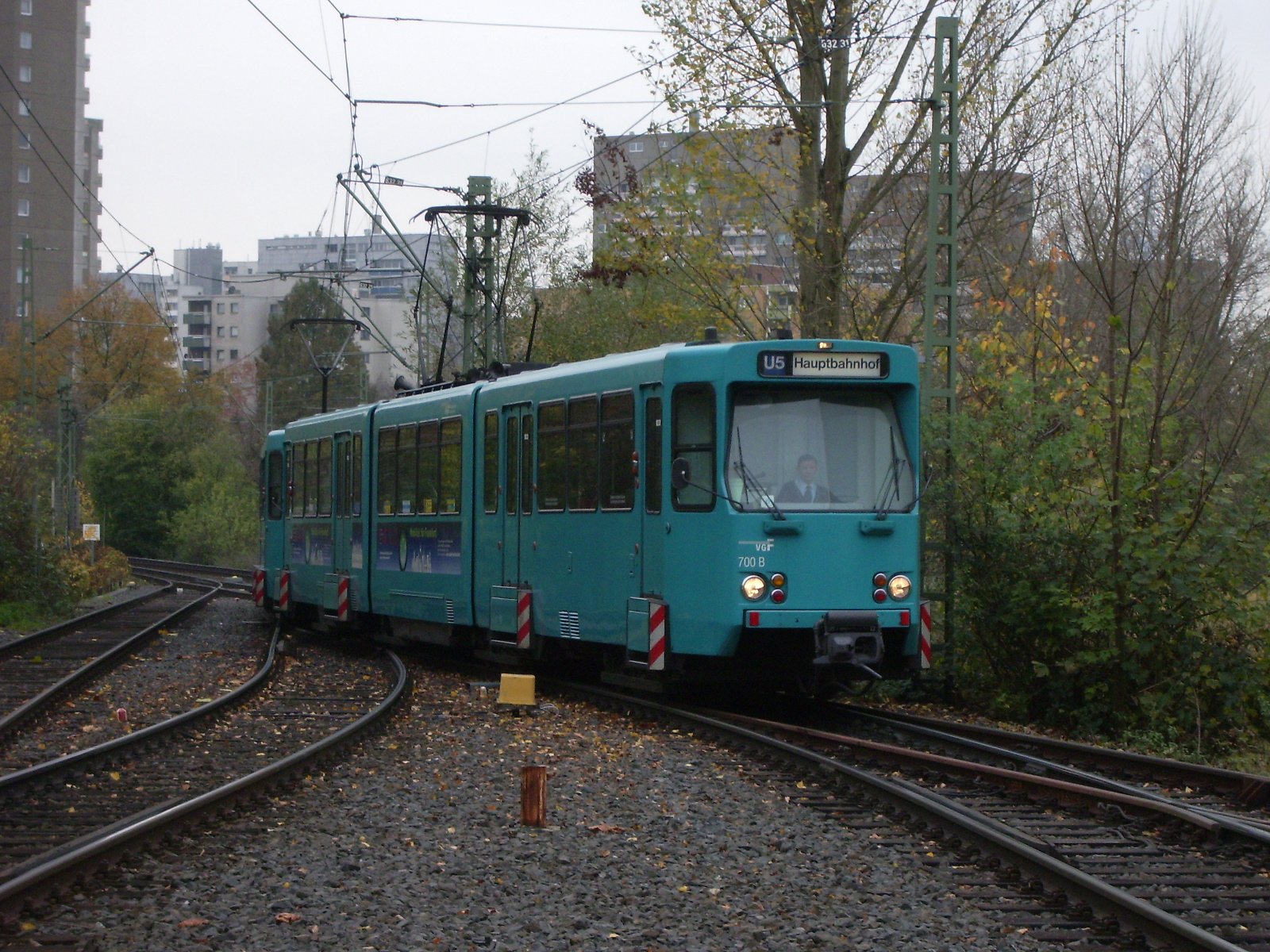
Ptb-Wagen 700 auf Linie U5 bei der Einfahrt in Preungesheim

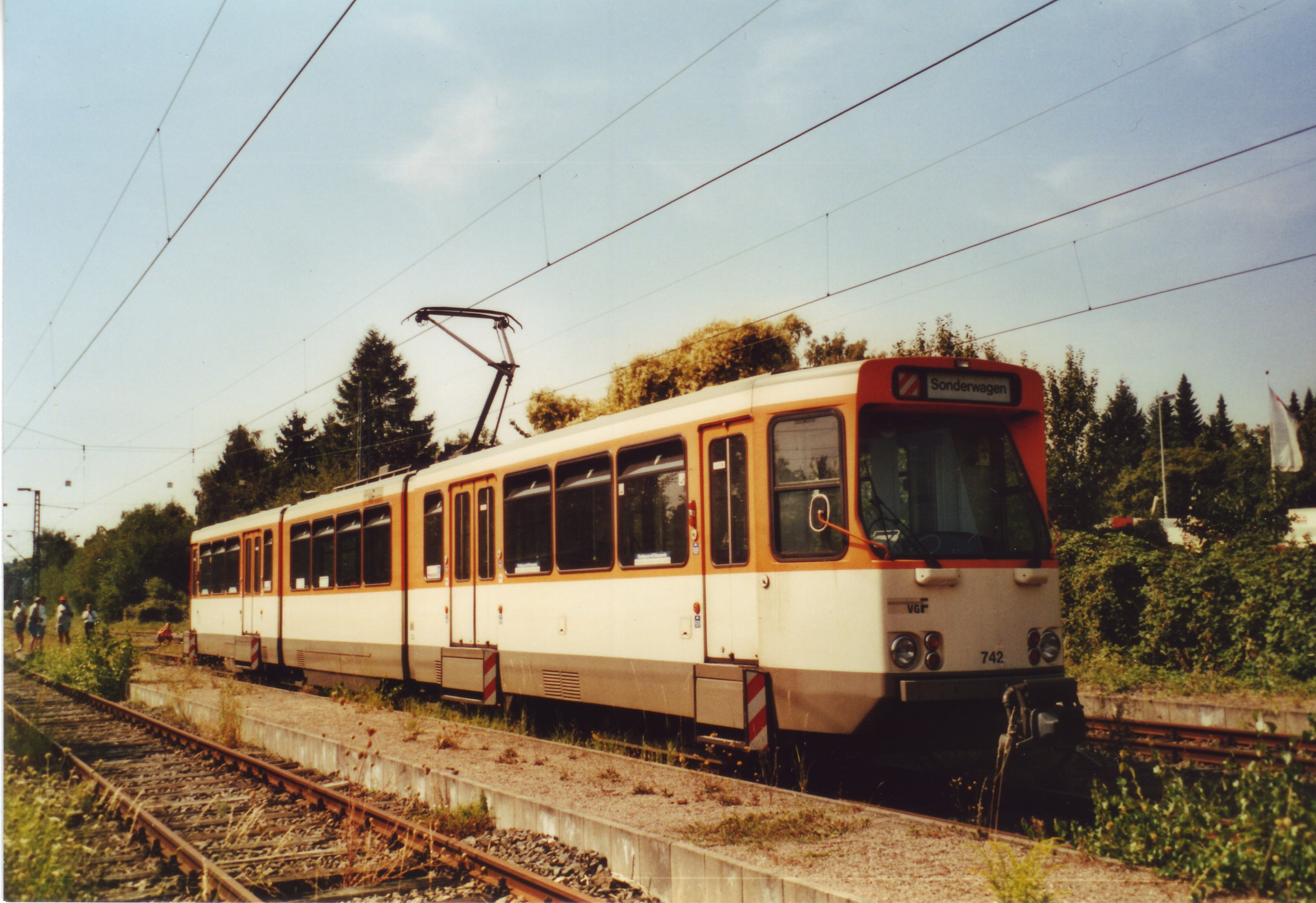
Ptb-Wagen 742 im ehemaligen Güterbahnhof Oberursel

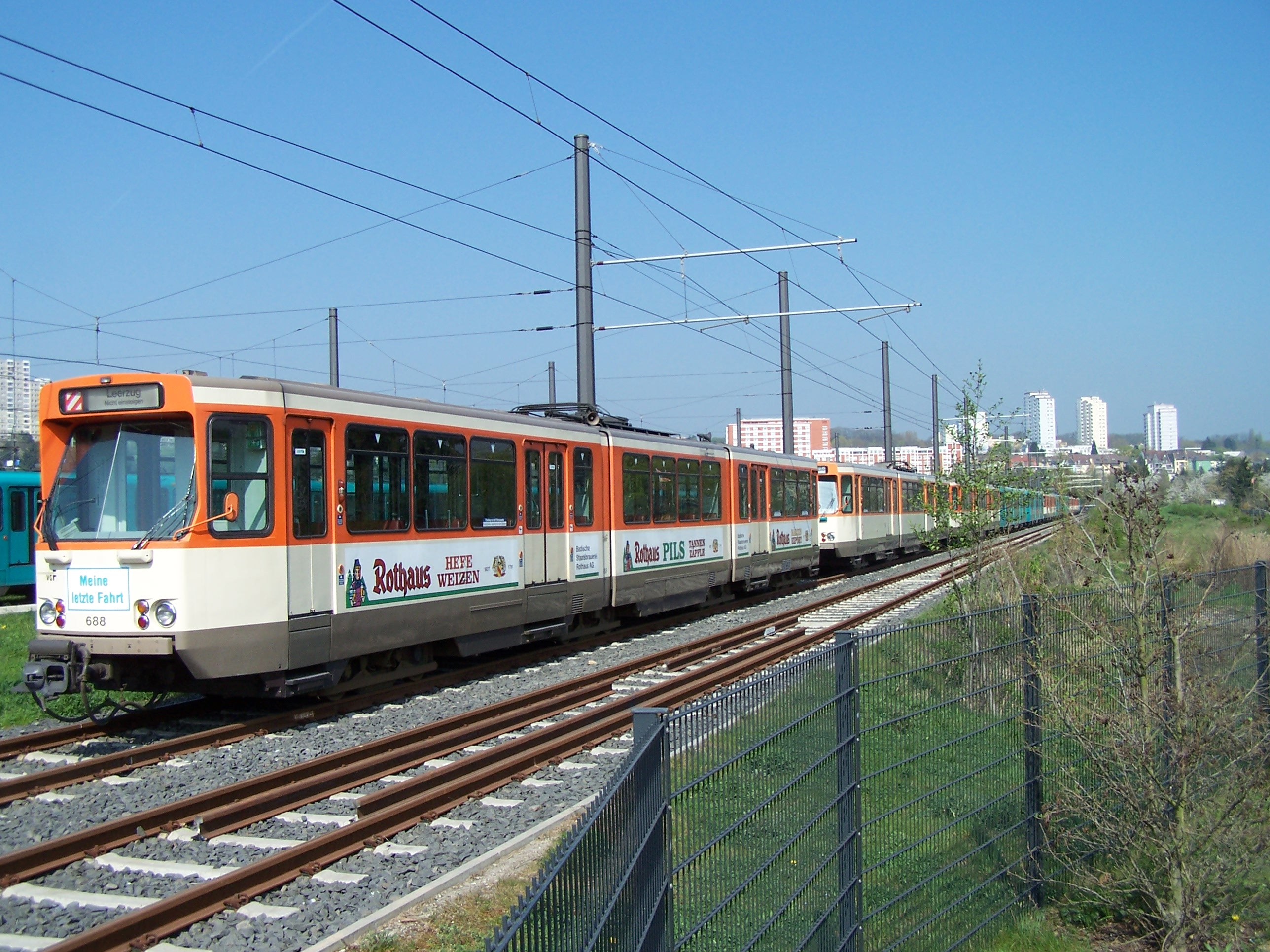
abgestellte Pt-Wagen im Betriebshof Ost, April 2007

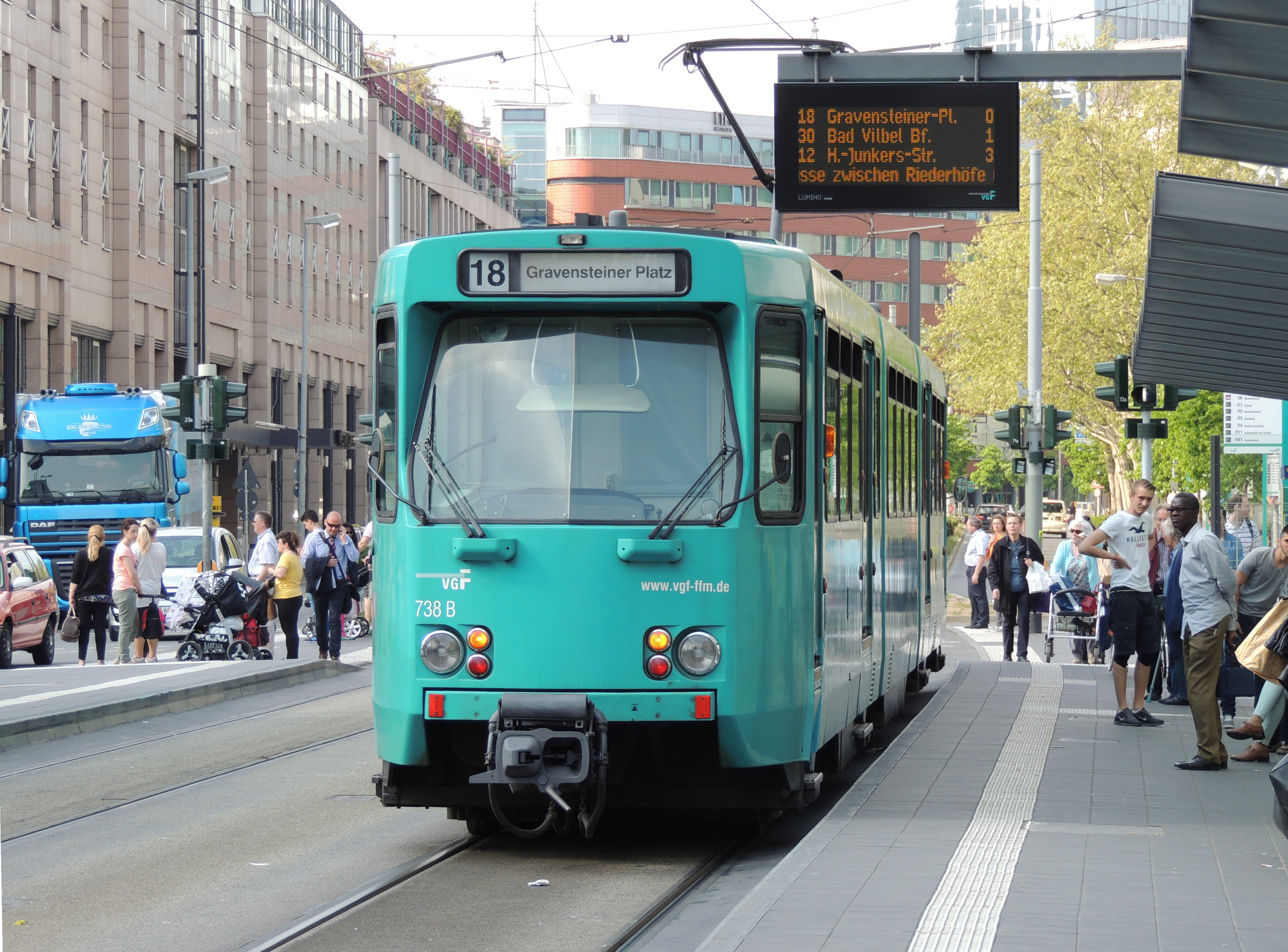
Triebwagen 738 im Mai 2013 an der Konstablerwache

Die Baureihe P wurde durch Düwag (wagenbaulicher Teil) und Siemens (elektrischer Teil) unter der Typenbezeichnung P8 entwickelt und zwischen 1972 und 1978 geliefert. Neben dem Ersatz der letzten noch vorhandenen Zweiachser der Typen H bis K sollte mit diesem Fahrzeugtyp vor allem der beabsichtigte Wandel von der Straßenbahn zur Stadtbahn bzw. U-Bahn vollzogen werden. Zu diesem Zweck wurde die Baureihe P von vornherein als Stadtbahnfahrzeug konzipiert, um sowohl Tunnelstrecken als auch herkömmliche Straßenbahngleise problemlos befahren zu können. Da letztere aus Kostengründen nicht für 2,65 m breite Fahrzeuge umgebaut werden sollten, wurden die Fahrzeuge mit einer den herkömmlichen Straßenbahnwagen entsprechenden Breite von 2,35 m gebaut.
Die Wagen der Baureihe P verfügen über eine Motorleistung von 2 × 120 kW und bieten bei einer Länge von 28,72 m 62 sitzenden und 180 stehenden Passagieren Platz.
Konzeptionell stellt der Fahrzeugtyp eine Weiterentwicklung der O-Wagen dar. Der dreiteilige Wagenkasten wurde ebenso beibehalten wie die Aufteilung der Türen. Vor allem im elektrischen Teil wird aber der technische Fortschritt gegenüber den klassischen Straßenbahnwagen sichtbar. Erstmals wurde eine elektronische Steuerung des Typs Simatic mit Sollwertgeber anstatt eines mechanischen Schaltwerks mit Handrad verwendet. Ebenso sind an beiden Enden Scharfenbergkupplungen vorhanden, die das Kuppeln von bis zu drei Triebwagen ermöglichen. Äußerlich fällt insbesondere die weiterentwickelte Frontpartie auf, die dem Geschmack der Zeit entsprechend eckig gestaltet wurde, die Verwandtschaft zu früheren Düwag-Straßenbahnwagen aber dennoch erkennen lässt.
Mit den P-Wagen wurde außerdem bei der Frankfurter Straßenbahn ein neues Farbschema in Frankfurt eingeführt: Orange und Hellelfenbein ersetzten das seit Beginn des elektrischen Betriebs vorhandene Hellbeige mit grün-grauen Zierlinien. Inspiriert wurde das neue Farbschema vor allem durch die S-Bahn-Fahrzeuge der DB-Baureihe 420, es sollte allerdings auch einen Kompromiss zwischen dem damaligen rot-weißen Farbschema der U-Bahn Frankfurt und dem Beige der Straßenbahn darstellen. Ab den 1980er Jahren fand es schließlich aber auch Anwendung bei U-Bahn-Wagen und Bussen. Die Straßenbahnwagen der Baureihen L bis O wurden ebenso in das neue Farbschema umlackiert.
Die erste Lieferung der P-Wagen traf 1972 in Frankfurt ein und umfasste die Wagen 651 bis 680. Diese erste Lieferung besaß Klapptrittstufen und wurde ab 1974 hauptsächlich auf der neu eröffneten B-Strecke der Frankfurter U-Bahn eingesetzt. Die zweite Lieferung umfasste die Wagen 681–716, die im Gegensatz zur ersten Serie über feste Trittstufen verfügten und daher nur im Straßenbahnnetz eingesetzt werden konnten. Um die beiden Serien unterscheiden zu können, wurde daraufhin die Bezeichnung der Wagen 651–680 in Pt (t für tunnelgängig) geändert. Eine dritte Lieferung P-Wagen mit den Nummern 717–750 wurde 1977/1978 in Betrieb genommen. Die nun vollständige Serie von 100 Fahrzeugen ermöglichte die Abstellung der letzten Zweiachser zum 11. März 1978.
Umbauten:
- Die Eröffnung der C-Strecke 1986 erforderte den Umbau der Wagen 724–750 in die Baureihe Pt.
- 1992 wurde die Erweiterung der Linie U7 nach Enkheim in Betrieb genommen. Nun wurden auch die verbliebenen P-Wagen 681–723 mit Klapptrittstufen ausgestattet, die eigentliche Baureihe P existierte nicht mehr.
- Um auf der B- und C-Strecke im Mischbetrieb mit den 30 cm breiteren Wagen des Typs U2 und U3 fahren zu können, wurden die Pt-Wagen 692 bis 750 1998 im Bereich der Türen verbreitert und so zur Unterbaureihe Ptb (b für breit). Die verbliebenen Wagen des Typs Pt konnten seitdem nur noch im Straßenbahnnetz eingesetzt werden, ein Rückbau der 41 Wagen zur Baureihe P erfolgte wegen der bis 2007 erfolgten Ausmusterung allerdings nicht.
- Der Wagen 664 wurde im Herbst 2005 zu einem Fahrschulwagen umgebaut. Er wurde offiziell als Dienstfahrzeug mit der Nummer 2050 eingereiht; ein zusätzliches Lehrerfahrpult ermöglichte die Simulation unterschiedlicher Fahrzeugdefekte. Das ehemalige Fahrgastabteil wurde zu einem Unterrichtsraum umgestaltet. Bei einem nochmaligen Umbau des Wagens als Konsequenz aus dem tagelangen Stillstand des gesamten Straßenbahnbetriebes im „Eiswinter“ 2012/13 wurden unter den Frontpartien Schneeräumschilde eingebaut sowie auf dem Dach des C-Teils ein zweiter Stromabnehmer zur Benetzung der Oberleitung mit Glyzerin gegen Vereisung. Außerdem bekam der Wagen deswegen auch die Zulassung zur Befahrung der Steilstrecke am Riedberg, die ansonsten für Ptb- und U2-Wagen gesperrt ist. Der Fahrschule steht der Wagen aufgrund der Umbauten nicht mehr zur Verfügung, die entsprechenden Aufschriften wurden entfernt.
- Zwischen 2005 und 2006 wurden die meisten Wagen mit verstärkten Radsätzen ausgestattet.

### Ausmusterung
Als erstes Fahrzeug schied der Wagen 679 nach einem Brandanschlag durch Linksextreme am 3. Mai 2001 aus. Der Anschlag stellte einen Racheakt für den (polizeilich angeordneten) Transport von Neonazis zu einer Maikundgebung durch die VGF dar. Der Wagen wurde als Ersatzteilspender ausgeschlachtet und die durch den Rauch kontaminierten Reste verschrottet.
Am 15. September 2004 stießen die Wagen 669 und 670 auf der Strecke nach Schwanheim frontal zusammen. Die Schäden waren enorm, so dass bei beiden Wagen brauchbare Teile ausgebaut und danach der Wagen 670 in der Wagenhalle Neu-Isenburg und der Wagen 669 in Eckenheim abgestellt wurden.
Im Sommer des Jahres 2005 begann die Abstellung der Wagen der Baureihe Pt. Nachdem die älteren Baureihen N und O in den Jahren 2003/2004 durch die neue Baureihe S ersetzt wurden, wurde für jeden neu eintreffenden S-Wagen ein Pt-Wagen in der Wagenhalle Eckenheim abgestellt. Um jedoch die notwendigen Verstärkungsfahrten bei der Fußball-Weltmeisterschaft 2006 ohne Fahrzeugengpässe durchführen zu können, wurden die Wagen reaktiviert. Nach dem Ende der Weltmeisterschaft wurden sie teilweise erneut in der Wagenhalle Eckenheim abgestellt (652, 659, 662, 668, 672); 25 von ihnen standen ab dem 1. September 2006 zum Verkauf. Bis dahin wurden sie aufgrund der Sperrung des City-Tunnels der S-Bahn für einen Ersatzverkehr noch benötigt. Elf Wagen sind als Reserve zunächst in Frankfurt geblieben, wurden später aber ebenfalls verkauft.
Ab dem 1. April 2007 fuhren keine Pt-Wagen im Planeinsatz mehr. Die Fahrzeuge wurden außer in der Wagenhalle Eckenheim auch auf dem Gelände des Betriebshofs Ost abgestellt. Davon war der Pt-Wagen 690 mit der neuen Nummer 190 als betriebsfähiges Museumsfahrzeug zunächst sporadisch weiter im Einsatz. 25 der abgestellten Wagen wurden 2006 zum Verkauf angeboten. Die Firma TubeSolutions kaufte für die türkische Stadt Gaziantep 15 Fahrzeuge, zwei Unfallwagen und ein Ersatzteilpaket für deren geplantes Straßenbahnnetz. Die Investitionssumme beläuft sich auf etwa eine Million Euro. Der Umbau wurde durch ein Konsortium bestehend aus den Firmen Tülomas (Drehgestelle), Hiztaz (Wagenkasten), und epa/Kiepe (Elektrik und Klimaanlage) in einem Lok- und Wagenwerk in Eskişehir in Zentralanatolien durchgeführt. Das erste umgebaute Fahrzeug wurde für die Probefahrten nach Konya gebracht, da zu diesem Zeitpunkt weder in Eskişehir noch in Gaziantep wegen der fehlenden Infrastruktur ein Probebetrieb durchgeführt werden konnte.
Aufgrund Wagenmangels wurden im Frühjahr 2013 die drei Triebwagen 728, 738 und 748 vom Typ Ptb, die bisher im U-Bahnverkehr eingesetzt waren, zum Typs Pt zurückgebaut, um als Reserve im Straßenbahnverkehr aushelfen zu können. Sie wurden auf der Linie 18 (zwei Kurse) und auf der Linie 12 (ein Kurs) eingesetzt, bei Heimspielen der Frankfurter Eintracht auch in Doppeltraktion auf der Linie 20. Der Wagen 748 wurde im Herbst 2014 als Ersatz für den in die Türkei verkauften ehemaligen Museumswagen 190 (ex 690) in die Ursprungslackierung orange/beige/braun zurücklackiert. Seinen ersten Einsatz als Museumswagen hatte er dann im Dezember 2014 zur Eröffnung der Neubaustrecke Stresemannallee der verlängerten Linie 17. Der Wagen 738 wurde im Februar 2018 ebenfalls zum Museumsfahrzeug, auch er bekam die Ursprungslackierung.
Die Ptb-Wagen schieden zum 9. Oktober 2016 aus dem Linienbetrieb aus. Die Linie U5 wird seitdem durch U5-Triebwagen bedient.
Im Dezember 2018 gingen fünf Pt-Wagen bis auf weiteres erneut in den Liniendienst, weil die Verlängerung der Linie 14 zum Gallus mehr Fahrzeuge benötigte und neue T-Wagen erst ab 2021 zur Verfügung stehen. Aufgrund der Außerbetriebnahme der Baureihe T ab November 2024 sollen erneut einige Pt wieder in Betrieb genommen werden, dies voraussichtlich ab dem ersten Quartal 2025.

## R

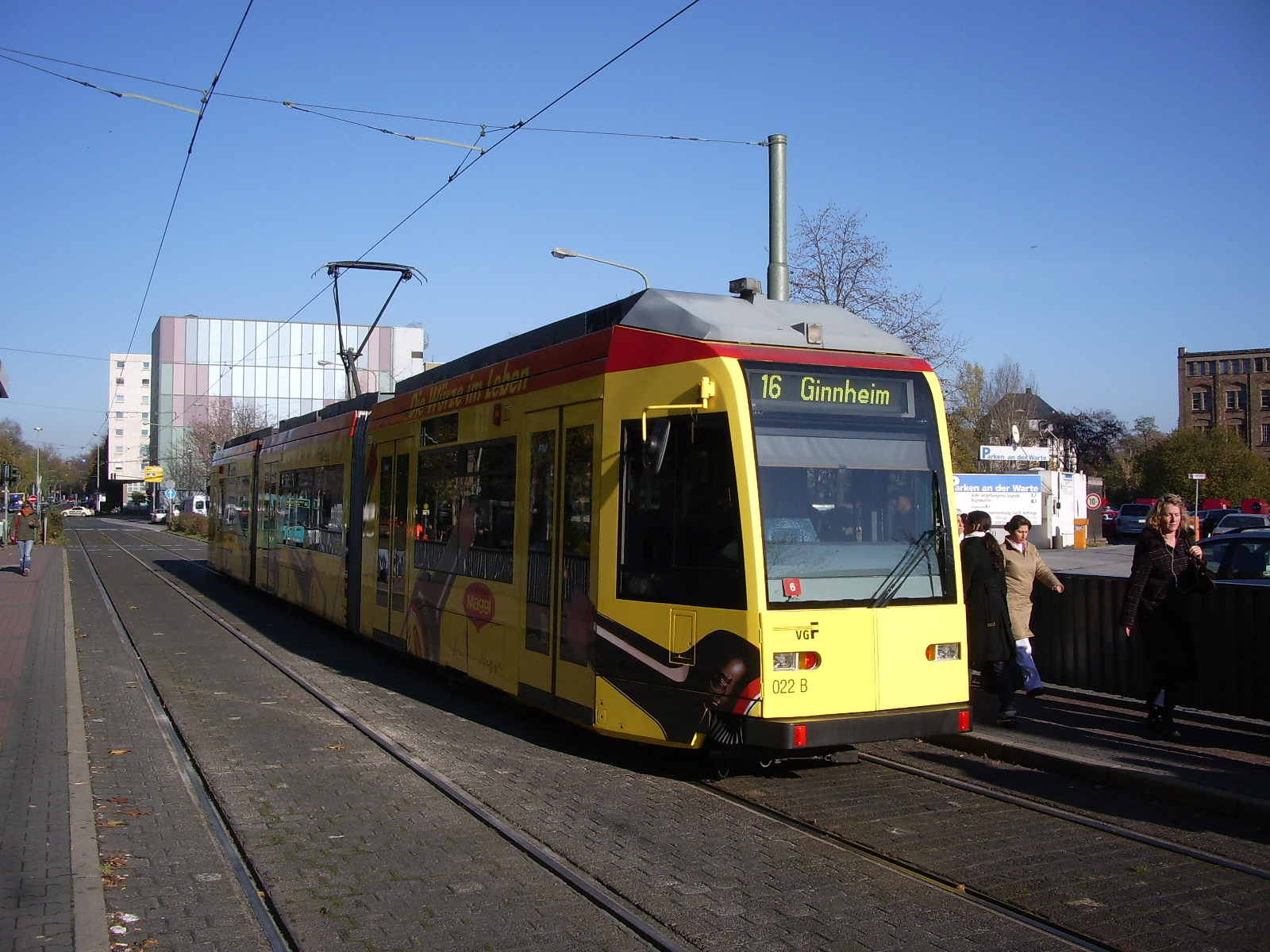
VGF R-Triebwagen 022 an der Bockenheimer Warte

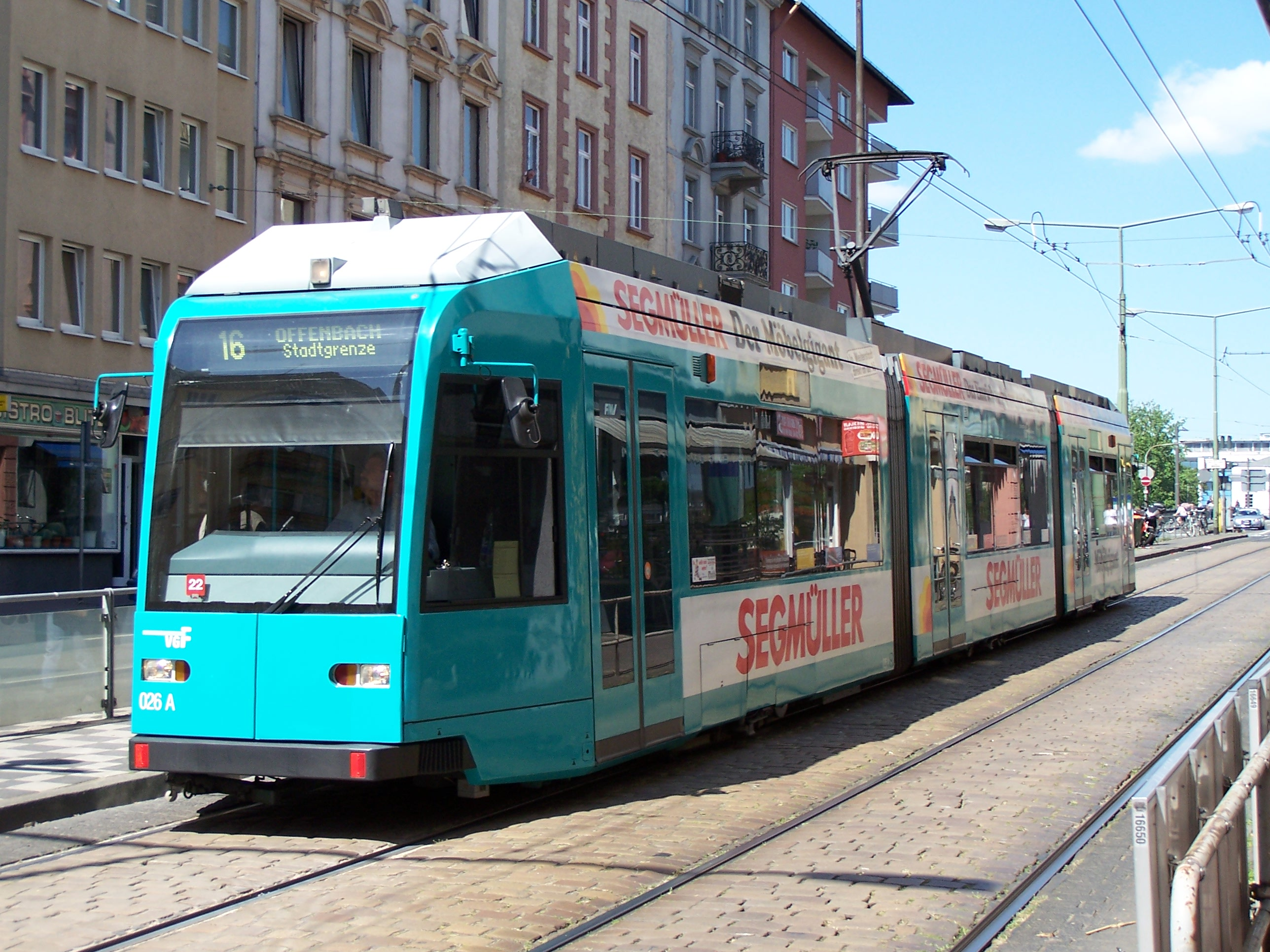
VGF R-Triebwagen 026 am Frankensteiner Platz, Mai 2007

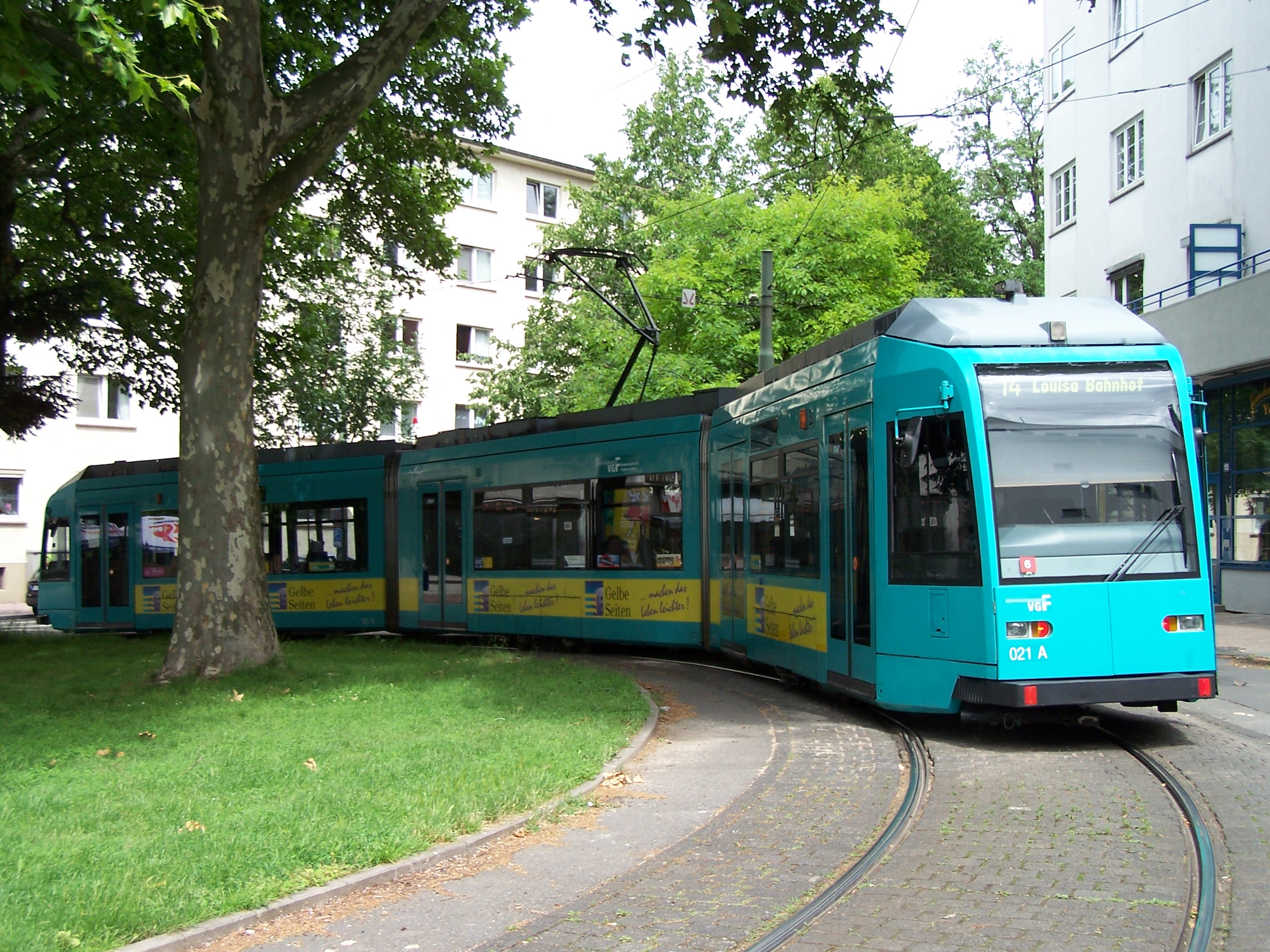
VGF R-Triebwagen 021 am Ernst-May-Platz, Juni 2007

Gegen Ende der 1980er Jahre wurde den Frankfurter Kommunalpolitikern klar, dass das ursprünglich verfolgte Ziel einer vollständigen Einstellung der Straßenbahn bis zum Jahr 2000 nicht finanzierbar sein würde. Daher wurde es erforderlich, neue Straßenbahnfahrzeuge anzuschaffen, die erstmals in Niederflurbauweise ausgeführt werden sollten.
Auf Drängen der damaligen rot-grünen Stadtregierung bestellten die Stadtwerke Frankfurt einen reinen Niederflurwagen bei Düwag. Der R-Wagen war das weltweit erste in Serie produzierte Fahrzeug, das über einen hundertprozentigen Niederfluranteil verfügte. Da das erste Fahrzeug möglichst noch vor der Kommunalwahl 1993 in Frankfurt eintreffen sollte, hatte Düwag nur wenige Monate für Konstruktion und Bau zur Verfügung. Die sonst bei einem neu konstruierten Fahrzeug übliche Erprobung mit Prototypen musste aus Zeitmangel unterbleiben. Um die geforderten 100 % an Niederflurfläche zu erreichen, kamen Fahrgestelle in Einzelradbauweise zur Anwendung, von denen jeder Wagenteil jeweils eines in Kastenmitte aufweist. Daher wurden nur drei statt der üblicherweise vier vorhandenen Fahrgestelle verbaut. Dies erwies sich in der Folgezeit als problemanfällig. Die Fahrgestelle der beiden Endwagen verfügen über je vier Radnabenmotoren von jeweils 50 kW Leistung, das Fahrgestell des mittleren Wagenkastens ist nicht angetrieben. Die Motoren sind wassergekühlt. Das Thermometer dieser Wassertanks befindet sich unter dem Dach der Wagen, was dazu führte, dass sich die Wagen wegen überhitzter Thermometer im Sommer teilweise abschalteten. Innovativ war das durch Herbert Lindinger entworfene Design und die erstmals bei einem Frankfurter Straßenbahnfahrzeug angewendete neue Konzernfarbe subaru vista blue. Während der Produktion übernahm Siemens den Hersteller Düwag und damit auch die komplette R-Wagen-Lieferung.
Die Bestellung umfasste 40 Wagen in zwei Serien (mit einer Option auf 60 weitere Fahrzeuge), von denen die erste 1993 geliefert wurde. Nachdem der erste R-Wagen in Frankfurt eintraf, fand eine Pressefahrt statt, die schon nach wenigen Metern wegen technischer Probleme vorzeitig beendet werden musste. Auch in der Folgezeit machten die Fahrzeuge durch zahllose technische Pannen Schlagzeilen, die aufwändig durch die Hersteller nachgebessert werden mussten. Die durch die erste Serie gesammelten Erfahrungen flossen direkt in den Bau der ebenfalls 20 Wagen umfassenden zweiten Serie ein, die 1997 geliefert wurde. Die Radgeräusche (Rumpeln und Quietschen, vor allem in Kurven) wurden durch den Einbau von Absorbern verringert und die Kurvenschwingungen durch den Einbau von Stabilisatoren stark gedämpft. Durch die Stabilisatoren wurde auch das starke Ausschlagen des angelenkten Wagenteils in die entgegengesetzte Richtung unmittelbar nach der Kurvendurchfahrt weitgehend unterbunden.
Die Option auf 60 weitere Fahrzeuge wurde nicht eingelöst, da die Fahrzeuge der ersten beiden Serien trotz zahlreicher Nachbesserungen nicht zufriedenstellend funktionierten. Unter anderem konnte das Problem mit dem Hitzestau, wodurch im Sommer die Hydraulikleitungen der Federungen platzen, nicht behoben werden. Ein weiterer Grund dafür waren die fehlenden Kupplungen, die die Stadtwerke bei der Bestellung vergessen hatten. Siemens baute daraufhin keine weiteren Fahrzeuge des Typs R mehr, sondern konzentrierte sich auf die Konstruktion des Nachfolgetyps Combino. Trotzdem beharrte Siemens auf der Einlösung der Option auf weitere 60 Wagen, nun jedoch in Form von Fahrzeugen des Typs Combino. Es wäre allerdings wegen der Vergaberichtlinien nicht zulässig gewesen, wenn die Stadt andere Wagen gekauft hätte als diejenigen, die seinerzeit die Ausschreibung gewonnen hatten. Dafür musste zunächst eine erneute Ausschreibung erfolgen.
In der Folgezeit beschloss die VGF, zunächst elf Niederflurwagen zu beschaffen, um die noch vorhandenen Straßenbahnwagen des Typs N ausmustern zu können. Zu diesem Zweck besuchte man mehrere Städte, unter anderem Kassel, Magdeburg und Potsdam. Es zeigte sich, dass man in Kassel mit dem von Bombardier hergestellten Typ sehr zufrieden war, während der Potsdamer Combino eher negativ beurteilt wurde. Bombardier gewann dadurch die Ausschreibung.
Die Gesamtserie trägt, als Symbol für die „Wiedergeburt“ der Straßenbahn in Frankfurt, die Betriebsnummern 001–040. Die Fahrzeuge werden meist auf den Linien 15, 16, 17, 18 und 21 eingesetzt.

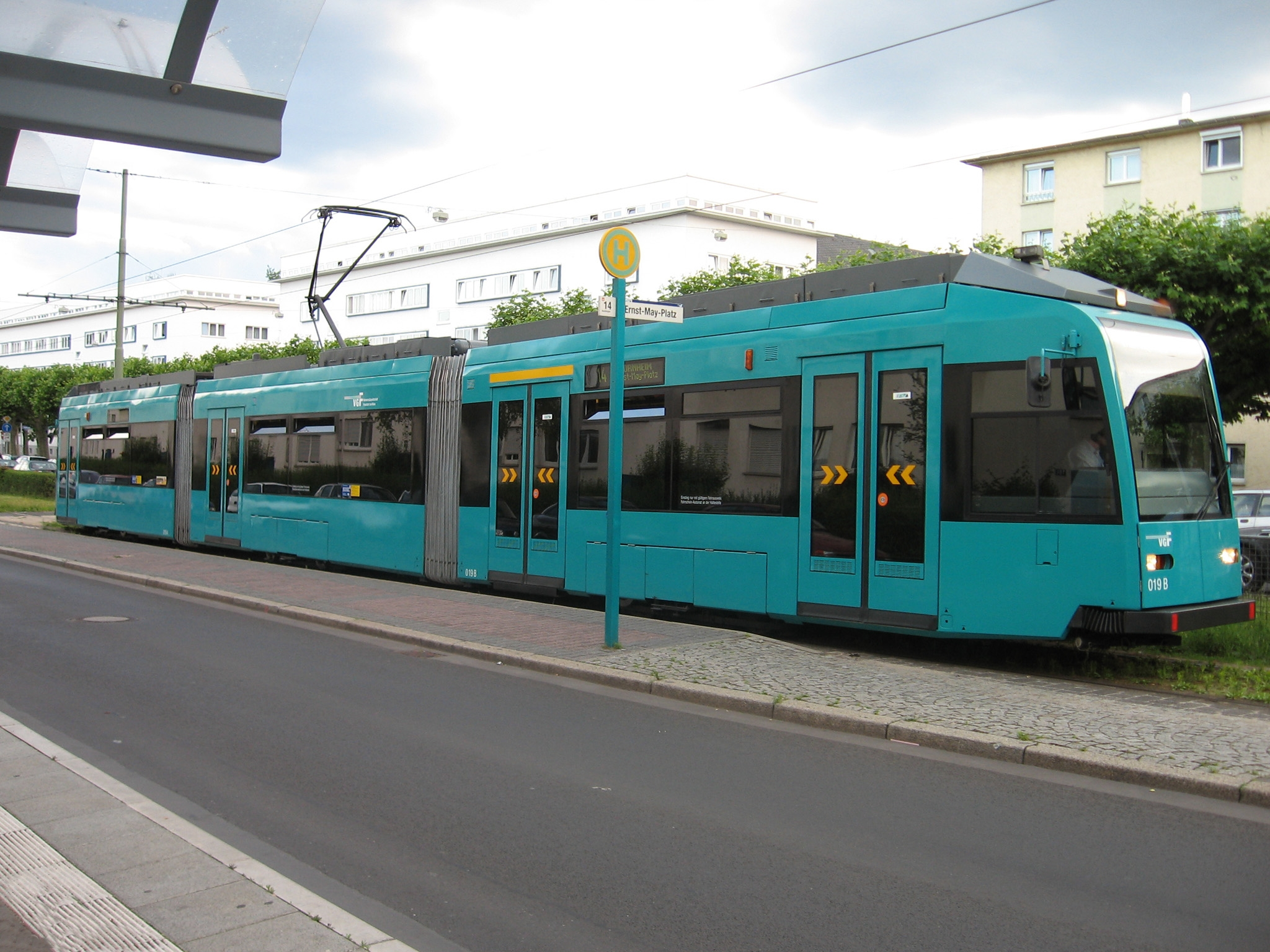
VGF R-Triebwagen 019 nach dem Redesign am Ernst-May-Platz, Juni 2007

Umbauten
Die gesamte Serie wurde zwischen 2006 und 2014 einem Redesign unterzogen. Dabei wurden unter anderem alle Fenster ausgetauscht, die Sitzbezüge und Fußböden erneuert und gelbe Griffstangen montiert, die im Türbereich geriffelt sind. Da eine Klimaanlage aus statischen Gründen nicht nachgerüstet werden kann, wurden mehr Klappfenster eingebaut. Hinzu kamen Optimierungen an der Einzelradaufhängung und die Erneuerung von Bremssystem und Bordelektronik. Die Umbaukosten beliefen sich pro Fahrzeug auf rund 200.000 Euro. Wagen 011 wurde im September 2006 als erstes modernisiertes Fahrzeug vorgestellt, 019 folgte im Februar 2007; der Wagen 013 wurde im Rahmen planmäßiger Hauptuntersuchungen umgebaut. Mit Wagen 033 wurde im Januar 2014 die Modernisierung der R-Wagen abgeschlossen.
Unfälle

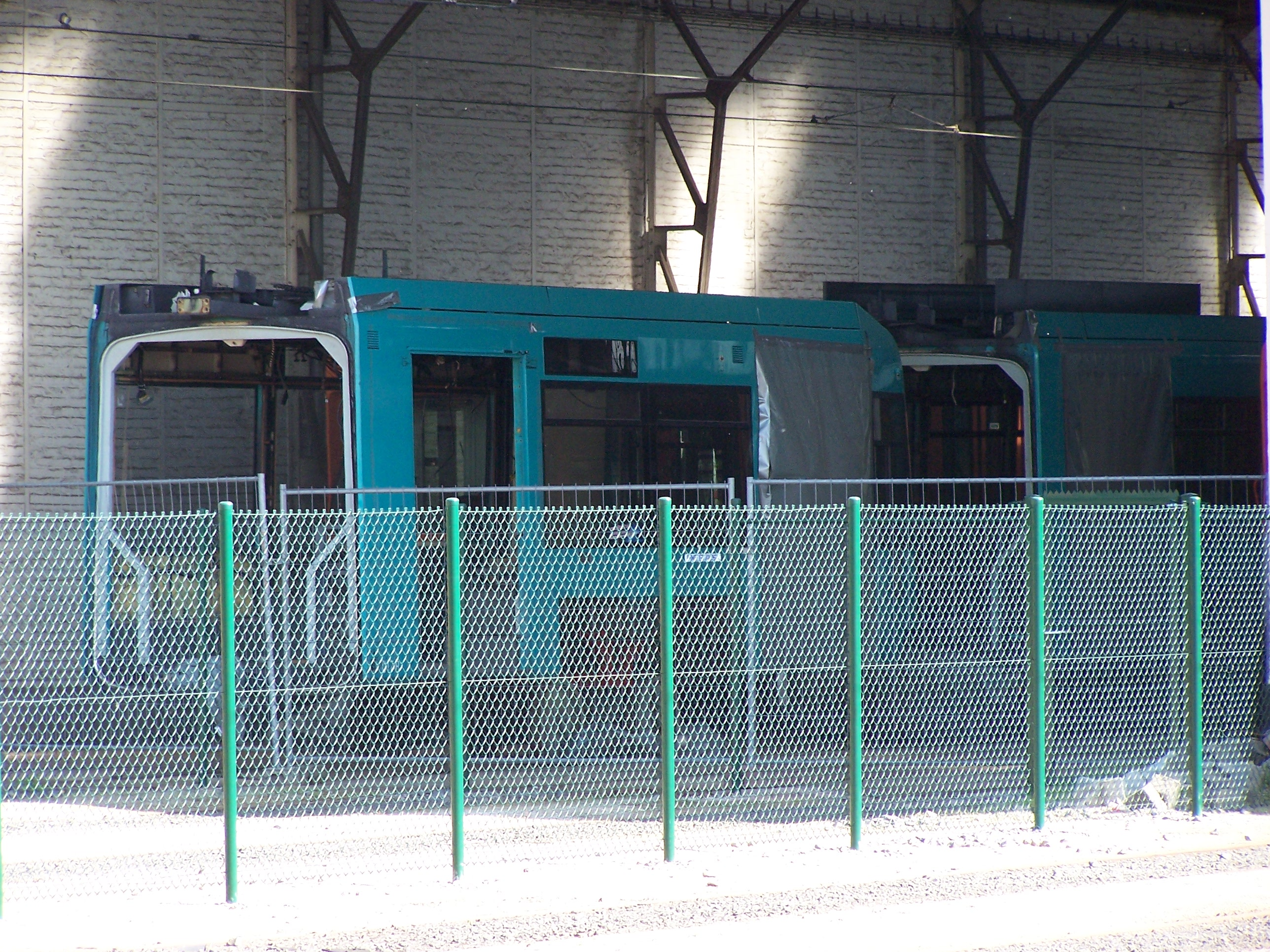
Überreste des R-Wagens 017 in der Wagenhalle Eckenheim im April 2007

- Am 7. September 1996 prallte Wagen 010 in der Endstation der Linie 16 in Ginnheim auf einen Prellbock, wobei der Wagen schwer beschädigt wurde. Er wurde nicht wieder in Dienst gestellt, sondern diente in der Folgezeit als Ersatzteilspender für die übrigen Fahrzeuge. Nachdem der Wagen vollständig ausgeschlachtet wurde, sind die Reste Anfang 2006 verschrottet worden.
- Wagen 017 kollidierte am 10. Juli 2005 durch einen Bedienungsfehler an der Stumpfendstelle Offenbach Stadtgrenze mit einem Prellbock. Wie bereits bei Wagen 010 waren die Schäden so massiv, dass das Fahrzeug ausgemustert wurde und nun als Ersatzteilspender dient. Es handelte sich dabei bereits um den zweiten schweren Unfall des Wagens 017, er war bereits am 29. Oktober 2001 in der Nähe des Hauptbahnhofes mit Wagen 007 kollidiert, damals wurde das Fahrzeug mit Teilen von Wagen 010 wiederhergestellt. Diese zwei Wagen haben dadurch die B-Teile getauscht. Seitdem besteht 007 aus 007A+007C+017B. 017 bestand bis 2005 aus 017A+017C+007B.

Für lange Zeit waren die Wagen 006 und 008 wegen Problemen an der Federung und am Rahmen in der Stadtbahnzentralwerkstatt abgestellt. Die Wagen wurden durch den Einbau von Ersatzteilen aus dem Unfallwagen 017 wieder betriebsfähig gemacht.
Die im Juni 2018 bestellten Fahrzeuge des Typs T sollten ab Ende 2021 die erste Serie (001-020) R-Wagen ersetzen. Aufgrund der Lieferverzögerungen sowie der zwischenzeitlichen Außerbetriebnahme der Baureihe T ab November 2024 konnte diese Planung jedoch nicht umgesetzt werden und es wurden auch weitere Hauptuntersuchungen notwendig. Die zweite Serie (021–040) soll erhalten bleiben, wann diese ersetzt wird, ist unklar.

## S

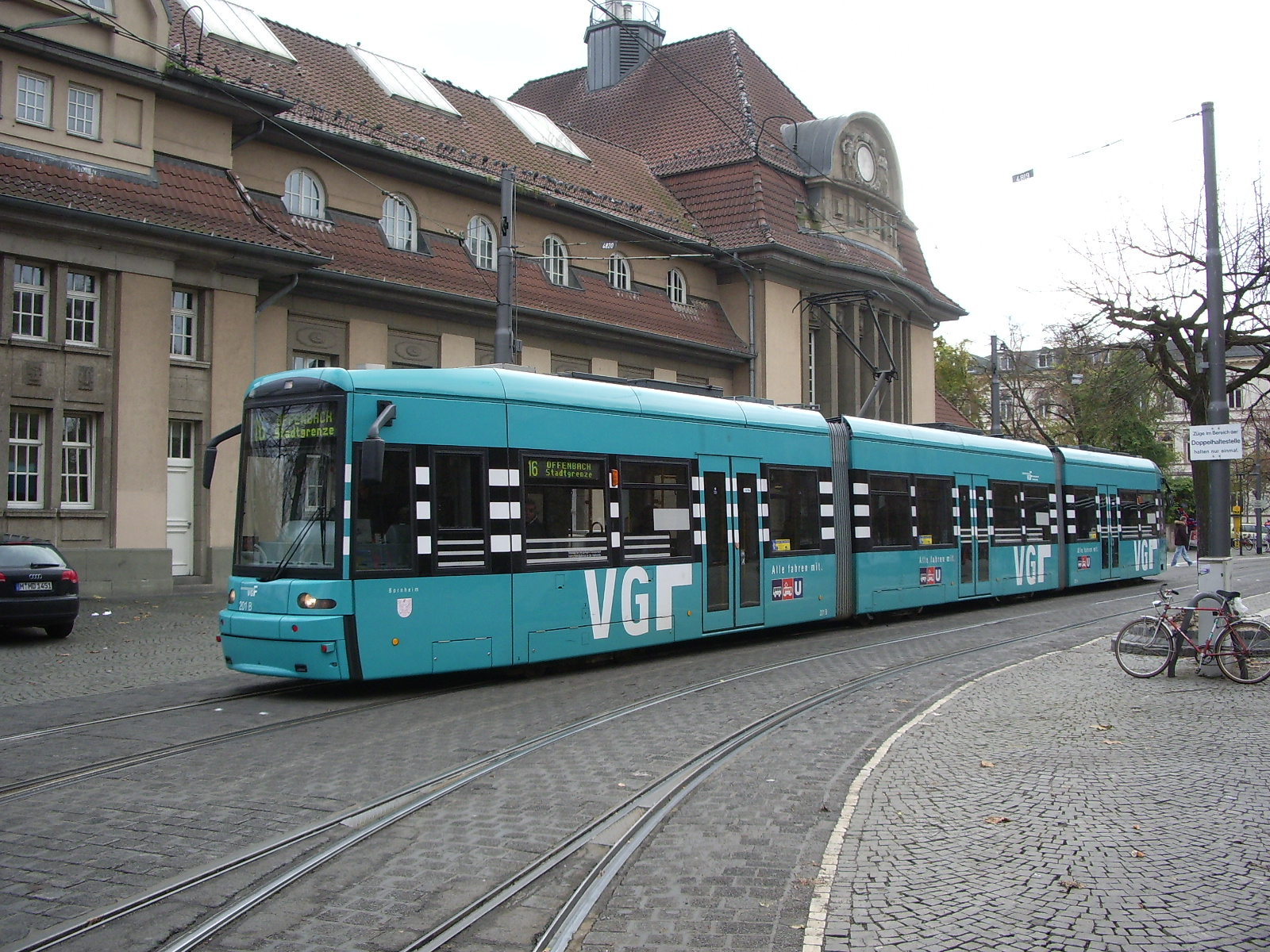
S-Wagen 201 (Taufname Bornheim) am Südbahnhof

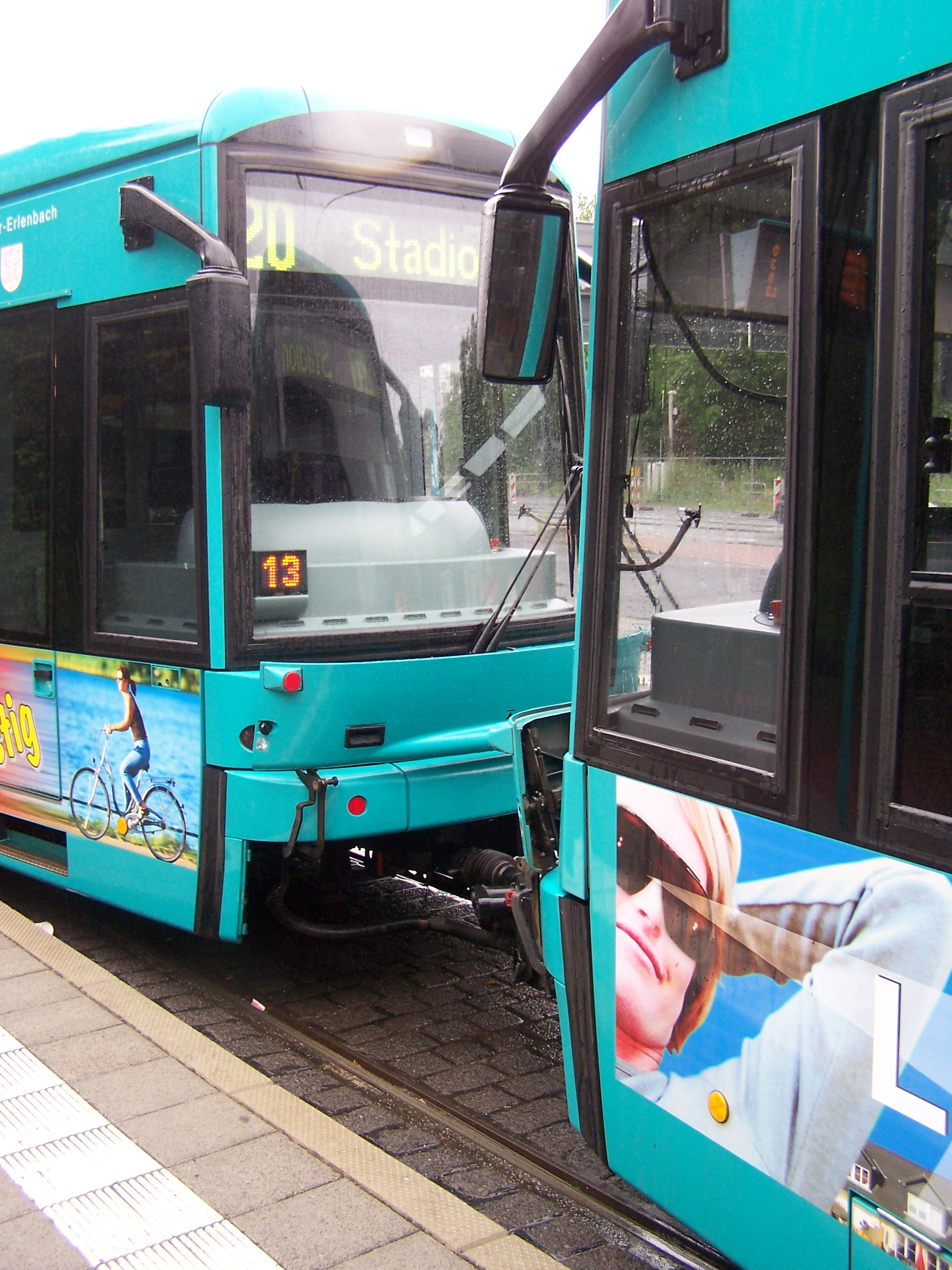
S-Wagen 241 (Taufname Nieder-Erlenbach) während des Wäldchestages in Doppeltraktion mit einem anderen S-Wagen, Pfingstmontag 2007

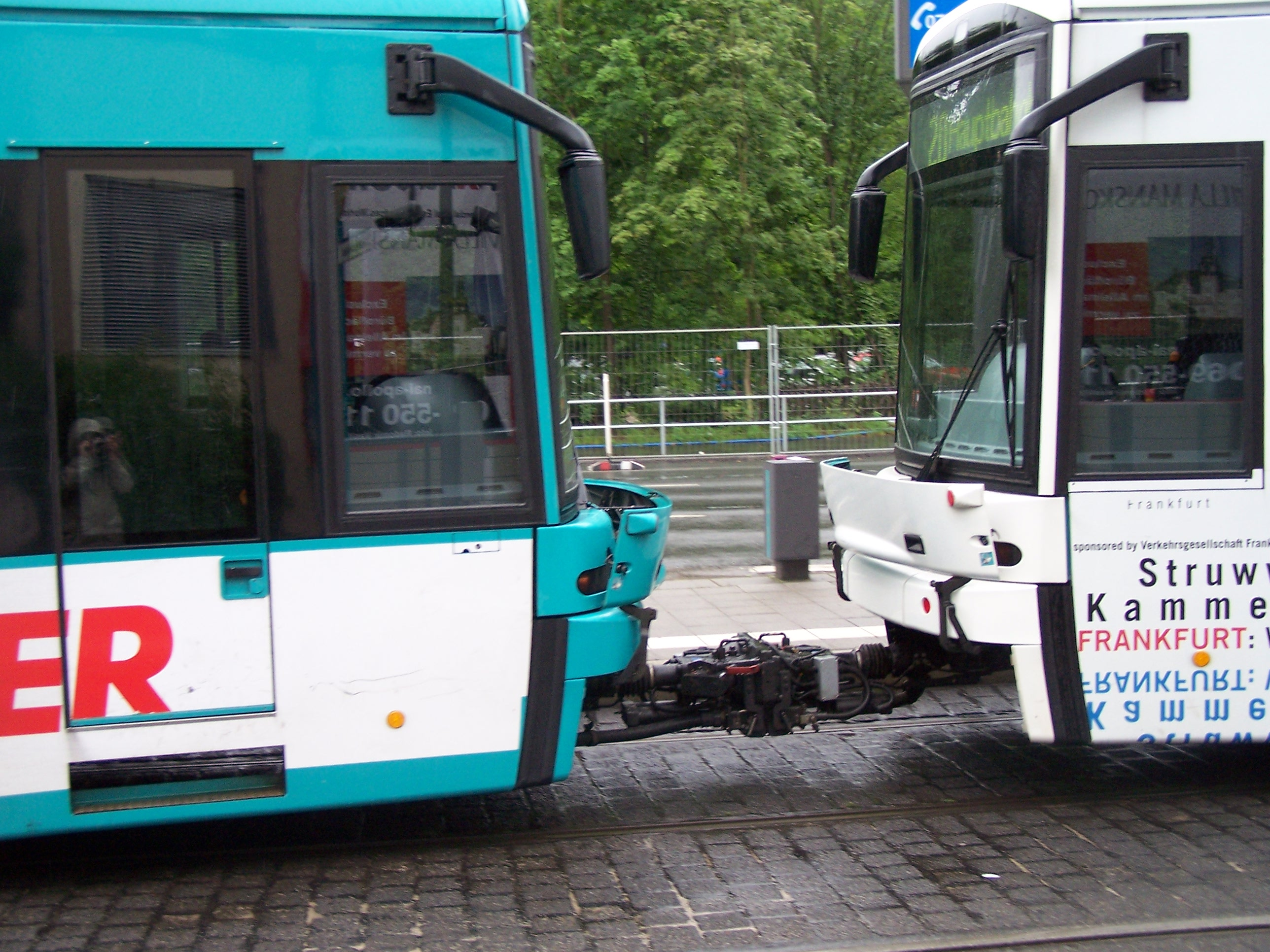
Mit Scharfenbergkupplung verbundene S-Wagen in Doppeltraktion, Pfingstmontag 2007

Aufgrund der mehrheitlich schlechten Erfahrungen mit den Niederflur-Straßenbahnwagen der Baureihe R entschied sich die VGF, die bestehende Option auf 60 weitere Fahrzeuge nicht einzulösen und stattdessen zunächst elf Exemplare eines anderen Fahrzeugtyps zu beschaffen. Aus der Ausschreibung ging die Firma Bombardier als Sieger hervor, die sich mit ihrem Straßenbahn-Wagentyp Flexity Classic (in Frankfurt am Main eingesetzt Typ NGT8-S) gegen das Konkurrenzprodukt Combino von Siemens durchsetzen konnte. Nachdem das Land Hessen in Zusammenhang mit der Fußball-Weltmeisterschaft 2006 die Subventionierung von 60 Niederflur-Straßenbahnwagen angekündigt hatte, wurde die Bestellung entsprechend erweitert. Darüber hinaus wurde eine Option auf elf weitere Fahrzeuge beschlossen.
Nachdem sie zuvor in Chemnitz umfangreiche Testfahrten absolviert hatten, trafen die ersten beiden Fahrzeuge der neuen Baureihe S am 2. Oktober 2003 in Frankfurt ein und wurden am 17. Oktober im ehemaligen Straßenbahndepot Bornheim der Öffentlichkeit präsentiert, wofür in dem bereits stillgelegten Depot extra für diese eine Veranstaltung wieder eine Fahrleitung eingezogen wurde. Die restlichen, im Bombardier-Werk Bautzen gefertigten Fahrzeuge wurden mit einem Abstand von zwei bis drei Wochen per Straßentransport nach Frankfurt überführt. Die ursprüngliche Bestellung von 60 Wagen wurde nachträglich auf 65 Exemplare aufgestockt, um trotz der Ausfälle einiger R-Wagen einen Gesamtbestand von 100 Niederflurfahrzeugen zu erreichen. Seit dem 30. März 2007 ist mit der Lieferung der letzten vier Fahrzeuge die Serie mit den Nummern 201–265 komplett.
Technisch ist die Baureihe S gegenüber dem R-Wagen wesentlich herkömmlicher ausgefallen. Der Wagen verfügt über vier Drehgestelle, wovon zwei unter dem Mittelteil angeordnet sind, auf das sich die Endwagen an einem Ende abstützen. Die Drehgestelle der beiden Endwagen sind mit je zwei querliegenden Motoren von 105 kW Leistung ausgestattet.
Die Wagen weisen im Gegensatz zu der Baureihe R nur einen Niederfluranteil von 70 % auf. Erstmals wurde auch serienmäßig eine Klimaanlage eingebaut. Da der Wagenkasten gegenüber dem Vorgänger um 5 cm breiter ausgeführt wurde, war es erstmals möglich, eine 2+2-Bestuhlung mit insgesamt 64 Sitzplätzen einzubauen. Zwölf Fahrzeuge wurden zur Vandalismusreduzierung mit einer Videoüberwachungsanlage ausgerüstet, die übrigen Fahrzeuge sind dafür vorbereitet.
S-Wagen verkehren auf allen Straßenbahn-Linien. Die Baureihe ist an beiden Wagenenden mit versenkbaren Scharfenbergkupplungen ausgerüstet, die das Fahren in Doppeltraktion ermöglichen. Planmäßig wird dies aber nur auf der Stadion-Verstärkerlinie 20 angewendet.
Aus Fahrzeugmangel und anderen Gründen wurden drei S-Triebwagen 2007 für zwei Jahre nach Stockholm ausgeliehen. Am 26. Oktober 2011 wurde bekannt, dass die VGF weitere 10 S-Wagen bestellt hat, die Bestellung wurde jedoch aus Kostengründen auf 9 Wagen reduziert. Die neuen 9 Wagen tragen die Wagennummern 266 bis 274. Aus der damaligen Bestellung waren 6 Wagen als Option vereinbart und 4 Wagen wurden extra bestellt. Ende 2013 waren alle neuen Fahrzeuge geliefert. Somit gibt es 74 S-Wagen in Frankfurt.
Taufnamen

Bei der Baureihe S werden erstmals Fahrzeugtaufen vorgenommen. Es war geplant, alle Fahrzeuge auf Namen Frankfurter Stadtteile zu taufen; da es allerdings keine 65 Stadtteile gibt, sollten auch die Frankfurter Partnerstädte berücksichtigt werden. Die Taufen erfolgten in unregelmäßigen Abständen und in der Regel ohne besondere Feierlichkeiten.
| Nummer                                   | Name             | Taufdatum         |
| ---------------------------------------- | ---------------- | ----------------- |
| 201                                      | Bornheim         | 17. Oktober 2003  |
| 203                                      | Frankfurt        | 13. Dezember 2003 |
| 204                                      | Bockenheim       | 13. Dezember 2003 |
| 223                                      | Schwanheim       | 1. September 2005 |
| 224                                      | Sachsenhausen    | 1. September 2005 |
| 225                                      | Fechenheim       | 1. September 2005 |
| 238                                      | Nordend          | 14. Dezember 2005 |
| 241                                      | Nieder-Erlenbach | 14. Dezember 2005 |
| 242                                      | Gallus           | 14. Dezember 2005 |
| 263 (zeitweise ausgeliehen an Stockholm) | Ginnheim         | 30. März 2007     |
| 264 (zeitweise ausgeliehen an Stockholm) | Rödelheim        | 30. März 2007     |
| 265                                      | Heddernheim      | 30. März 2007     |

Wagen 240 trug im November und Dezember 2005 vorübergehend den Namen Dieter Geib; Anlass war die Pensionierung des Leiters der Zentralwerkstatt.
Unfälle:
- Wagen 220 kollidierte am 28. Februar 2005 am Ratswegkreisel mit einem Lastwagen. Das vordere Drehgestell entgleiste dabei, der Rahmen des vorderen Wagenteils wurde deformiert.
- Wagen 231 prallte am 19. Juli 2005 an der Endhaltestelle Offenbach Stadtgrenze wegen Bremsversagens gegen einen Prellbock und erlitt dabei an einem Endwagen schwere Schäden.

Die noch brauchbaren Komponenten beider Fahrzeuge wurden im März 2006 zu einem neuen Wagen mit der Nummer 220" zusammengesetzt. Die übrigen Fahrzeugteile wurden ins Bombardier-Werk Bautzen überführt, Ende Juni 2007 wurde der Wagen mit zwei neuen Köpfen und dem alten Mittelwagen wieder als Wagen 231 zugelassen.
- Wagen 206 (Linie 15) fuhr am 7. März 2013 an der Haltestelle „Universitätsklinikum“ (Uni-Klinik) auf dem Theodor-Stern-Kai im Stadtteil Sachsenhausen auf den Wagen 251 (Linie 12) auf. Beide Fahrzeuge wurden erheblich beschädigt.[16] Vorübergehend wurden in der Folge auf den Linien 14 und 17 die historischen Fahrzeuge der Typen M, N und O eingesetzt.[17]
- Wagen 222 wurde am 19. März 2019 schwer beschädigt, als ein Lkw beim Rangieren aus einem Parkplatz seitlich mit dem fahrenden Straßenbahnwagen kollidierte.[18]

## T

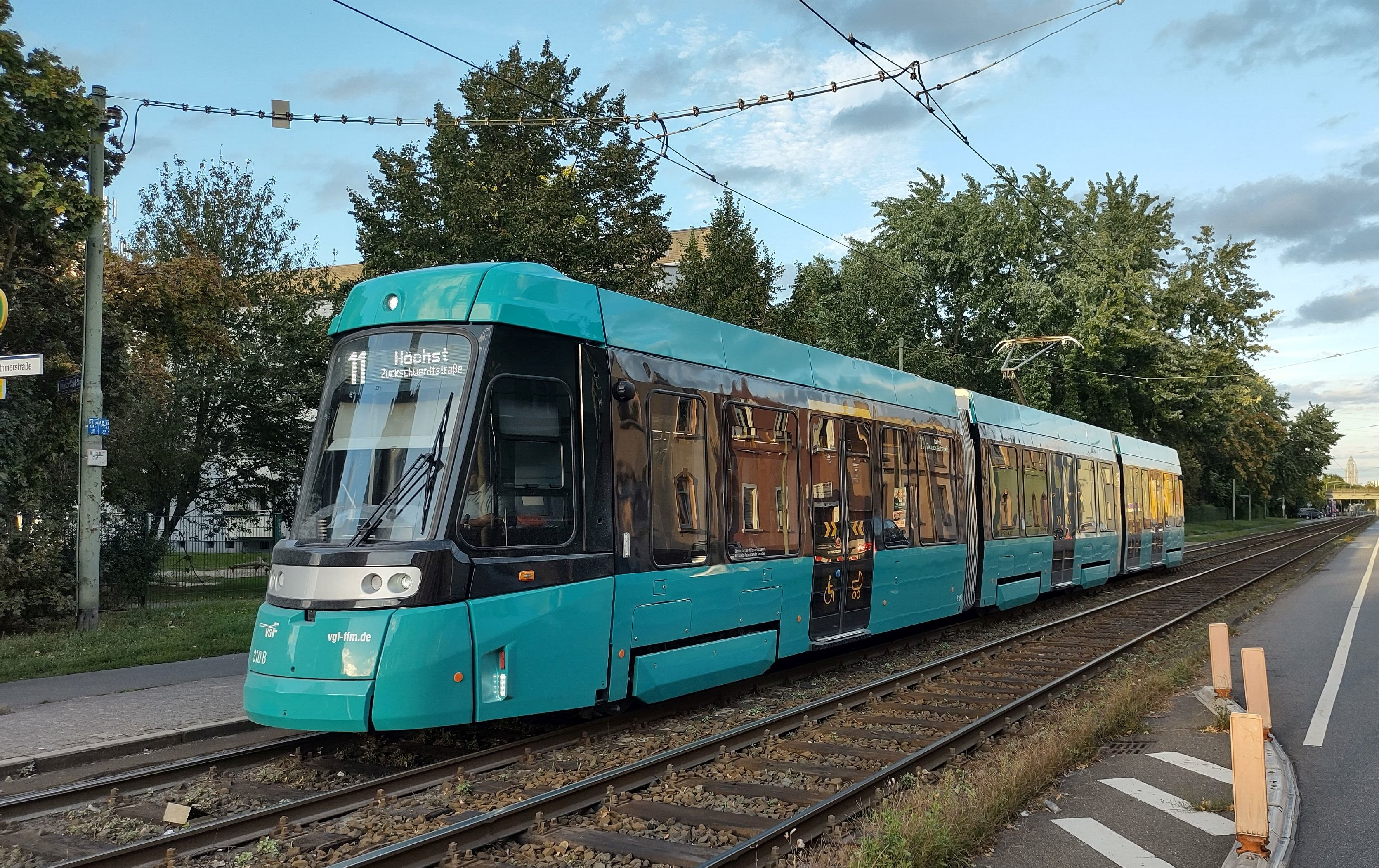
T-Wagen 310

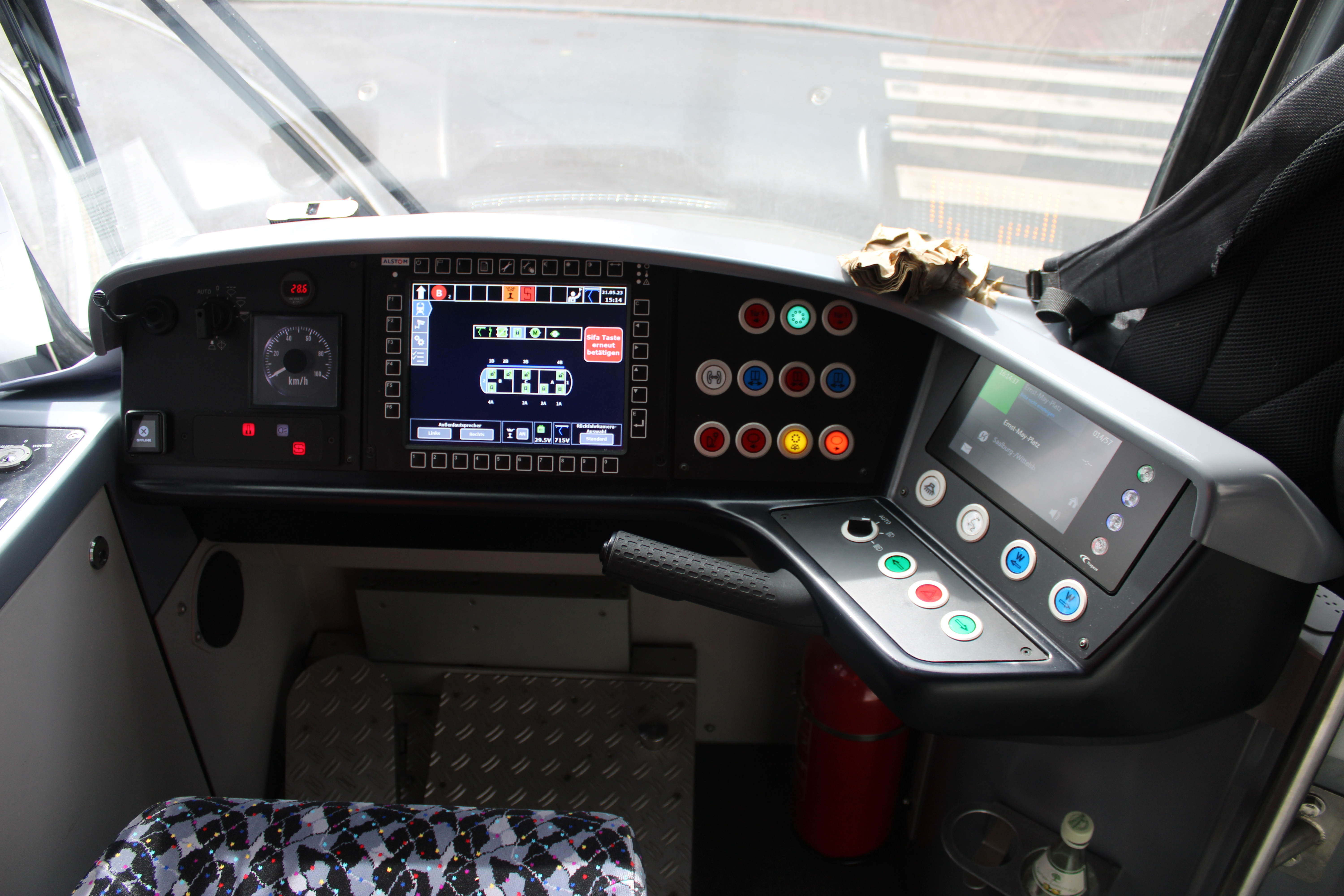
Führerstand T-Wagen 305

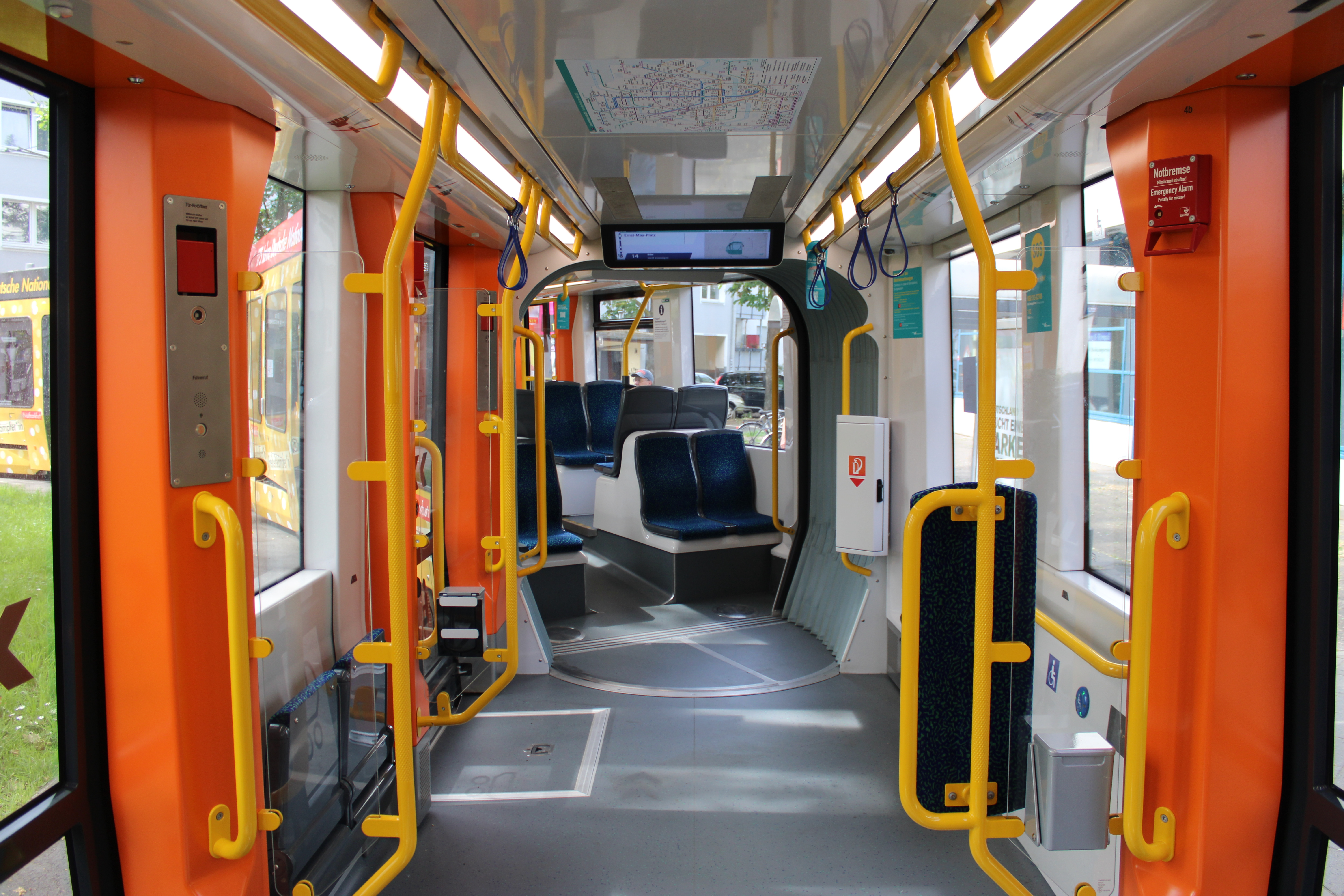
Innenraum T-Wagen 305 in der Wendeschleife am Ernst-May-Platz

Am 19. Juni 2017 wurde durch die VGF die Beschaffung von 38 und optional 15 weiteren Wagen der Baureihe T ausgeschrieben. Die Auslieferung war für die Jahre 2021 bis 2023 vorgesehen. Am 19. Juni 2018 wurde die Auftragsvergabe an Alstom für zunächst 45 Fahrzeuge bekanntgegeben. Neben der zunächst bestellten, rund 30 m langen Variante T 30 war optional bereits eine rund 40 m lange Variante T 40 vorgesehen.
Im Bezeichnungssystem des Herstellers Alstom gehört die Baureihe T zum Typ Citadis SX05 wobei zunächst auch von Citadis X04, und Citadis X05 berichtet worden war. Für die konkrete Variante ist das X beim T 30 durch eine 3 und beim T 40 durch eine 4 zu ersetzen (Citadis S305 und S405). Inzwischen ordnet Alstom den Fahrzeugtyp auch unter der Sammelbezeichnung Citadis Classic ein.
Es handelt sich um drei- oder vierteilige geschweißte Schwarzstahlwagen von 31,5 oder 38 Metern Länge auf vier oder fünf Drehgestellen der Bauart Ixège mit 1850 mm Radsatzstand. Die Fahrzeuge sind für den Einsatz im Stadion-Verkehr kuppelbar und verfügen über ein Fahrgastzählsystem. Der Fahrzeugboden liegt im Durchgang 360 mm bis 495 mm über der Schienenoberkante, an den Seiten teils höher. Die Höhenunterschiede im Durchgang werden durch Rampen mit einer Neigung von bis zu 8 % überwunden. Im Drehgestellbereich ist der Gang 540 mm breit. Die neuen Wagen erhielten vier oder fünf Doppeltüren mit einer lichten Weite von 1300 mm pro Seite, von denen jeweils eine nicht einer anderen Tür gegenüber liegt. In der Variante T 30 gibt es acht Sitzplätze weniger als bei den Vorgängern. Ein Triebwagen fasst 197 Fahrgäste, statt 172 bei den Wagen der Reihe S. In der Variante T 40 sind es 244. Mit einem nachrüstbaren Energiespeicher wäre ein Betrieb ohne Fahrleitungsspannung möglich.
Die Fahrzeuge verfügen jeweils über 16 USB-Steckdosen (T30, 18 Stück beim T40) und sind für einen möglichen späteren Einbau von WLAN vorbereitet. Die vier oder sechs Motoren leisten jeweils 150 kW und bringen die Fahrzeuge mit einer maximalen Beschleunigung von 1,3 m/s² auf eine Höchstgeschwindigkeit von 70 km/h.
Die Auslieferung der ersten, in Barcelona gefertigten, dreiteiligen Triebwagen war für Herbst 2020 vorgesehen, verzögerte sich aber coronabedingt auf Ende März 2022.
Nach der am 16. Oktober 2020 bekanntgegebenen Entscheidung zur Verlängerung von 22 Fahrzeugen und weiteren Auftragsergänzungen umfasste der Gesamtauftrag 24 drei- und 34 vierteilige Wagen.
Nach der offiziellen Vorstellung am 9. Dezember 2022 begann am 11. Dezember 2022 der Einsatz im Fahrgastbetrieb. Anfang 2024 sollten bereits 23 Fahrzeuge ausgeliefert sein, es waren jedoch nur 11. Die Lieferverzögerungen verschieben auch die Ausmusterung der Baureihe P und der ersten Serie der Baureihe R. Der erste vierteilige Wagen sollte (Stand April 2023) im Sommer 2024 ausgeliefert werden. Stattdessen waren Anfang November 2024 erst 14 dreiteilige Wagen ausgeliefert, als wegen technischer Probleme der Fahrgastbetrieb vorerst wieder beendet wurde. Gründe waren beispielsweise häufige Störungen der Einstiegstüren. Außerdem blieben die Fahrzeuge immer wieder mit technischen Störungen stehen und blockierten dann die Strecke. Die Fahrer konnten dann jedoch nicht wie bei anderen Fahrzeugtypen einen Reset durchführen, weil sich der Hauptschalter auf dem Dach und nicht wie bei diesen anderen Typen im Führerstand befindet. Die Fahrer kritisieren bei diesem Typ darüber hinaus zu langsam reagierende Türen, eine uneinheitliche Bedienung, die unterdimensionierte Klimaanlage und viel zu kleine Behälter für den Bremssand. Diese Probleme führen in Summe zu Fahrtausfällen, zur Notwendigkeit weiterer Hauptuntersuchungen bei der Baureihe R sowie zur Wiederinbetriebnahme einiger Wagen der Baureihe Pt ab dem ersten Quartal 2025.
Die Auslieferung war wegen der technischen Probleme gestoppt. Am 4. August 2025 wurde ein neuer T30-Wagen in einer überarbeiteten Version mit der Nummer 320 an die VGF ausgeliefert. Das Fahrzeug war für umfangreichen Tests und Prüfungen durch die Stadtbahnzentralwerkstatt der VGF (StZW) vorgesehen. Zu diesem Zeitpunkt waren Testfahrten im Frankfurter Streckennetz ohne Fahrgäste vorgesehen. Ja nach Ergebnis sollte dann über das weitere Vorgehen zur Bestellung entschieden werden.

## Sonstige Baureihen

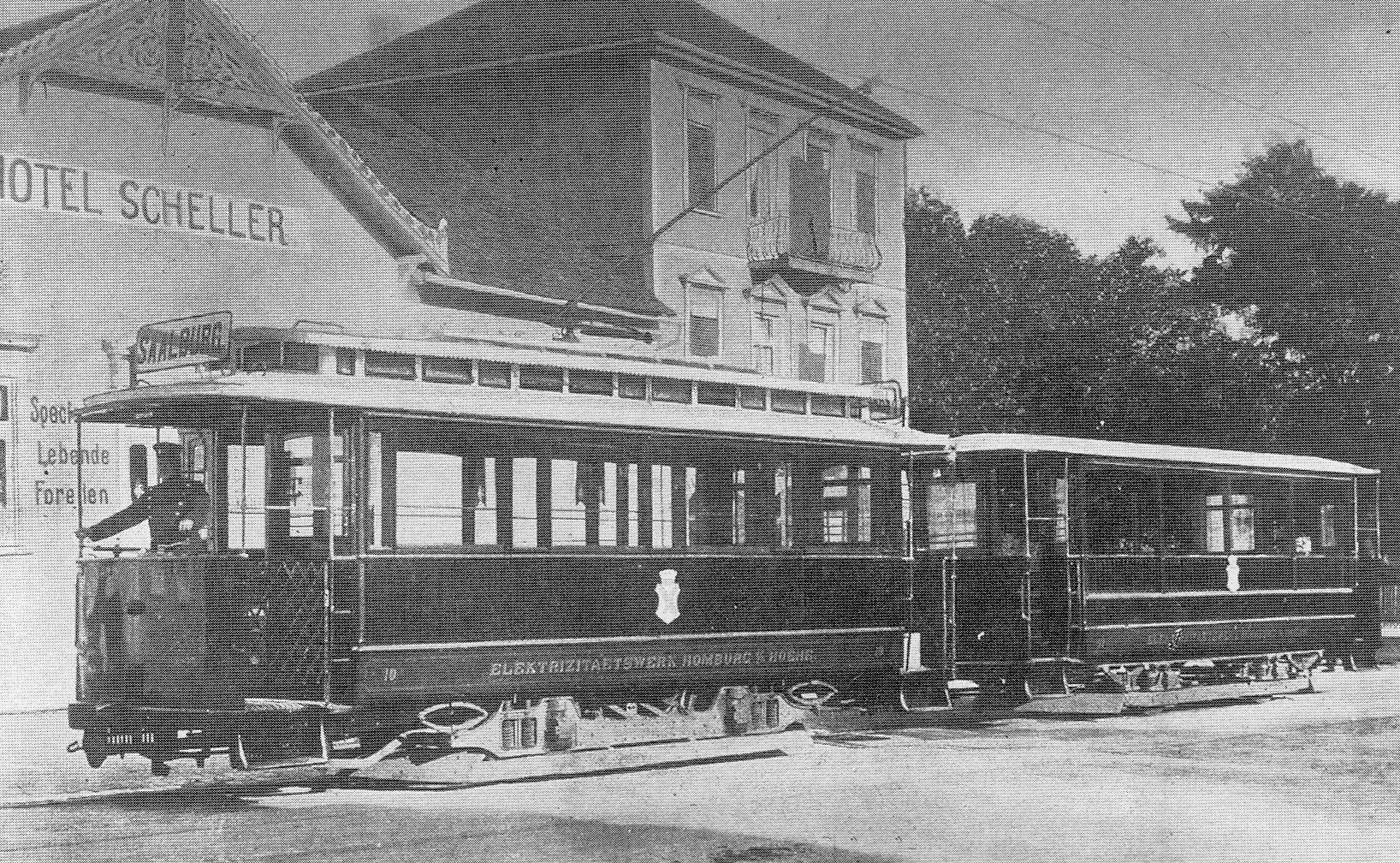
Triebwagen 10 der Saalburgbahn mit Beiwagen

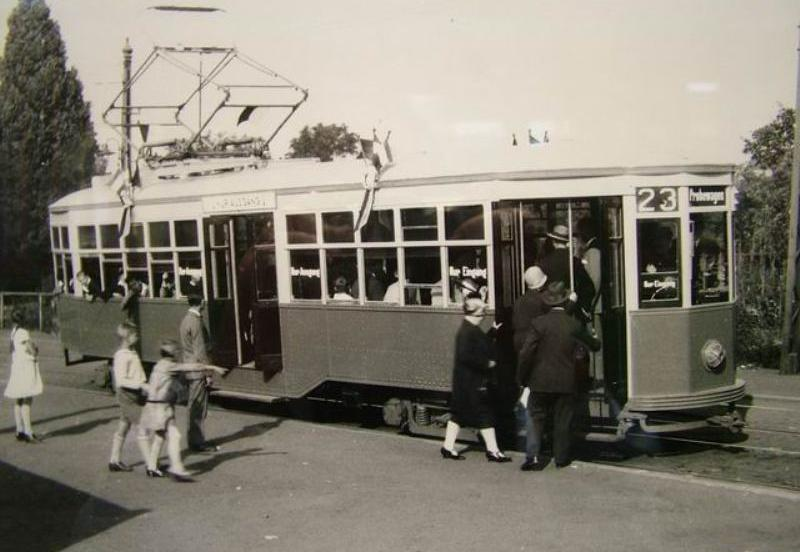
Mailänder Probewagen im Jahr 1929

Drei Triebwagen (u. a. Nr. 9 und 10) der 1935 stillgelegten Saalburgbahn wurden bis 1959 als Arbeitswagen bei der Frankfurter Lokalbahn (FLAG) und der Straßenbahn Frankfurt am Main eingesetzt. Wagen 9 bekam bei der FLAG die Nummer 21 und bei der Frankfurter Straßenbahn die Nummer 2027III. Wagen 10 wurde zum Turmtriebwagen umgebaut und bekam bei der FLAG die Nummer 22 und bei der Frankfurter Straßenbahn die Nummer 2024II.
Im Juli 1929 wurde auf der Linie 23 ein „Peter-Witt-Wagen“ erprobt. Das aus Mailand stammende Fahrzeug mit unbekannter Betriebsnummer war für Fahrgastfluss mit sitzendem Schaffner eingerichtet, der Einstieg war nur vorn erlaubt.

## Eigenbauten

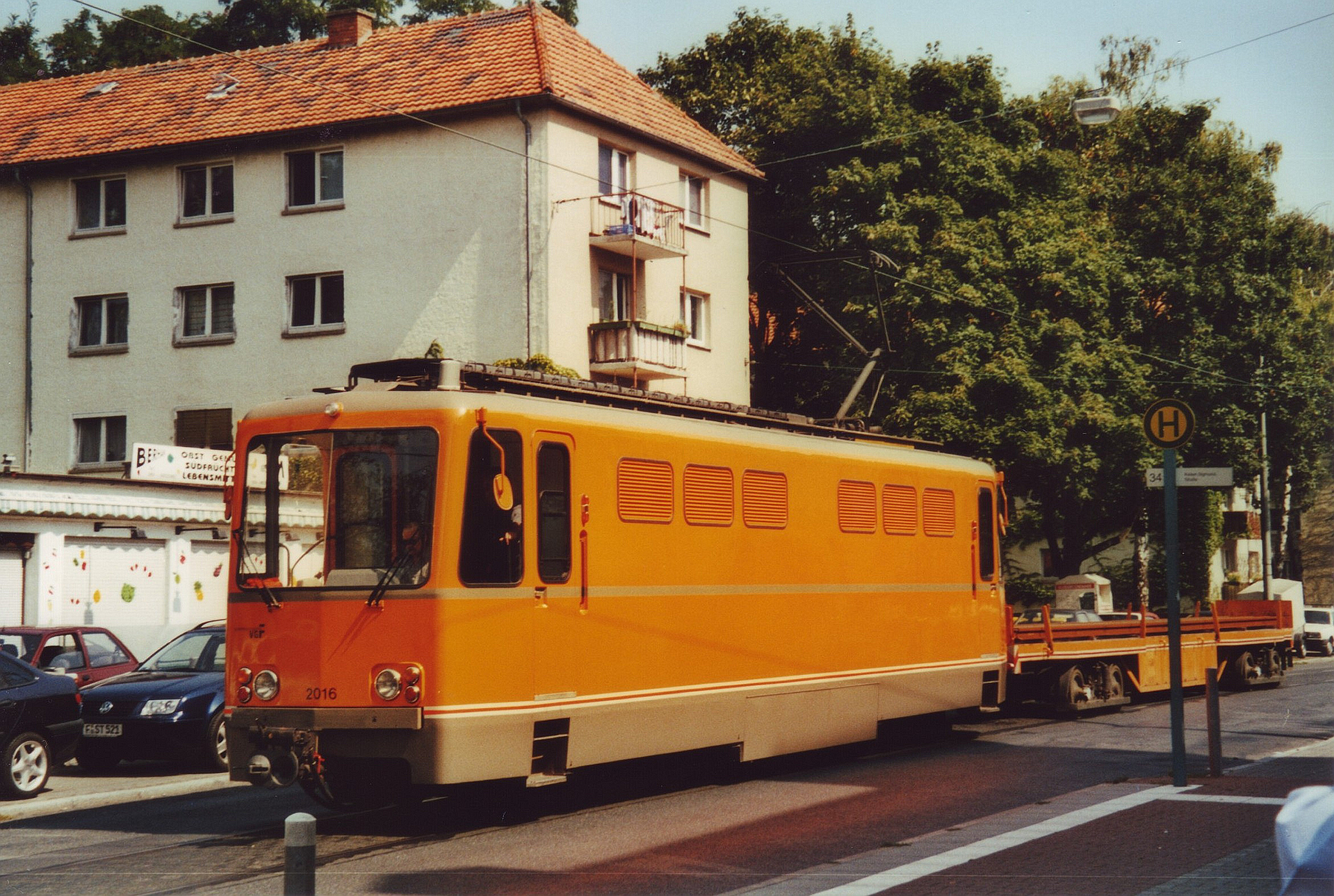
Lokomotive 2016 im Marbachweg, 26. August 2001

In den 1980er Jahren wurde u. a. mit M-Drehgestellen in der Stadtbahnzentralwerkstatt die Elektrolokomotive 2016 gebaut. Die Lokomotive kann im Oberleitungs- und Akku-Betrieb eingesetzt werden. Die Akkus wurden von der Akkulok 2020 übernommen, die früher auf der U-Bahn-Strecke nach Oberursel-Hohemark für die Beförderung von Güterwagen eingesetzt worden war.